# História do Rio de Janeiro

Bandeira do estado do Rio de Janeiro.

A história do Rio de Janeiro é um conjunto de conhecimentos de historiografia brasileira, direcionado para a pesquisa dos acontecimentos do passado, desde as primeiras expedições desbravadoras, no século XVI, até os nossos dias. Em consequência do lucrativo mercado de pau-brasil com os indígenas, o litoral fluminense movimentava povoadores portugueses e piratas franceses ainda no século XVI. Estácio de Sá, sobrinho do governador-geral Mem de Sá, quando lutou contra os franceses estabelecidos na baía de Guanabara, criou, em 1.º de março de 1565, a cidade do Rio de Janeiro. Compreendendo posição estratégica na costa meridional da colônia, o povoado se desenvolveu como região portuária e comercial. No século XVIII, com a expansão da atividade mineradora, o porto do Rio se transfornou no principal polo exportador e importador para as vilas de Minas Gerais, por onde partiam ouro e diamante para a metrópole e penetravam escravos e produtos industrializados. Em 1763, a cidade foi elevada a capital do Brasil, em sucessão a Salvador.
Com a vinda da família real, em 1808, o Rio se converteu em capital do Reino Unido de Portugal, Brasil e Algarves. Após a emancipação nacional, a cidade permaneceu como capital, ao passo que a província progredia com o cultivo da cana-de-açúcar da região de Campos e, especialmente, com a nova cafeicultura no Vale do Paraíba. Para desmembrar a província e a capital do Império, a cidade se tornou, em 1834, Município Neutro e a província do Rio de Janeiro começou a compreender Niterói como capital. Como polo político do país, o Rio centralizava a vida político-partidária do império e os movimentos abolicionista e republicano. No decorrer da República Velha, com o declínio de suas regiões cafeeiras, o estado perdeu a influência política para São Paulo e Minas Gerais.
A decadência política e econômica do Rio perpetuava após a Revolução de 1930. A economia fluminense não tirava proveito da industrialização, embora o estado tenha sido designado para ser a matriz da Companhia Siderúrgica Nacional, em Volta Redonda, marco inicial para a instalação da indústria pesada no país. A cidade do Rio de Janeiro continuou como principal zona mercantil, fabril e econômica, mas, com a transferência da capital federal para Brasília, em 1960, a queda do novo estado da Guanabara foi irremediável. Em 1974, os estados do Rio e da Guanabara se reunificaram por decisão da ditadura militar, formando o atual estado do Rio. Com a função de restaurar sua relevância política e econômica, os governos militares realizaram enormes e importantes investimentos no estado, como a abertura das usinas nucleares de Angra I e II, em Angra dos Reis, e a instalação do pólo petrolífero na bacia de Campos, a mais rica do país.

## Povos indígenas

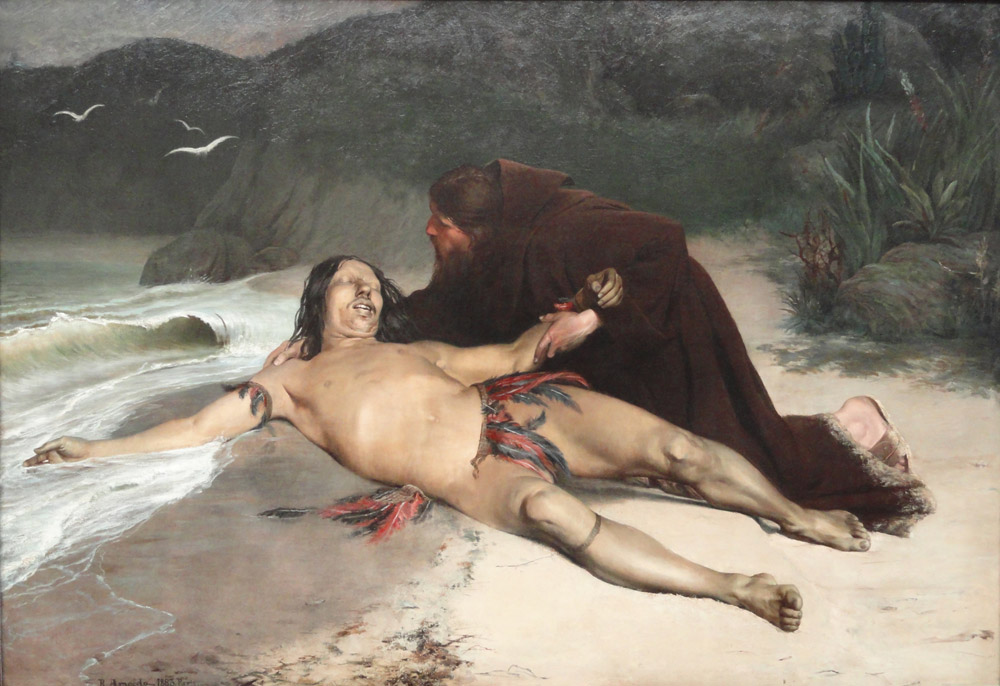
“O Último Tamoio” (1883), uma das criações mais conhecidas de Rodolfo Amoedo

No decorrer do momento da vinda dos portugueses ao Brasil, diferentes tribos indígenas, como os goitacás, puris, guaianás e tamoios, moravam nas terras que hoje albergam o estado do Rio de Janeiro. Os goitacás residiam inicialmente na planície percorrida pelo rio Paraíba do Sul, ao norte do Cabo Frio. Os puris ocupavam a região que se prolongava desde o Paraíba do Sul até o rio Muriaé. Já, os guaianás residiam no planalto junto à atual divisa com o estado de São Paulo. Por fim, os tamoios se encontravam no decorrer de toda a costa, desde a baía de Guanabara até o sul do estado.

## Período colonial

### Época de desbravamento da terra

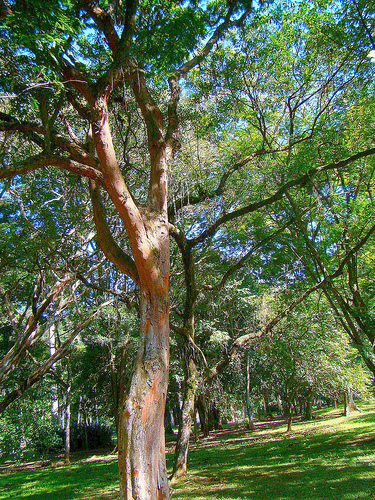
Uma árvore adulta de pau-brasil no Jardim Botânico do Rio de Janeiro.

O Reino de Portugal, no tempo da descoberta do Brasil, possuía seus recursos de capital e mão-de-obra voltados para a administração das feitorias localizadas nas Índias Orientais e no decorrer do litoral da África. O comércio expandido nessas regiões era empreendimento de lucratividade elevada e assegurada. Apenas a presença de metais preciosos, como na América hispânica, poderia despertar o interesse para a nova terra. Se não se atestasse a possibilidade, a metrópole restringir-se-ia a mandar expedições de reconhecimento e guarda-costas ao local.
A primeira expedição que desbravou a costa do Brasil, entre os anos de 1501 e 1502, vieram a vários locais do litoral fluminense, como o cabo de São Tomé, a baía de Guanabara e Angra dos Reis. A extração da única riqueza aparente, o pau-brasil, muito encontrada na costa fluminense, foi doada sob a forma de direitos a alguns interessados, e nasceram, em consequência, estabelecimentos portugueses, mesmo que provisórios, para assistência da busca dos contratadores. São imprecisos, entretanto, os dados a respeito desses pontos de partida do comércio português na região, aos quais pertencem, como principais, Cabo Frio (Américo Vespúcio aí construiu uma fortaleza em 1502, e em 1504 estabeleceu-se no local uma feitoria) e Rio de Janeiro (onde fundou uma feitoria em 1503 e outra em 1511). Os tamoios, do grupo jê, os goitacases e os aimorés constituíam a população pré-cabralina.
Os historiadores da época comprovam abundantemente a atividade francesa na região fluminense, com vistas à extração de seus recursos naturais, não só de pau-brasil, como da mão-de-obra nativa. O poder dos franceses, apoiado especialmente na amizade com os tamoios, desempenhava-se no litoral abrangido entre o rio Macaé e as imediações de Angra dos Reis. Salienta-se ademais, no que diz respeito a essa época, o valor do trabalho indígena, responsável pela construção de picadas e clareiras, devastação de árvores e seu transporte para as feitorias, já que não se achavam na terra animais aproveitáveis para o serviço de tração.

### O começo do povoamento

Baía de Guanabara na época da França Antártica.

A inveja por parte de outros impérios e sobretudo a participação francesa no Brasil despertaram o interesse da metrópole visando impulsionar-lhe o povoamento. Com a partilha do grande território em capitanias hereditárias, o vindouro estado do Rio de Janeiro começou a pertencer a duas capitanias: a de São Tomé, que competiu a Pero de Góis, limítrofe à do Espírito Santo, e a de São Vicente, concedida a Martim Afonso de Sousa.
O donatário de São Tomé visou expandir o cultivo da cana-de-açúcar em sua capitania. Criou a vila da Rainha, mas foi obrigado a abandoná-la, e voltou ao reino: em mensagem de 1545, informou que a vila foi devastada pelos índios. No que diz respeito à área do vindouro estado, situada na outra capitania, não teve condições de colonização, porque o donatário aplicou seus esforços na porção meridional do lote que lhe competia, e que se desenvolveu ao redor do porto de São Vicente.
No momento em que começou o governo-geral, a costa fluminense se encontrava praticamente desabitado, ou com alguns povoados pequenos. Tomé de Sousa, em 1552, explicou ao reino que na baía do Rio de Janeiro nada existia e ali se devia mandar construir “uma povoação honrada e boa”, pois era local favorito dos franceses. A participação dos franceses não se revelava somente por invasões diárias, mas alcançou a implantação de uma colônia no lugar, em 1555: a França Antártica. O acontecimento atingiu o ponto mais alto com o desalojamento dos invasores, a criação, em 1565, do primeiro embrião da cidade de São Sebastião do Rio de Janeiro, e sua instalação decisiva em 1567.
O lote de Martim Afonso de Sousa foi devolvido à coroa e começou a formar a capitania do Rio de Janeiro. Doaram-se várias sesmarias a colonos e criaram-se povoados, como a de Majepe (depois Magé) e a aldeia de São Lourenço, sob a liderança de Arariboia.
Em seu Tratado da terra do Brasil, que se presume escrito no fim dos anos 1560, diz Pero de Magalhães Gândavo, com alusão à capitania do Rio de Janeiro, que então se começaria a colonizar outra vez. Entretanto, era até então pouco expressiva a quantidade de portugueses na região. Provavelmente não atingia a duzentos, ao passo que em Pernambuco e Bahia já ultrapassavam mil.

### Conquista definitiva da terra

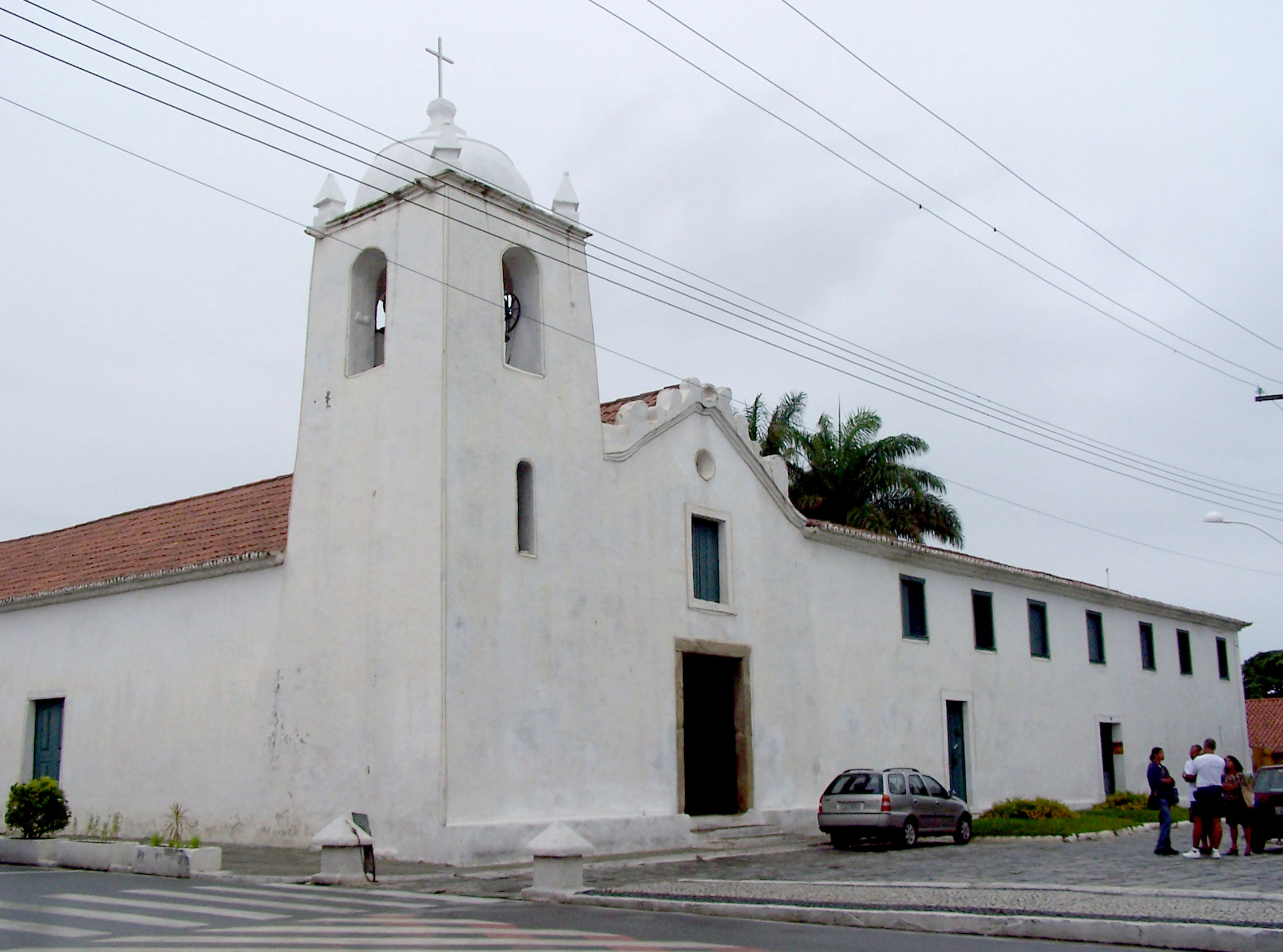
Igreja Matriz de São Pedro, São Pedro da Aldeia, uma das igrejas construídas nos aldeamentos jesuítas no litoral fluminense no período da União Ibérica.

A criação em caráter decisivo da atual cidade do Rio de Janeiro, a fragmentação política interna da colônia em 1572, com a capital do governo do sul no Rio de Janeiro, a punição aos piratas estrangeiros e a luta contra os índios seus partidários foram razões definitivas para a colonização de diversas regiões da costa e da baixada fluminense. Esse povoamento é confirmado pela fundação de diferentes povoados, aldeias, vilas e freguesias, tais como Angra dos Reis, Cabo Frio, Atafona. São João de Itaboraí, Macaé, São Pedro da Aldeia. Parati, São Gonçalo de Guaxindiba e São Salvador dos Campos dos Goitacases. A antiga capitania de Pero de Góis foi entregue à coroa no século XVII e foi anexada à capitania do Rio de Janeiro.

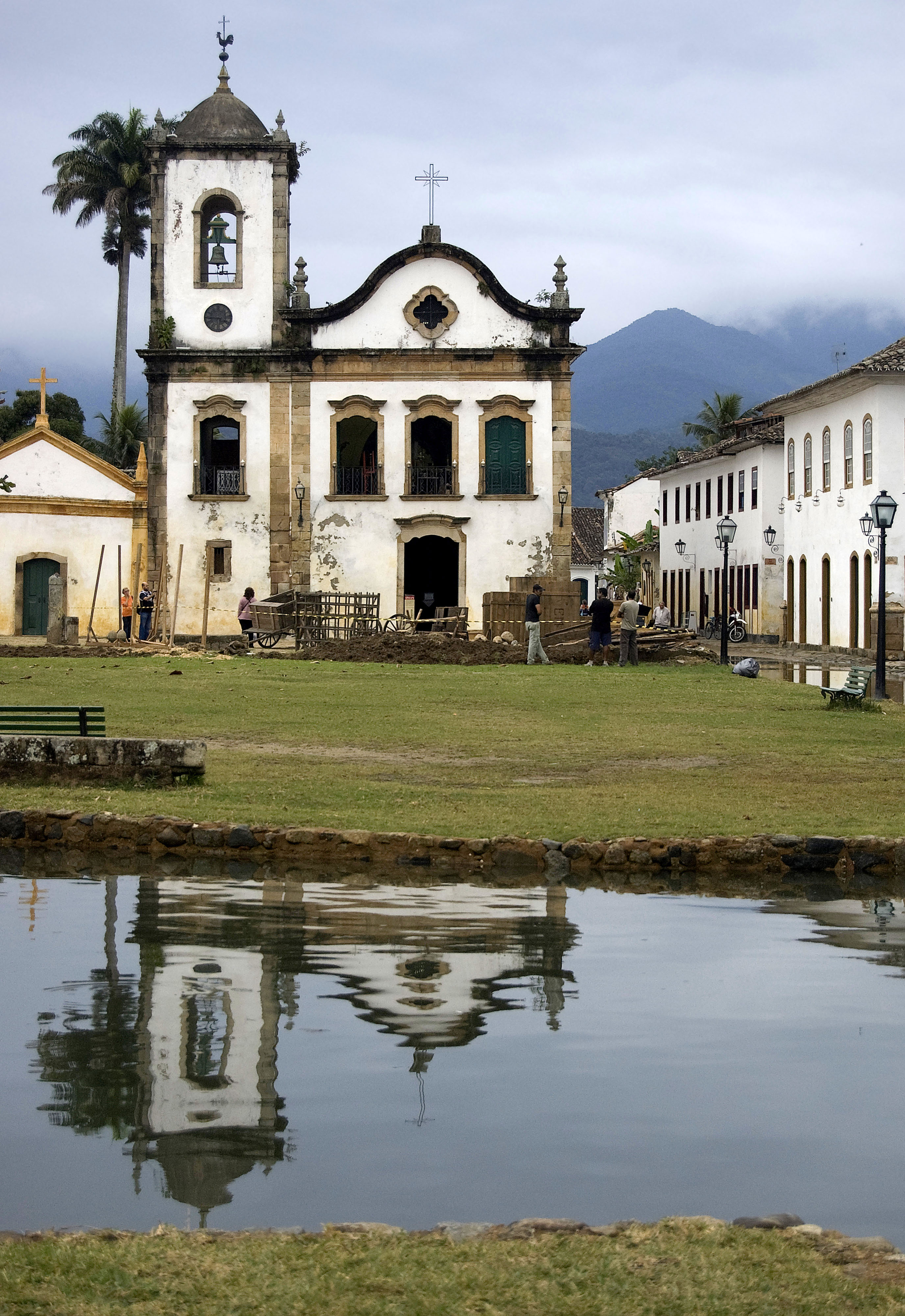
Rua da cidade histórica de Paraty inundada pela maré alta. Ao fundo, a Igreja de Santa Rita de Cássia.

No panorama das fontes de renda dessa época, recorda-se a continuidade de atividades extrativistas — pau-brasil e sal —, esta última especialmente em Cabo Frio, apesar das dificuldades causadas pela metrópole. O governo incentivou enormemente a pesca. Ovas salgadas e secas seriam exportadas à Bahia. A atividade baleeira também foi estimulada, bem como o plantio da mandioca e a preparação da farinha. O cultivo da cana-de-açúcar firmou-se após o insucesso do período das capitanias.
No desfecho do século XVI existiam somente três engenhos na capitania. No começo do século seguinte, essas casas começaram a se multiplicar ao redor do recôncavo da cidade do Rio de Janeiro e, desde 1650, na região de Campos. No fim do século XVII já havia nesses dois núcleos canavieiros cerca de cem engenhos. Também iria se expandir a criação de gado, associada sobretudo à demanda do cultivo da cana-de-açúcar (subsistência e força de tração) e à distribuição de alimentos e bebidas na cidade do Rio de Janeiro. Seu núcleo era a planície dos Goitacases. Apesar da expansão dessas fontes de renda, a região possuía então pouca importância no cenário da economia colonial, que compreendeu no Nordeste e no Recôncavo Baiano os centros principais. A mão-de-obra continuou a ser sobretudo a indígena, cujo abastecimento é assegurado pelos paulistas.

### Os sete capitães
Por pedido de Miguel Aires Maldonado, Miguel da Silva Riscado, Antonio Pinto Pereira, João de Castilho, Gonçalo Correia de Sá, Manuel Correia e Duarte Correia, pessoas de grande influência no Rio de Janeiro, que já haviam prestado serviços ao monarca, foi-lhes doada uma sesmaria, em 1627, a partir do rio Macaé até o Iguaçu, em solos abandonados da capitania de São Tomé. Partilhados seus lotes, começaram os primeiros currais de pecuária e começaram a alugar terras a novos residentes, que nelas se estabeleceram, ocupando-se da criação de gado. O principal centro dessa colonização era Campos, que os“vizinhos” procuraram promover à condição de vila.

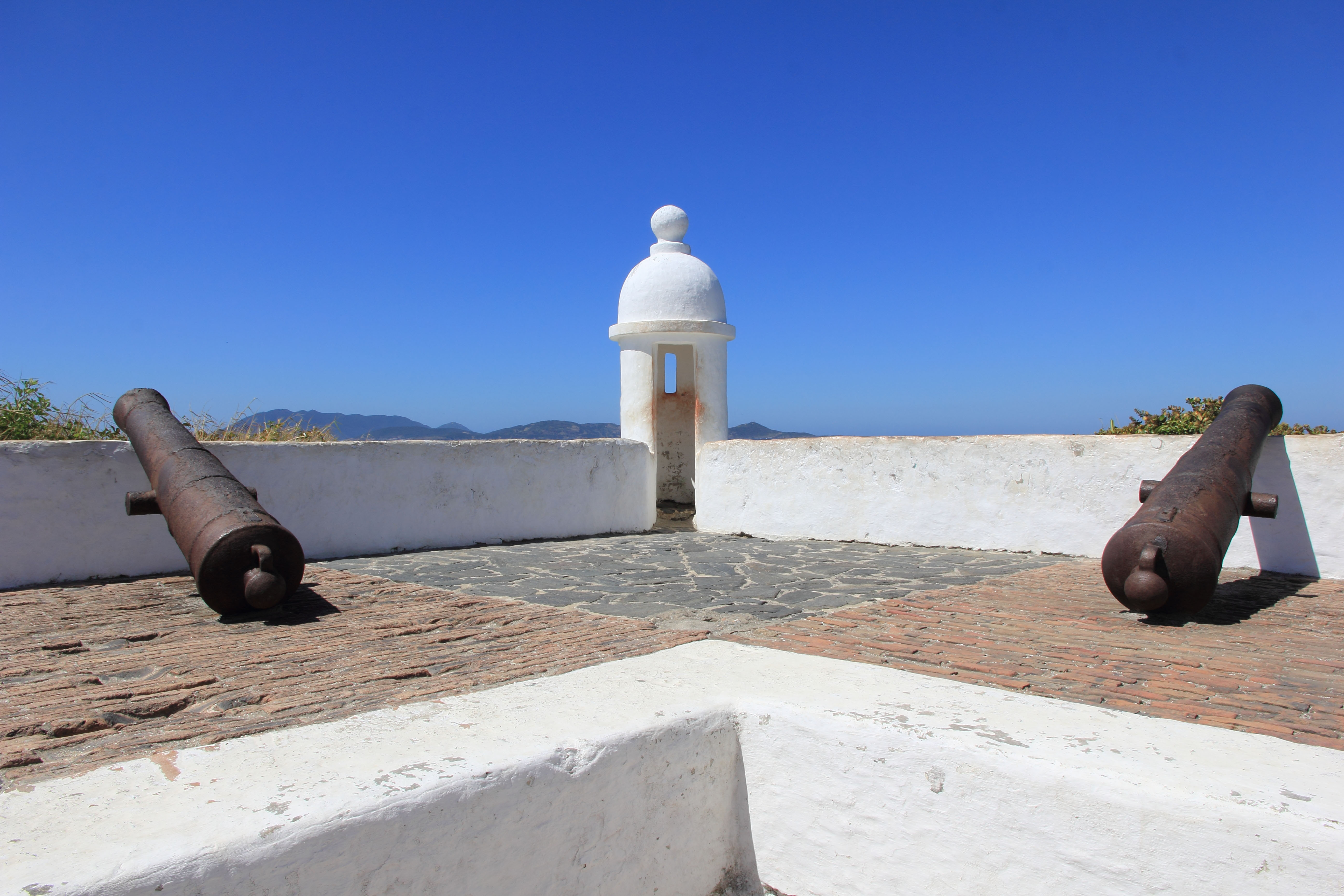
Forte de São Mateus, em Cabo Frio, uma das fortificações construídas pelos portugueses no litoral fluminense.

Salvador Correia de Sá e Benevides, governador do Rio de Janeiro, tomou posse de parte do território, criou em 1650 o primeiro engenho da região e repeliu vários dos habitantes, que tentaram fundar pela segunda vez a vila. Em 1674, enfim, alcançou Salvador de Sá a recuperação da donataria de São Tomé em nome de seus herdeiros. Os filhos dos “sete capitães” não conseguiriam impedir a concessão. A vila foi criada em 1677, porém, os direitos de seus representantes não foram aceitos pelos donatários. No decorrer de quase um século combateriam os residentes e diversos descendentes dos viscondes de Asseca, herdeiros de Salvador de Sá. Por duas vezes a capitania foi tomada pela coroa, mas voltou à administração dos Assecas.
Sob a ótica historiográfica, há um motivo mais intenso para a resistência campista, fora do precoce espírito de autonomia, de que tanto se vangloriam os fluminenses. Nas capitanias particulares de enorme relevância, como Pernambuco, o crédito de alguns impostos, por intermédio de funcionários, em favor de um senhorio distante, pouco representava para o governo da coroa e o dinamismo dos povoadores. Quase nada significava a real de a desenvolvida província então possuir um donatário no princípio do século XVIII. No caso, entretanto, das pequenas capitanias, destacava-se a semelhança de exploração entre senhor e habitantes. Daí a presença de lutas, como os de Campos dos Goitacases.
O último esforço de combate campista, em que salientavam as heroínas Benta Pereira e Mariana Barreto, acontece na mesma época dos anseios governamentais do marquês de Pombal, no sentido de acabar com esses traços do feudalismo. Para satisfazer às reclamações do povo campista, o poderoso ministro português integrou quase todas as donatarias então presentes na colônia.

### Época de mineração
A mineração foi responsável por enormes mudanças mencionadas no cotidiano político e socioeconômico do Brasil e a região fluminense foi diretamente impactada por essas mutações. O crescimento populacional, a expansão do trabalho livre, a elevada rentabilidade e a especialidade que lhe é peculiar, além da distribuição de renda, desenvolveram significativamente o comércio interno. Embora o estímulo variável provocado pela mineração se encaminhasse em parte para o estrangeiro, expandiu-se ao mesmo tempo uma momentosa vertente de mercado interno, de que nasceram as primeiras propriedades de policultura, dirigidas para o comércio embrionário.
Diversas municipalidades fluminenses tiveram sua procedência como pontos de hospedagem e abastecimento de tropeiros. Esse incentivo é uma consequência, principalmente, do abandono do tradicional caminho das minas, que passava por volta de Paraty e Taubaté, e da construção de novas estradas que conectavam diretamente a zona das minas à baía de Guanabara. O porto do Rio de Janeiro começou a se equipar e a adquirir relevância, especialmente após o encerramento das atividades do porto de Santos, para melhor controle dos quintos. A época da mineração foi responsável pela transferência do núcleo econômico para o centro-sul e pela transferência da capital brasileira para a cidade do Rio de Janeiro, em 1763.
Desde 1808, com o estabelecimento da corte portuguesa no Rio de Janeiro, as atividades agrárias e pecuárias se expandiram na região fluminense, com vistas ao abastecimento da cidade. Diversas providências administrativas possibiltaram essa expansão, entre elas o saneamento da região dos Campos dos Goytacazes e o povoamento realizado por D. João VI na região de Cantagalo, com a instalação de uma comunidade suíça na área. Em 1819 foi promovida à condição de vila o povoado de São Domingos da Praia Grande, com a denominação de Vila Real da Praia Grande, a vindoura Niterói.

## Período imperial

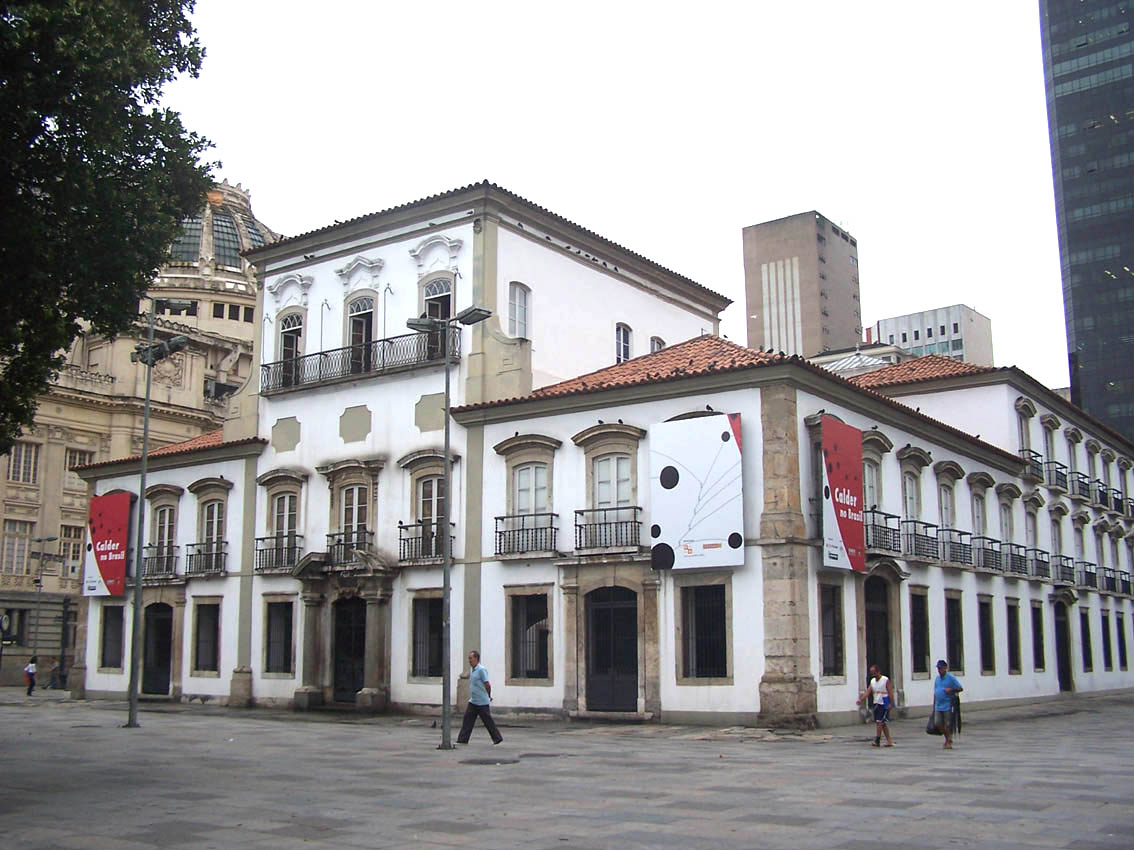
Paço Imperial, palácio do século XVIII que serviu como sede para o governo colonial, o rei de Portugal D. João VI e os dois imperadores do Brasil.

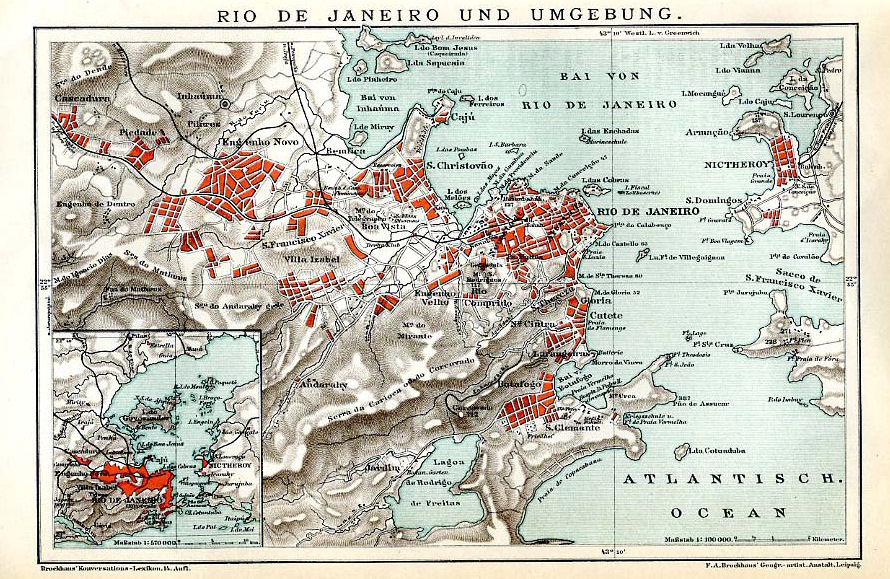
Cidade do Rio de Janeiro em 1895.

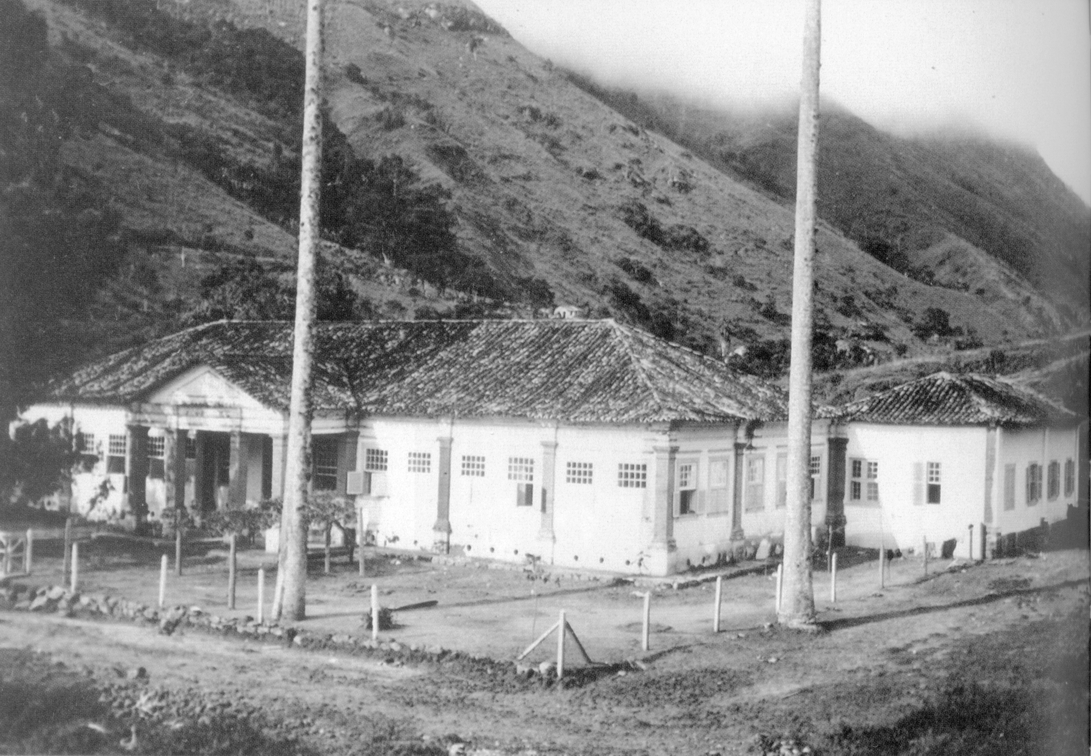
Fazenda de café em Paty do Alferes.

Lei Áurea, ratificada em 13 de maio de 1888.

Após a emancipação nacional, por que tanto desejara e para cuja declaração o grupo político fluminense colaborara significativamente, a província do Rio de Janeiro não adquiriu a condição de entidade territorial do gênero das outras que ainda se estruturaram e formaram a organização unitária do império. Na época de D. João, o ministro do Reino, como que sucedendo o vice-rei, governava o território. Então seria o Ministro e Secretário de Estado dos Negócios do Império, o qual, por intermédio de comunicados, encaminhados às câmaras municipais, controlava o cotidiano político-administrativo, estabelecendo regras e métodos. A província fluminense era, dessa forma, entidade territorial sui generis no cenário imperial. E o Rio de Janeiro, como a maior cidade do país e por sua categoria de sede do império, chamava as atenções genéricas e liderava o cotidiano nacional. Desenvolvia-se e ainda se requintava social e culturalmente.
Com o ato adicional de 12 de agosto de 1834, a província do Rio de Janeiro começou a pertencer ao sistema político-administrativo vigente para as outras entidades territoriais do império, com presidente (indicado pelo imperador) e Assembléia Legislativa Provincial. Terminado assim o regime de exceção a que se encontrara subordinado a partir do começo da independência do Brasil. Por meio do ato adicional, no entanto, a cidade do Rio de Janeiro, não deixando de pertencer à província, voltava, como “Município Neutro”, à categoria peculiaríssima do passado, com câmara Municipal, mas sem intervenção de qualquer gênero, em sua existência, da presidência da província. Era capital da monarquia e de todo o governo central do país.
O primeiro presidente da província, designado pela regência, era Joaquim José Rodrigues Torres, posteriormente visconde de Itaboraí. A primeira assembléia provincial se congregou em 1835 e no mesmo ano a Vila Real da Praia Grande foi promovida à condição de cidade com a designação de Niterói e eleita como capital da província. No cotidiano político do império iriam exercer influência definitva fluminenses notórios, sob a clara chefia da oligarquia saquarema, a que pertencem além de Itaboraí, os vultos de Paulino José Soares de Sousa, visconde do Uruguai, e de Eusébio de Queirós.
No período da emancipação nacional, a economia colonial se encontrava em crise, em virtude do declínio dos campos tradicionais de exportação. Em consequência da falta de possibilidade do expansão das atividades industriais, permaneceu no país a organização colonial de economia agrária, monocultora, extensiva, exportadora de matéria-prima e escravista, ao passo que só se introduzia no antigo cenário uma nova riqueza: o café.
No Rio de Janeiro, além do declínio da mineração, era grande a existência de motivos improdutivos, dentre os quais a própria terra, que possibilitaram o desenvolvimento da cafeicultura: a mão-de-obra escrava inutilizada, a organização mercantil, as caravanas de mulas e o porto. O café, além de carro-chefe da fonte de renda provincial, seria o principal alicerce da economia do Império. A exportação brasileira centralizou-se gradualmente nesse produto: nos meados do século, o café atingiu quase 50% da importância total da exportação e a produção fluminense colaborou, até os anos 1860, com cerca de setenta por cento dessa totalidade.
O cultivo de açúcar também se desenvolveu significativamente e em 1870 nasceram os primeiros engenhos centrais. Os ganhos da cafeicultura, entretanto, eram muito grande, em função dos valores, da demanda crescente e principalmente ao menor acúmulo de capital de que precisava, já que sua limpeza era muito mais barata que o do açúcar, com a utilização de instrumentos menores e, na maioria dos casos, de fabricação local.
Ao lado do desenvolvimento econômico da província, destacou-se a influência política dos barões do café, o aprimoramento da sociedade e a ocupação urbana crescente. Essa fase caracterizou, também, o começo da abertura das estradas de ferro. A primeira ferrovia da região, de iniciativa do barão (mais tarde visconde) de Mauá, foi instalada em 1854, e ia do porto da Estrela a Raiz da Serra, rumo a Petrópolis, a cidade que, na monarquia imperial, seria uma extensão da corte e onde, na república, os presidentes possuiriam sua residência de verão. Demais localidades, como Barra do Piraí, Vassouras, Itaboraí, São Fidélis, Rio Bonito e Campos, foram também atendidas por ferrovias.
No final do império a cafeicultura fluminense já estava em declínio. Após a supressão do tráfico negreiro, a questão da compensação do trabalho escravo, que necessitava enormes reinvestimentos, foi resolvido, em parte, pelo comércio interprovincial. A Lei Áurea provocou as mais catastróficas consequências para a economia fluminense. Haviam malogrado as tentativas de contratar trabalhadores livres na agricultura tradicional; e os proprietários rurais fluminenses prendiam-se à escravidão, ainda que no momento já tomavam conhecimento de sua irremediável abolição. A fragilidade econômico-financeira dos cafeicultores da província do Rio de Janeiro, no fim do império, é confirmada pela enorme quantidade de propriedades, algumas de forte relevância, penhoradas ao Banco do Brasil e com suas dívidas pagas nessa época.

## Período republicano

Mapa do Estado do Rio de Janeiro, 1892. Arquivo Nacional.

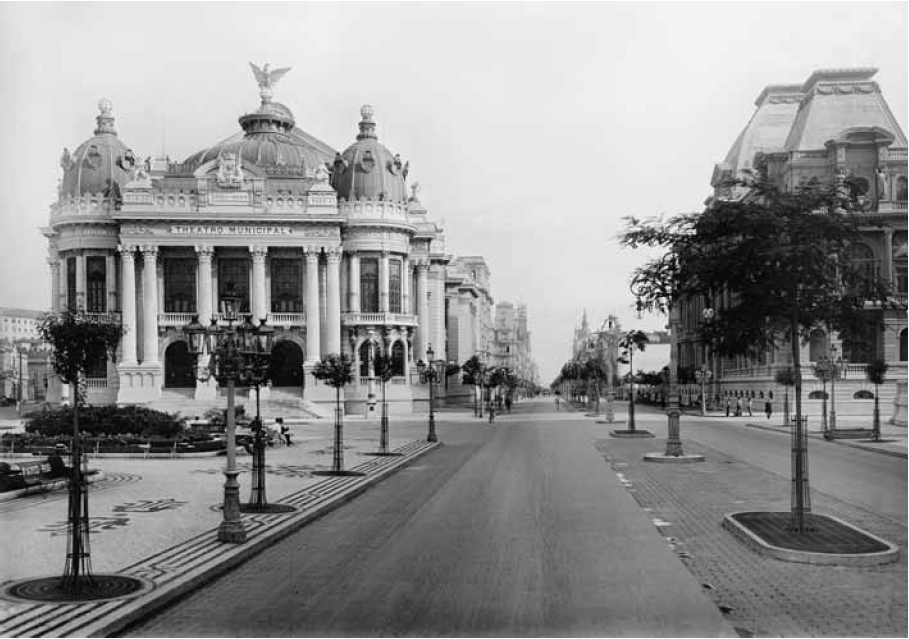
Vista da Avenida Central (atual Avenida Rio Branco) em 1909. À esquerda, vê-se a Praça Marechal Floriano e o Theatro Municipal do Rio de Janeiro; à direita, o Museu Nacional de Belas Artes. Foto de Marc Ferrez.

Declarada a república, Francisco Portela foi designado presidente do estado do Rio de Janeiro. Era uma pessoa que aparentava harmonizar os dois grupos políticos do Partido Republicano Fluminense: os radicais da facção de Silva Jardim e os evolucionistas liderados por Quintino Bocaiúva. Durante a eleição dos representantes ao congresso constituinte de 1890, a separação revelou-se de maneira inevitável. Houve separação entre os candidatos do governador (Quintino Bocaiúva e Nilo Peçanha) e os candidatos do partido conhecido como “histórico”, seguidores dos restantes conservadores (Silva Jardim, Alberto Torres, Paulino José Soares de Sousa Júnior e José Tomás da Porciúncula). Saiu vitoriosa a chapa do governador.
Ratificada a constituição brasileira, em 1891, Portela congregou sem adversários a assembléia que promulgou a primeira constituição estadual, a 29 de junho de 1891. Com a exoneração de Deodoro da Fonseca, e com ele irmanado, viu-se forçado a se demitir, a 10 de dezembro do mesmo ano, caindo no esquecimento.
Para suceder Portela, Floriano Peixoto apontou o contra-almirante Carlos Baltasar da Silveira, natural da Bahia, veterano da guerra do Paraguai e desligado da política. Uma nova assembléia, com a presença de todas as facções e sob a presidência de Porciúncula, ratificou a segunda constituição do estado, a 9 de abril de 1892, e escolheu o antigo divergente para o poder executivo do Rio de Janeiro.
Após exercer o mandato no poder executivo estadual, José Tomás da Porciúncula foi eleito deputado federal em 1895. No mesmo ano, foi indicado embaixador do Brasil no Uruguai, onde continuou até 1897, quando foi levado ao Senado Federal. Defendeu Prudente de Morais contra Francisco Glicério e era um dos principais alquimistas da denominada “concentração”, em dissidência com o Partido Republicano Federal e que assegurou a escolha de Campos Sales à presidência da república.
Porciúncula tornara-se o líder de maior influência da política estadual e elegeu os dois presidentes subsequentes: Joaquim Maurício de Abreu (entre 1894 e 1897) e Alberto de Seixas Martins Torres (entre 1897 e 1900). Ambos comandaram de Petrópolis, terra natal de Porciúncula, para onde a capital do estado se mudou devido à revolta da Armada e dos protestos no Rio de Janeiro e em Niterói por ocasião da gestão de Floriano Peixoto, em 1894.
Por determinação de Porciúncula, Alberto Torres havia desempenhado o cargo de ministro da Justiça na gestão de Prudente de Morais. Por ocasião do interregno de Manuel Vitorino, entre novembro de 1896 e março de 1897, mudou a política, e Alberto Torres foi demitido do cargo por um tema doméstico, o dualismo de câmaras municipais em Campos. Ao reassumir Prudente, Porciúncula desafrontou o partidário e escolheu-o para o governo do estado.

### Subida de Nilo Peçanha

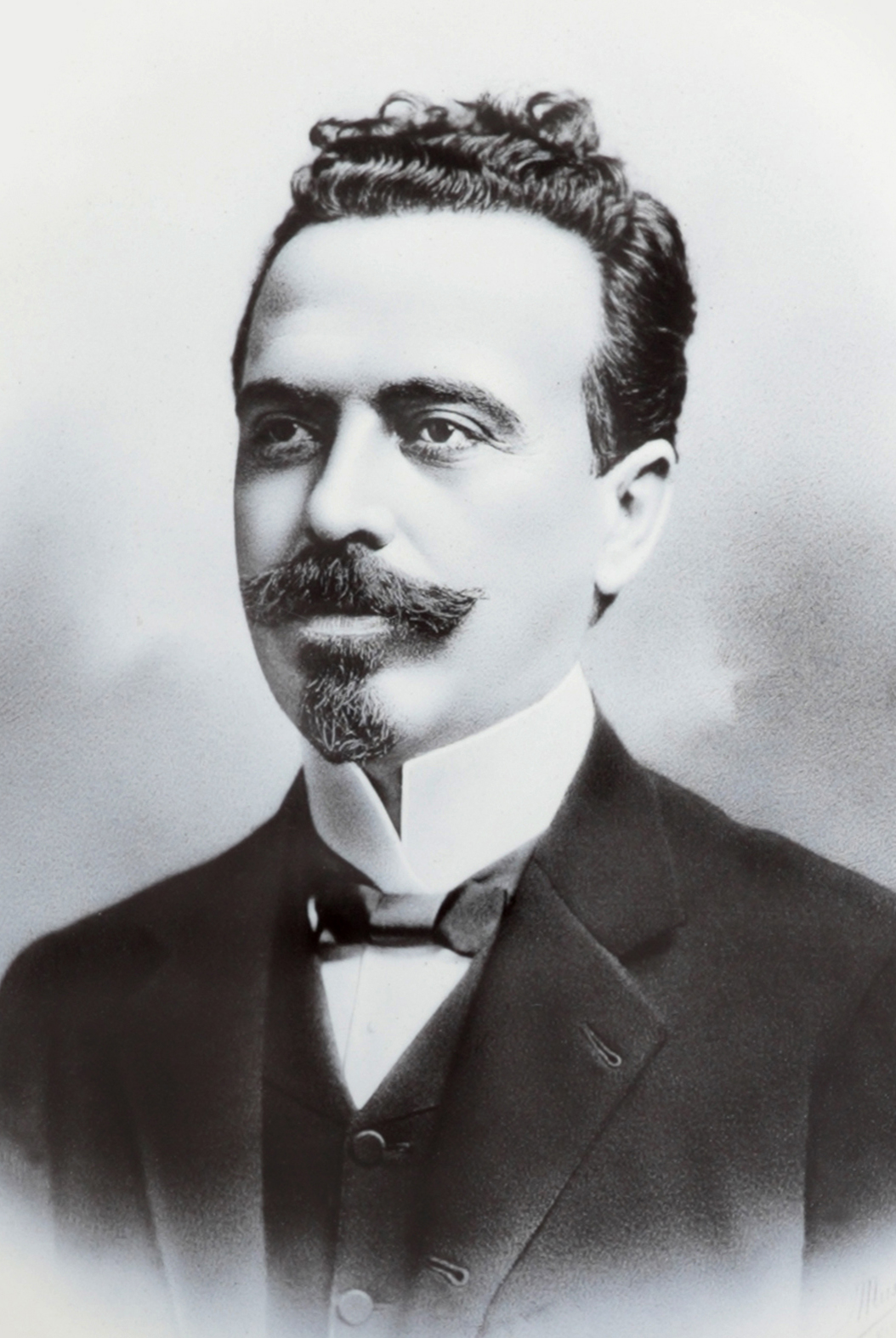
Nilo Peçanha.

A vizinhança com a capital da república, núcleo da política brasileira, impedia as formações de diretoria. Ao desfecho do mandato, Alberto Torres brigou com Porciúncula. Astuciosamente dominado por Nilo Peçanha, apareceu a figura de Quintino Bocaiúva como conciliador. O líder republicano, naquela época com 64 janeiros, demonstrou-se incrédulo ao tomar posse do governo. Segundo disse, não era mais que “administrador de uma massa falida”. Restringiu-se a rigorosas medidas econômicas e a instaurar a sede em Niterói, em 1902.
Com o falecimento de Porciúncula em 1901 e a queda de Quintino, que se negou a retornar ao Senado, firmou-se a posicionamento de Nilo Peçanha, o qual em 1903 foi eleito senador e logo em seguida presidente do estado, para exercer um mandato de três anos, a ser terminado no final de 1906. O novo estadista organizou a emenda da constituição do estado e aumentou o mandato presidencial para um período quadrienal, em uma reforma que acarretou nova crise.
Em meio a excelente gestão, a figura de Nilo Peçanha foi reconhecida como candidato a vice-presidente do Brasil na chapa de Afonso Pena, na substituição de Rodrigues Alves. Quando se afastou do poder, gostaria que seu período de governo (até 1907 e não mais até 1906) fosse terminado pelo primeiro de seus três vice-presidentes, Oliveira Botelho. Teve, entretanto, de aceitar a facção mais poderosa, que escolheu o secretário-geral e ex-prefeito de Macaé, Alfredo Augusto Guimarães Backer. Foi promulgado o decreto n.º 960, que emendava uma vez mais a constituição do estado e solicitava novas eleições para o mandato a começar no fim de 1906.

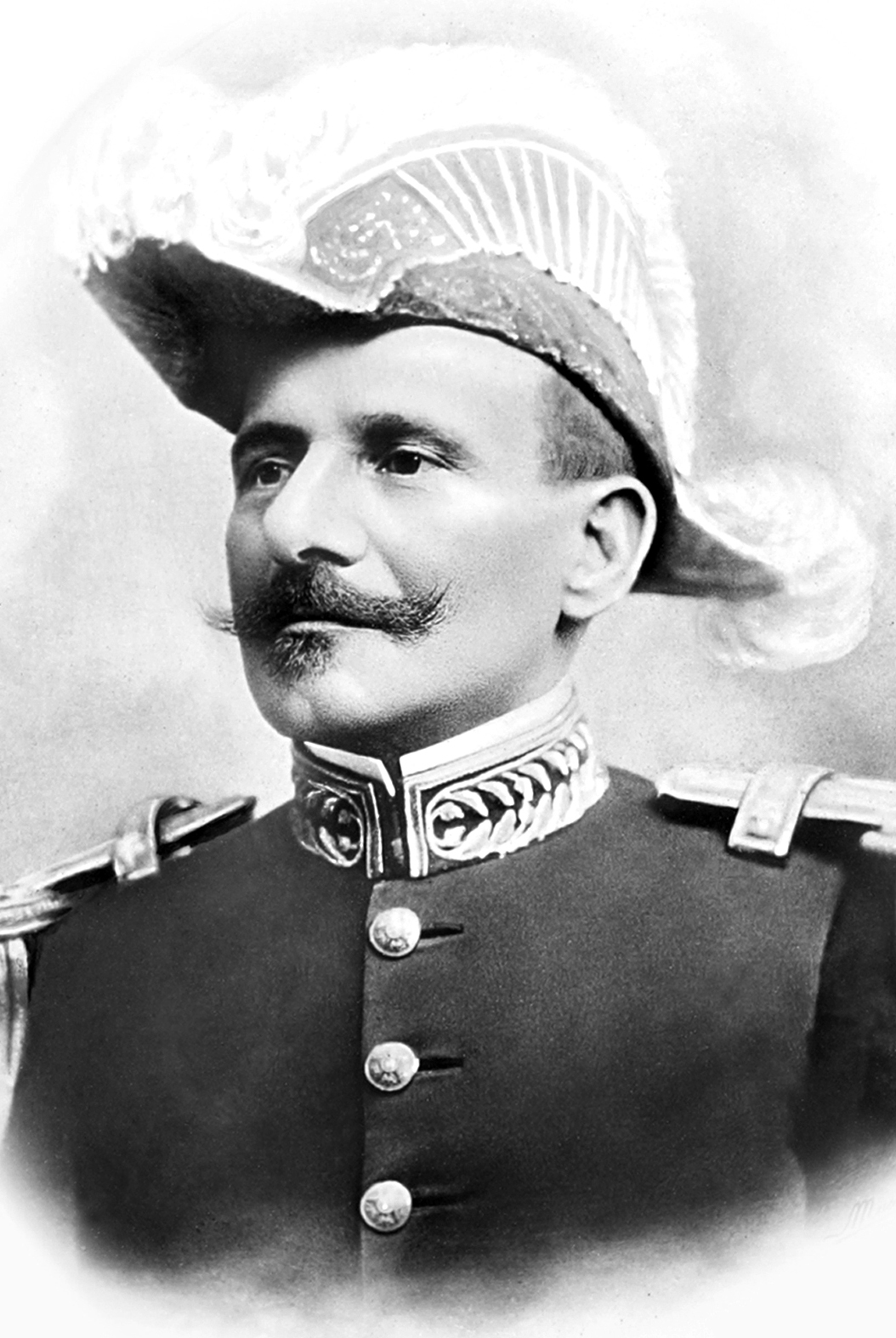
Hermes da Fonseca.

Escolhido e empossado presidente do estado, Alfredo Backer tentou livrar-se da chefia de Nilo Peçanha. Aliou-se a Afonso Pena, a quem sempre obedeceu, seja nos desentendimentos acontecidos no que diz respeito à aprovação do convênio de Taubaté, em 1906, no empréstimo internacional para a elevação do preço do café, ou no assunto, mais tarde motivado, das candidaturas presidenciais. Após o falecimento de Afonso Pena, em uma clara disputa, aderiu à campanha civilista e lançou candidato próprio a sua substituição: Manuel Edwiges de Queirós Vieira.
Ao ser empossado da presidência da república, em sucessão a Afonso Pena, Nilo Peçanha diminuiu a desinteligência com Backer e disse que sua política seria de “paz e amor”. Mas não se absteve de opor à pessoa de Edwiges de Queirós a candidatura do ex-vice-presidente Oliveira Botelho e se dedicou à sua campanha. O fruto desse conflito foi o dualismo de assembléias legislativas e também de presidentes. O Supremo Tribunal Federal viria a ceder habeas corpus para assegurar a investidura do candidato de Backer. O marechal Hermes da Fonseca, no entanto, recém-empossado, apoiou a corrente nilista, que venceu.
Novo dualismo de assembléias legislativas aconteceu em 1914, no final da gestão de Oliveira Botelho, entretanto, o presidente Venceslau Brás resolveu cumprir a determinação do Supremo Tribunal Federal em nome de Nilo Peçanha, que pela segunda vez foi empossado do poder executivo do estado do Rio de Janeiro, em dezembro de 1914. Como na oportunidade anterior, Nilo Peçanha não terminou o mandato, porque em maio de 1917 foi nomeado para o Ministério das Relações Exteriores. Sucedeu-o interinamente Francisco Guimarães e, em seguida, Agnelo Collet, que continuou no posto até o final do mandato, em dezembro de 1918.

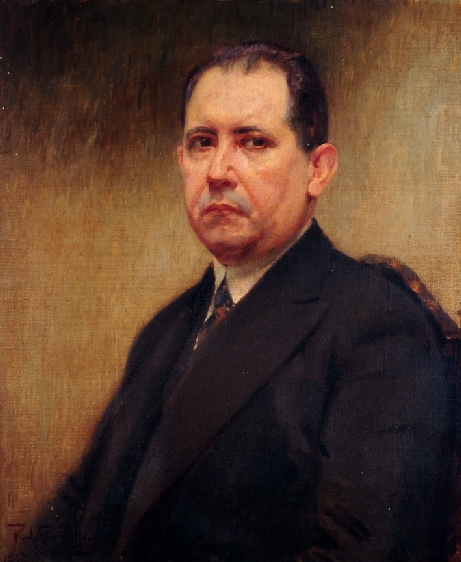
Feliciano Sodré.

Nos doze anos subsequentes o Rio de Janeiro prosperou economicamente e viu crescer sua rede viária, todavia a política voltou a perturbar o estado. O substituto de Collet, Raul de Morais Veiga, foi igualmente designado por Nilo Peçanha, que aparentava então confiante no governo do estado. Apesar disso, na eleição subsequente, em que prestigiou Raul Fernandes, os adversários apresentaram nova candidatura de Feliciano Sodré, ocorrendo novamente em 1922 o dualismo das assembléias acontecida em 1910 e 1914. O presidente Artur Bernardes decidiu ainda indicar Aurelino Leal como interventor federal no estado do Rio de Janeiro.
O falecimento de Nilo Peçanha, em 1923, conduziu seus seguidores ao descrédito político, fazendo-se necessária uma nova direção no estado, a de Feliciano Sodré, escolhido e empossado de maneira pacífica em 1923. Seu governo foi laborioso, sobressaindo nos campos da direção da capital, a edificação dos portos de São Lourenço e Angra dos Reis e a inauguração de usinas produtoras de energia elétrica.
Manuel Duarte sucedeu Sodré na presidência do estado do Rio de Janeiro. No panorama da República Velha, o estado do Rio de Janeiro seria um exemplo de sequência de oligarquias (Portela, Porciúncula, Nilo Peçanha, Feliciano Sodré), cujo maior ou menor intervalo de tempo foi sempre estipulada pela subordinação orgânica do estado no que diz respeito ao ex-Distrito Federal, o que justifica o desequilíbrio dos grupos dirigentes, a instabilidade política do estado e as sucessivas intervenções.

### Síntese econômica
|                                         |  |                            |
| Cana-de-açúcar (Saccharum officinarum). |  | Cafeeiro (Coffea arabica). |

No decorrer da Primeira República piorou no estado do Rio de Janeiro a crise econômica começada no apagar das luzes do império. As plantações tradicionais — café e cana-de-açúcar — encontravam-se em declínio. Várias enormes fazendas rurais possuíam reduzido grau de fertilidade, com solos pobres e por esterilizar. A produção de café começou a centralizar-se nos vales dos rios Pomba, Muriaé e Itabapoana, especialmente na municipalidade de Itaperuna, que se transformou no maior cultivador do gênero. Nas regiões produtoras de café tradicionais, como Cantagalo, Vassouras, Valença e outras, a criação de gado extensiva passou a utilizar os solos esgotados, gradualmente transformados em pastagens.
A cultura de frutos em escala econômica, principalmente banana e laranja, começou na baixada do Rio de Janeiro. Entretanto, desde 1926, a exportação de frutas brasileiras para os mercados da Europa ocidental, mormente o britânico, tornou-se significativa devido à grande demanda por frutas cítricas.
A produção manufatureira não era alvo de incentivo nenhum, o que, ultrapassando os limites do estado do Rio de Janeiro, tornou-se um desafio nacional no decorrer da República Velha. Sobressaíram centros artesanais e industriais, reduzidos e limitados, habitualmente dirigidos para o consumo local. A indústria de laticínios atingiu um crescimento estável, mesmo com seu baixo nível tecnológico. Na produção açucareira desde 1915, principalmente na região de Campos dos Goytacazes, era possível notar a transição para a grande usina, com a compreensão de pequenas fazendas e o avanço da organização técnica do engenho.
Algumas atividades extrativas eram praticadas na região, como a pesca em Cabo Frio e a extração de sal em Araruama, além da extração de matas em larga escala para obtenção de madeira, lenha e carvão. Essas atividades não tinham um significado econômico relevante. Em função disso, o estado do Rio de Janeiro sofria uma perda em sua reputação na exportação. Simultaneamente, ocorria o crescimento gradual de regiões distintas, como São Paulo e Minas Gerais. A liderança política e econômica que os fluminenses tinham no período imperial foi cada vez mais enfraquecida.

### Distrito Federal

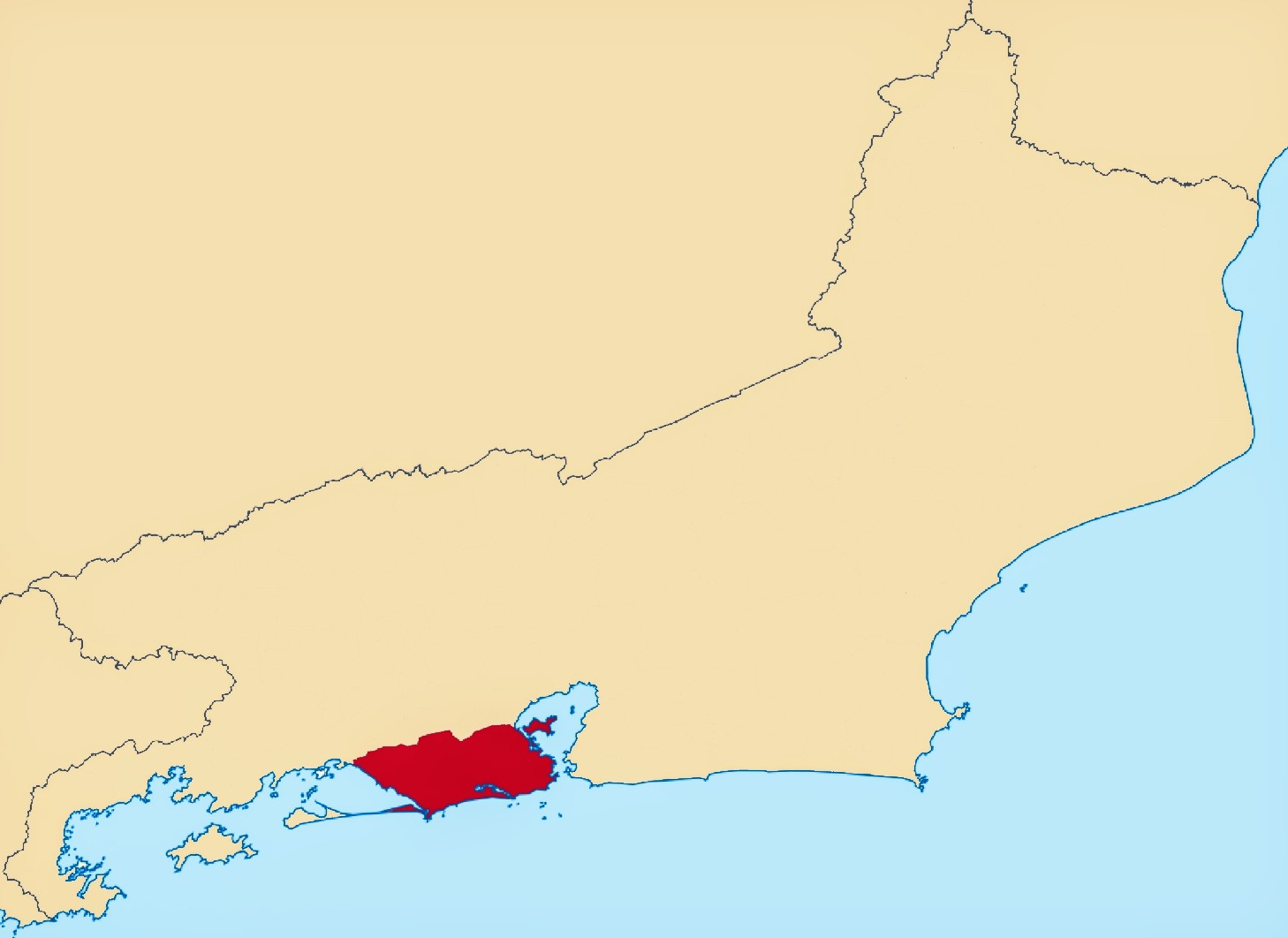
Localização do antigo Distrito Federal do Brasil (1891–1960).

A perda de importância política que atingiu a província fluminense após a declaração da república não afetou a cidade do Rio de Janeiro, que foi convertida em Distrito Federal e permaneceu como capital do Brasil. A sede do governo federal era comandada por um prefeito, indicado pelo presidente do Brasil, entretanto, a Câmara Municipal era, como nas outras cidades, escolhida democraticamente. Na época em que o Rio de Janeiro foi Distrito Federal, 43 cidadãos assumiram a prefeitura e por duas vezes — em dezembro de 1930 e em março de 1932 — houve a intervenção federal.
O progresso garantiu grandes mudanças para a cidade, que passou por ações de saneamento lideradas por Oswaldo Cruz e teve sua aparência alterada pelas mudanças implementadas pelo prefeito Pereira Passos. A quantidade de habitantes aumentou e um parque industrial foi estabelecido, tornando-se o segundo mais importante do país. Como centro das determinações políticas e da difusão cultural, o Rio de Janeiro recebia pessoas de todos os estados do Brasil, bem como estrangeiros que nele estabeleceram seus negócios.

### Revolução de 1930

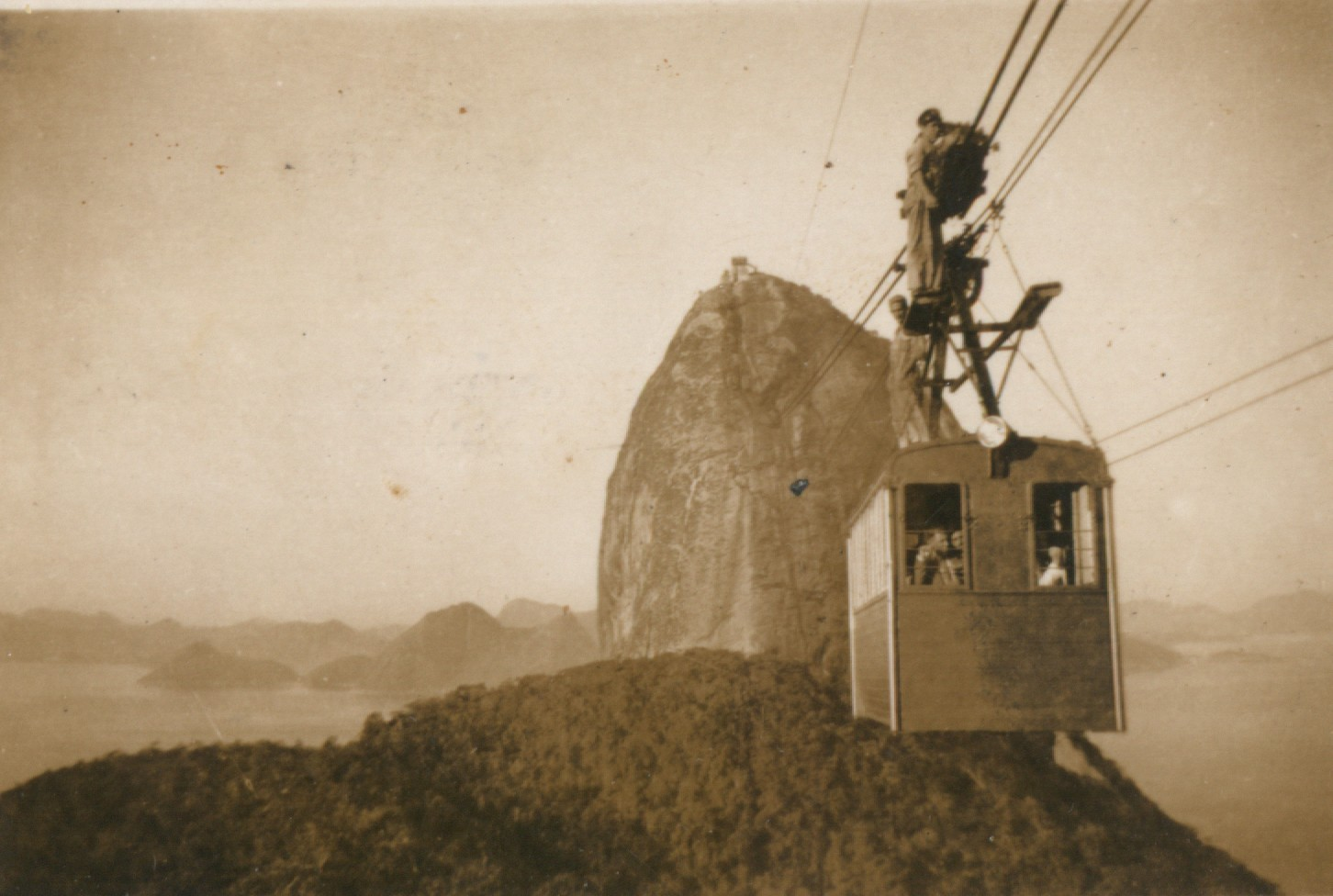
Bondinho do Pão de Açúcar, na cidade do Rio de Janeiro, em 1940.

Entre outubro de 1930 a dezembro de 1931, seguiram-se quatro interventores no poder executivo estadual, dos quais apenas dois, Plínio Casado e o general João de Deus Mena Barreto, ficaram cerca de cinco meses no posto. Em seguida, o almirante Ari Parreiras comandou mais de quatro janeiros. Seu substituto era o almirante Protógenes Guimarães, eleito, que administrou dois janeiros, com uma suspensão por razão de saúde, durante a qual foi sucedido provisoriamente por Heitor Collet.
Era das mais difíceis, nesta época, a condição econômico-financeira do estado, restrita a seus próprios recursos em função do crescimento de dificuldades experimentadas pelo país e pioradas pelas revoltas políticas que na época aconteciam (Revolução de 1930, a Revolta Constitucionalista de 1932 e a Intentona Comunista) e pelos consequências da Grande Depressão. O plantio de café diminuiu significativamente de 1930 a 1937, ao passo que o de cana-de-açúcar quase dobrou. Entretanto, expandiram-se a indústria de cimento, desde 1933, e principalmente a do aço, nos anos 1940.
Com a implantação do Estado Novo, em 1937, foi designado interventor o comandante Ernâni do Amaral Peixoto, que comandou por praticamente oito janeiros. Aplaudido por ser genro do presidente Getúlio Vargas, realizou muito pelo estado, que naquela época concedeu estímulo determinante para a passagem à produção industrial, especialmente no vale do Paraíba, em que começou, em 1942, a edificação da imensa Companhia Siderúrgica Nacional, em Volta Redonda. Além disso, Amaral Peixoto reestruturou o sistema tributário, fundou novas secretarias e executou um enorme projeto de abertura de rodovias.

### Governo constitucional

Inauguração pelo Presidente Eurico Gaspar Dutra da Companhia Siderúrgica Nacional, 1946. Arquivo Nacional.

Após a exoneração de Getúlio Vargas em 1945, cinco interventores assumiram o governo do estado até a normalização constitucional. A economia do Rio de Janeiro foi impulsionada pelo setor metalúrgico, que teve um ótimo resultado nos anos 1940 no Brasil. Em 1946, passaram a operar os altos-fornos e a aciaria da Companhia Siderúrgica Nacional (CSN). Ao passo disso, o setor de laminados começou a funcionar em 1948. Igualmente a produção agropecuária foi incentivada na gestão (1947-1951) do coronel Edmundo de Macedo Soares e Silva, ex-diretor técnico da CSN. Este fomentou o cooperativismo e possibilitou a liberação de créditos rurais.
Nos últimos janeiros que a cidade do Rio de Janeiro era a capital do Brasil, houve uma diminuição rápida, porém gradual, da presença do estado na indústria de transformação do país. O ousado plano rodoviário e o plano de desenvolvimento do setor manufatureiro foram realizados de 1951 até 1954 por Ernâni do Amaral Peixoto. Este retornou eleito ao poder executivo estadual. Mesmo com os projetos ambiciosos desse político niteroiense, a economia fluminense experimentou um período de desaceleração. Apenas com os incentivos do Plano de Metas do poder executivo federal, desde 1957, registrou-se um grande estímulo à indústria, com desenvolvimento da construção naval e implantação das refinarias de petróleo. A rede elétrica foi ampliada para várias municipalidades do interior.
A próxima década agora começa com a partilha da região fluminense e a capital do Brasil em Brasília. Esse momento de instabilidade política no país aconteceu ainda na mesma época que certas crises no estado. Uma das mais graves aconteceu em 1962, no momento em que o governador Celso Peçanha renunciou ao cargo para concorrer a uma cadeira no Senado. O Rio de Janeiro mais uma vez vivenciou o dualismo de assembleias, lideradas por José Kezen e José Carvalho Janotti. O Supremo Tribunal Federal concedeu ganho de causa a este último, que tomou posse do governo estadual.

### Estado da Guanabara

Carlos Frederico Werneck de Lacerda, governador da Guanabara, comemora a criação do estado no Palácio Tiradentes.

Com a mudança da capital brasileira para Brasília, apareceu a questão das duas unidades desmembradas pelo Ato Adicional de 1834. Uma facção desejava a reunificação, ao passo que outra pleiteava a conservação da liberdade da cidade do Rio de Janeiro, promovida a unidade federativa. Ganhou a última. Em 21 de abril de 1960 foi fundado o estado da Guanabara, cujo seu primeiro governador, indicado, foi o diplomata José Sette Câmara, substituído, em 5 de dezembro do mesmo ano, por Carlos Lacerda, escolhido pelo povo em 3 de outubro. No entanto, a Guanabara permaneceu sendo o centro de atração do movimento migratório na região fluminense, o que piorou a questão da favelização. Mesmo com a sugestão de fundar um parque industrial na periferia, o novo estado continuou a se basear no setor terciário, que significava mais de 80% das fontes de renda.

### Reunificação

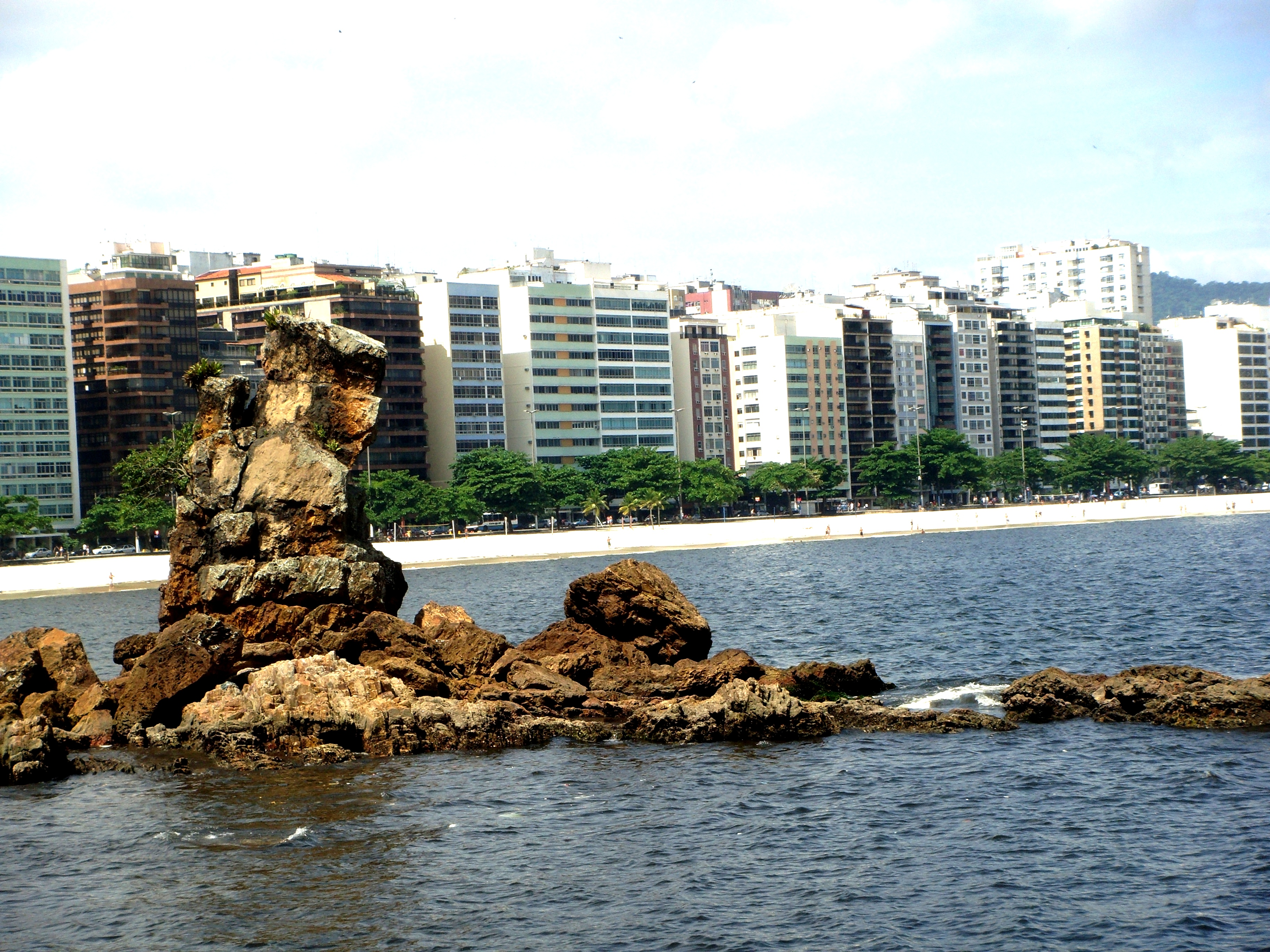
Niterói foi a capital do estado até 1975, ano da fusão do Estado do Rio de Janeiro com o Estado da Guanabara.

Em 15 de março de 1975 ocorreu a reunificação entre os ex-estados do Rio de Janeiro e da Guanabara, por meio da lei complementar n.º 20. Um tribunal de justiça formado por desembargadores efetivos dos dois estados, nomeados a critério do governador, começou a desempenhar o poder judiciário. Com a reunificação, o território do ex-estado da Guanabara voltou à categoria de municipalidade. O governador indicou, em comitê, seu prefeito. A Assembléia Constituinte determinou que a bandeira, o hino e o brasão, assim como os outros símbolos da nova unidade federativa, fossem os mesmos do antigo estado do Rio de Janeiro.

A crise econômica do começo dos anos 1980 contribuiu para o empobrecimento da economia fluminense, afetando setores industriais tradicionais do estado, como o da construção naval e o têxtil. No âmbito político, foi o período de predominância da facção associada ao jornalista e advogado Antônio de Pádua Chagas Freitas, que administrou a Guanabara de 1971 até 1975 e tomou posse do poder executivo estadual em março de 1980. Uma análise recente apontou que a segurança era a principal inquietação dos cariocas. O crescimento de investimentos e a instalação de diversos projetos, dentre os quais o das usinas termonucleares na costa sul do estado, têm trazido novas oportunidades para a economia fluminense. Esse momento foi caracterizado por manifestações contrárias à edificação de usinas atômicas e a crescente preocupação da população com a questão ambiental. A região metropolitana do Rio de Janeiro foi classificada como uma das áreas mais ecologicamente perigosas no Brasil pela Secretaria Especial do Meio Ambiente em 1981. 

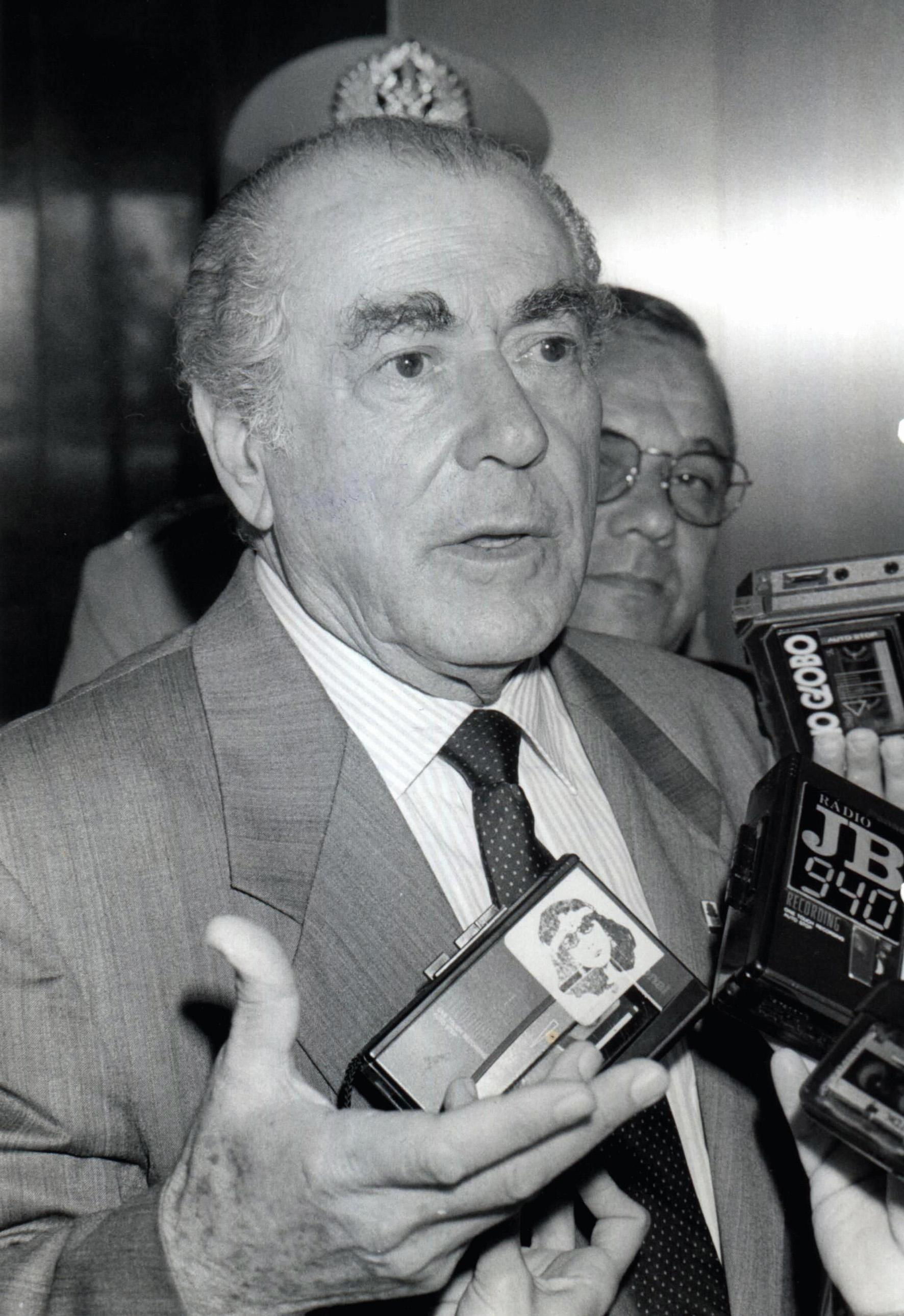
Leonel Brizola.

As crises econômicas se tornaram mais graves durante o ano de 1982, que foi caracterizado pela escolha popular do engenheiro e ex-governador do Rio Grande do Sul, Leonel de Moura Brizola. A questão da segurança se tornou especialmente preocupante, com o aumento de assaltos e roubos e o crescimento da criminalidade em geral. No entanto, teve grande destaque o programa dos Centros Integrados de Educação Pública (CIEPs), comandado pelo então vice-governador e secretário de Ciência e Cultura, Darcy Ribeiro. Em 1985 foi promulgado projeto de lei pelo qual a Petrobrás se viu forçada a repassar aos estados, aos municípios vizinhos e à Marinha royalties de cinco por cento sobre o preço do petróleo explorado na plataforma continental. Dois anos após, já no governo de Wellington Moreira Franco, o poder executivo do estado passou a ganhar os royalties pela extração de petróleo e gás natural.
A cobertura da mídia mundial sobre as questões de urbanização precária e violência nos anos 1990 afetou negativamente o turismo na capital do estado. Malgrado isso, a segunda gestão de Leonel Brizola teve alguns efeitos positivos, como a abertura da Linha Vermelha, conexão da capital com os municípios da área metropolitana. No final da década, a economia do Rio de Janeiro passou por uma nova transformação no decorrer da gestão de Marcelo Alencar, com a desestatização das maiores empresas públicas e a implantação de grandes indústrias automobilísticas no interior do estado.

### Eleição municipal do Rio de Janeiro em 2000
Em 2000, o desligamento do Partido dos Trabalhadores (PT) do poder executivo estadual e a crise vivenciada pelo governador no interior de sua agremiação política, o Partido Democrático Trabalhista (PDT), transformou o destino político de Anthony Garotinho em um mistério. Embora tenha sido acusado pelo insucesso de alguns de seus correligionários na eleição municipal do Rio de Janeiro daquele ano, o desfecho das urnas derrubou a confiança política do então governador.

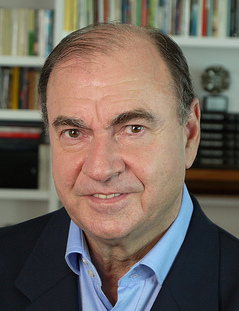
Cesar Maia.

O pior infortúnio de Garotinho se deu na área metropolitana, começando pela capital, onde defendeu de maneira formal o candidato do Partido da Frente Liberal (PFL), Luiz Paulo Conde. Apesar de ter mantido no decorrer de quase toda a campanha uma grande margem de votos acima dos demais proponentes, Conde acabou derrotado, no segundo turno, pelo concorrente do Partido Trabalhista Brasileiro (PTB), o ex-prefeito Cesar Maia, que conseguiu 51,6% dos votos válidos, contra 48,94% de seu rival. Além de não haver possuído uma excelente conduta nas discussões do segundo turno, o requerente do PFL foi bastante derrotado na zona sul e na Barra da Tijuca por sua persistência em apoiar a legislação que possibilita o erguimento de apart-hotéis com unidades de 30 metros cúbicos. Com a supervisão da hipótese de boa parte das autoridades em meio ambiente urbano, a população não queria que essas edificações fizessem crescer a poluição e a densidade demográfica em áreas já lotadas, como Copacabana e Botafogo, e encobrissem as áreas verdes da cidade.
Em Niterói, o então governador sofreu outro desastre eleitoral quando defendeu reservadamente o peemedebista Sérgio Zveiter contra o oponente de seu próprio partido, Jorge Roberto Silveira, o qual se reelegeu. Em Duque de Caxias, São Gonçalo e Belford Roxo, os opositores de Garotinho — José Camilo Zito dos Santos, do Partido da Social Democracia Brasileira (PSDB), Henry Charles, do Partido do Movimento Democrático Brasileiro (PMDB), e Waldir Zito, do Partido Popular Socialista (PPS), nessa ordem, também ganharam as eleições.

### “Banda podre” da Polícia Civil do RJ e desentendimento entre Leonel Brizola e Anthony Garotinho

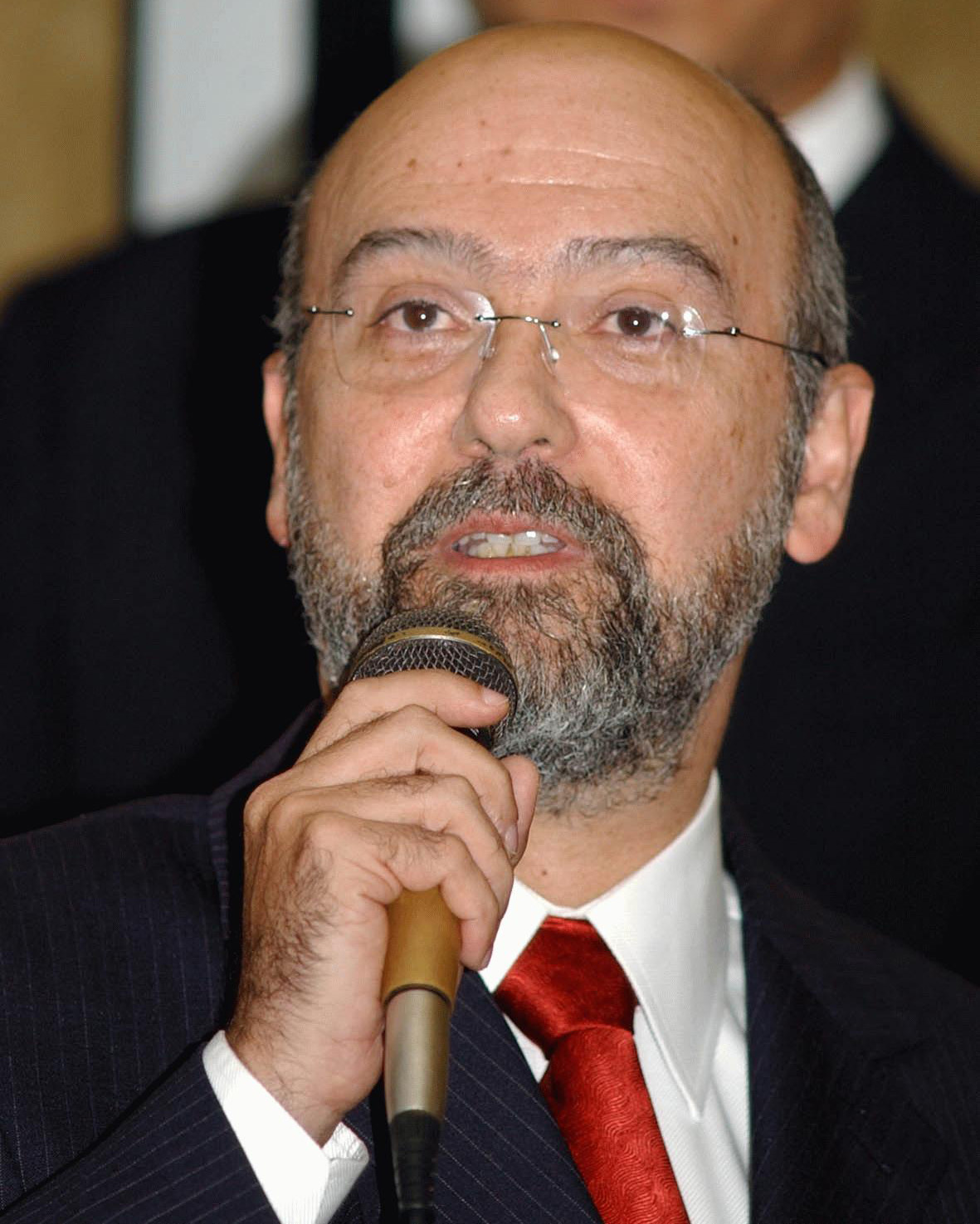
Luiz Eduardo Soares.

A instável coligação constituída com o PT nas eleições de 1998 veio ao fim após uma situação estressante para o poder executivo. O princípio causador era a incumbência do coordenador de Segurança, Luiz Eduardo Soares, que criticava os comportamentos embaraçosos do qual denominou de “banda pobre” da cúpula da polícia. O PT começou a realizar várias imposições para continuar a defender o poder executivo, dentre os quais o licenciamento dos policiais denunciados de corrupção, entretanto, fora desconsiderado. Interpretado como uma divisão amistosa, a exoneração foi oficializada em abril num congresso no palácio das Laranjeiras que dispôs da participação do presidente nacional do PT, José Dirceu, e de uma série de líderes regionais. No final de novembro, o pivô da situação — o mandatário da Polícia Civil do Estado do Rio de Janeiro, Rafik Louzada — veio a ser demitido pelo governador, suspeito de ineficiência na luta contra a violência.
No interior do PDT, a situação embaraçosa teve um final bastante hostil para Garotinho. O esforço pela liderança política e as sucessivas permutas de denúncias entre o governador e o presidente nacional do partido, Leonel Brizola, provocou uma separação imperdoável no interior do PDT. Com uma série de processos de extrusão transitando contra ele no interior do partido, Garotinho disputou seus fichamentos na eleição de uma nova comissão nacional, no entanto, sem a supervisão de Brizola, todavia, abandonou o partido.

### Década de 2000

#### 2001
Desvinculado do Partido Democrático Trabalhista (PDT) e salvo da união com Partido dos Trabalhadores (PT), o governador Anthony Garotinho aprontou-se para decolar na política do Brasil. Entretanto, sua candidatura à presidência brasileira sofreu grande oposição, principalmente no próprio Partido Socialista Brasileiro (PSB), ao qual se juntou em janeiro de 2001. Várias acusações anunciadas a seu nome caracterizaram igualmente um ano perturbado na política do estado do Rio de Janeiro.

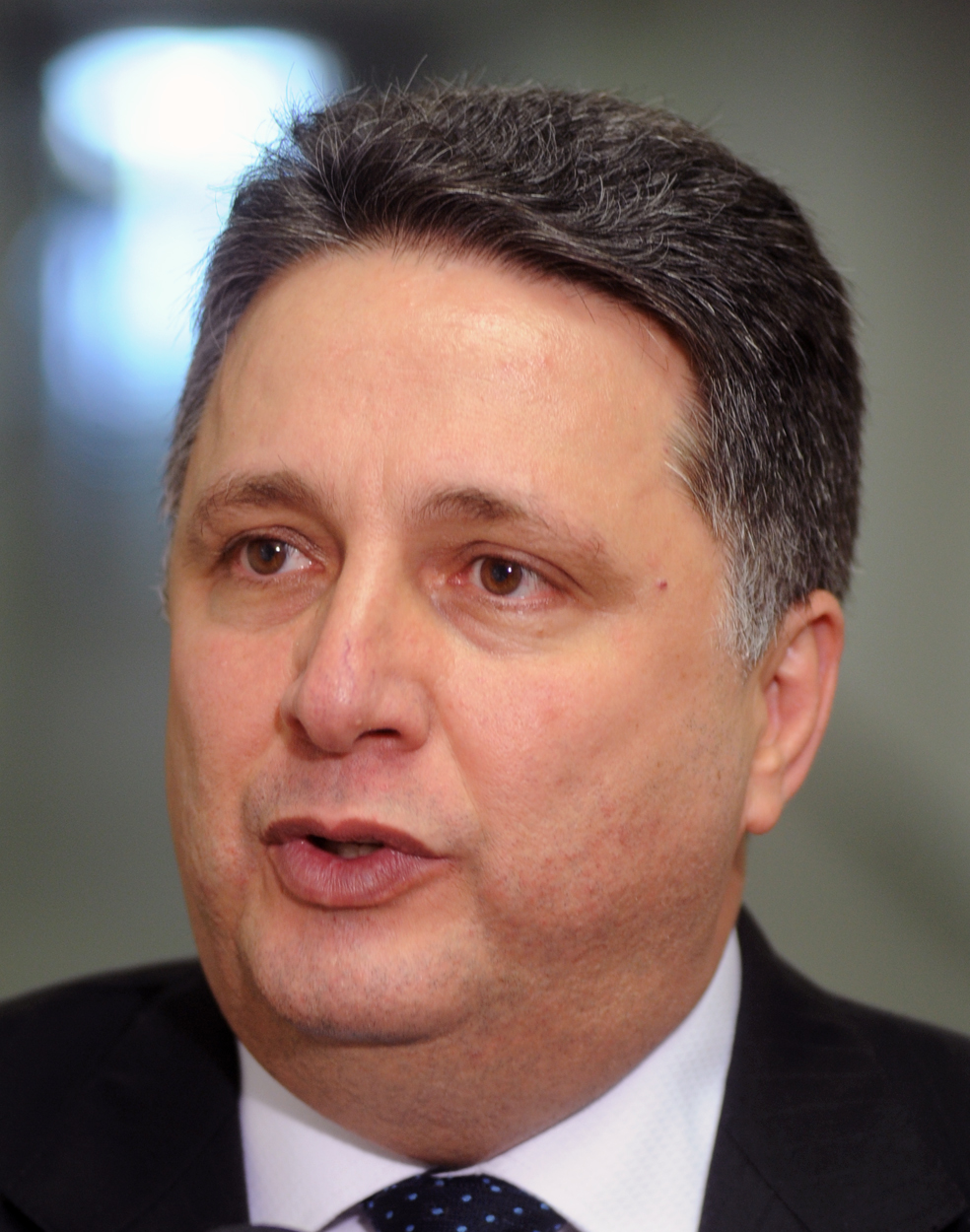
Anthony Garotinho.

Vários políticos do PSDB desejavam impedir a transformação da filiação de Garotinho em grupo no interior do partido, porque o governador trazia consigo diversos deputados federais e estaduais, vereadores e prefeitos. Além disso, o governador do Amapá, Alberto Capibaribe, cuja pré-candidatura igualmente foi apresentada pelo governador Ronaldo Lessa, de Alagoas, assumia o compromisso de lutar, no interior do partido, pela defesa aos políticos históricos do PSB. Apesar de tanta oposição, congresso nacional do partido, promovido em dezembro, confirmou a candidatura à presidência, o que se encontrava prestes a ocasionar uma briga no PSB.
Para dificultar a situação política do governador, tornou-se público em julho o conteúdo de fitas gravadas com diálogos telefônicos do então radialista Garotinho que aconselhou uma tentativa de propina, a qual traria benefícios para um superintendente da Receita Federal, com  a finalidade de obter permissão para realizar sorteios em seu programa. Garotinho afirmou que as gravações haviam sido construídas para prejudicá-lo e criticou a presença de um hábito político para evitar sua concorrência.
Uma excelente novidade para Garotinho foi o desfecho de um estudo realizado pelo Datafolha, que o localizou na hegemonia dentre os governadores mais confiáveis do Brasil, com avaliação média de 7,2. Por intermédio do estudo, publicado em julho, 61% dos habitantes do Rio de Janeiro elogiaram o governo de Garotinho, contra 29% que o tiveram como regular e somente 8% que o desaprovaram.
Entretanto, uma pesquisa publicada pelo Centro de Informações e Dados do Rio de Janeiro (Fundação Cide), apontou que existia muita coisa por fazer para diminuir as consequências da situação vivenciada nos últimos decênios. Conforme o inquérito, 84 municípios do estado do Rio de Janeiro, dos 91 estudados, possuíram indicadores inferiores de qualidade de vida e mostrou défice em grande parte dos índices infraestruturais como educação, saúde, habitação, saneamento, renda, mercado de trabalho e transporte.

#### 2002

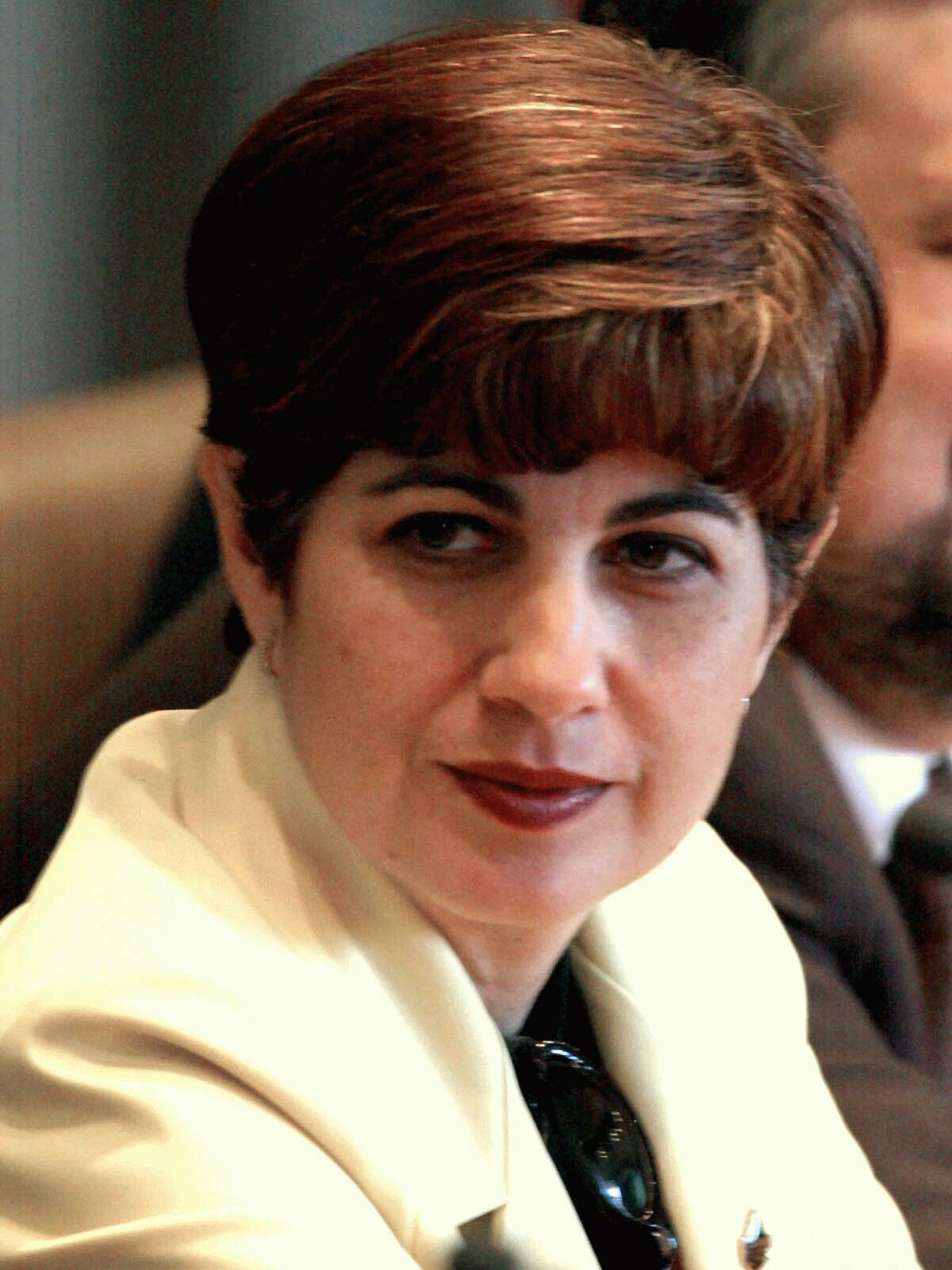
Rosinha Garotinho.

O triunfo da peessebista Rosângela Mateus, com 51,2% dos votos válidos no primeiro turno, não veio a ser um imprevisto em terras fluminenses. Esposa do ex-governador, Anthony Garotinho (PSB), postulante vencido no primeiro turno à presidência do Brasil, encabeçava os estudos de intenção de voto a partir da apresentação de sua candidatura. No entanto, esperava-se que seu principal candidato, a então governadora Benedita da Silva, do Partido dos Trabalhadores (PT), chegasse a conduzir a concorrência para o segundo turno.
Nas eleições estaduais no Rio de Janeiro em 2002, participaram três mulheres dentre os quatro candidatos mais poderosos, a deputada estadual e secretária municipal de Habitação, a pefelista, Solange Amaral (PFL), a quem aderiu o prefeito municipal do Rio de Janeiro, César Maia, realizou campanha apoiada na importância de uma nova política de segurança pública, uma das principais responsabilidades do cidadão do fluminense e, particularmente, do carioca. O oponente do Partido Democrático Trabalhista, Roberto Silveira, a quem aderiu Leonel Brizola, criador do PDT e um dos mais antigos chefes da política do Rio de Janeiro, foi o único homem forte na rivalidade.
As escolhas democráticas para senador causaram admiração inesperada. Brizola, duas vezes governador do estado do Rio de Janeiro, não chegou a ser eleito, e Artur da Távola, do Partido da Social Democracia Brasileira (PSDB), perdera a cadeira. Em sexto e quinto lugar dentre os candidatos que receberam o maior número de votos, nesta ordem, ficaram bem abaixo de pessoas muito pouco famosas na política. Elegeram-se Sérgio Cabral, do Partido do Movimento Democrático Brasileiro (PMDB), deputado estadual com vários períodos de governo e presidente do parlamento fluminense, e Marcelo Crivella, do Partido Liberal (PL), postulante evangélico que mais tarde exerceu os cargos de deputado federal, senador, prefeito do Rio de Janeiro e ministro da Pesca e Aquicultura. A governadora eleita manifestou-se a favor à nova negociação do pagamento a dívida do estado com a União, explicando que, embora os pagamentos se encontrassem com todos os deveres cumpridos, a dívida continuava subindo. Entre novembro de 1999, após ter realizado uma nova renegociação dos débitos, setembro de 2002, o estado quitou mais de 3 bilhões de reais em juros e amortizações, entretanto, a dívida subiu de 26 bilhões de reais a 28 bilhões de reais, decorrente das elevadas taxas de juros.

#### 2003
O estado do Rio de Janeiro começou o ano de 2003 com a investidura da governadora Rosinha Mateus, primeira mulher a se eleger para a liderança do poder executivo fluminense. A governadora jamais teria desempenhado posto eletivo nenhum. Sucedeu Benedita da Silva, que houvera sido vice do governador Anthony Garotinho e comandou a administração estadual no decorrer de nove meses, após aquele que se ausentou do cargo para disputar a presidência do Brasil.

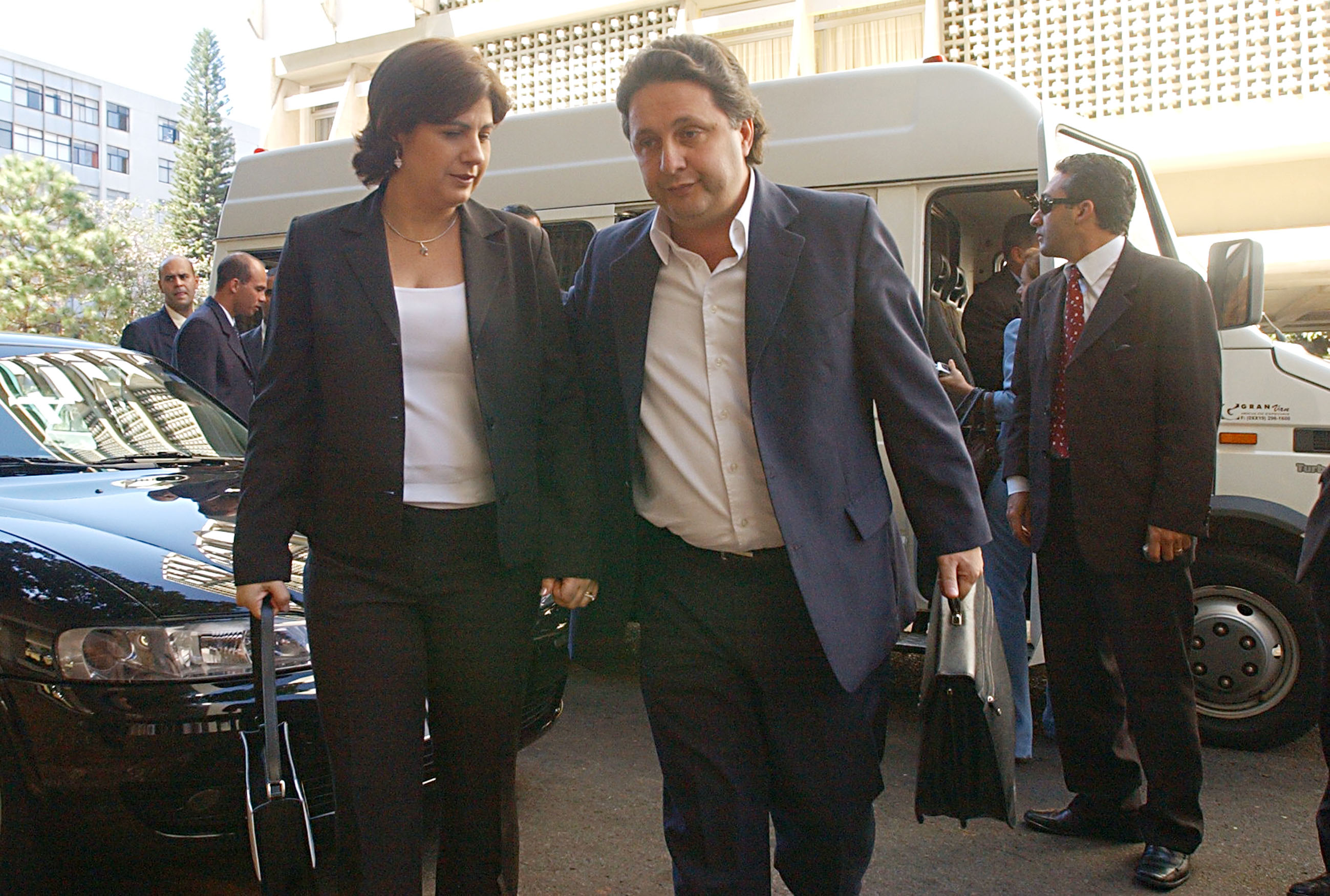
Rosinha Matheus com seu marido, Anthony Garotinho.

Rosinha Mateus recebeu como legado um estado com a economia em desarmonia, cujo prejuízo foi de cerca de R$ 30 bilhões, o que impediu que fosse pago o décimo terceiro salário do funcionalismo do estado. Além disso, o poder executivo da União impossibilitou a negociação dos recursos estaduais devido às dívidas obtidas com o governo federal e já expiradas. Em consideração a esta situação, Rosinha enfrentou vários protestos de funcionários inconformados. Apesar de todos esses desafios, assumiu o compromisso de ativar novamente os programas assistenciais que caracterizaram a administração de seu marido, Anthony, como o Cheque Cidadão e o restaurante popular, e participou do desjejum gratuito na estação da Central do Brasil. O primeiro ato público da governadora foi a proposta da campanha pela fundação da Refinaria do Norte Fluminense, porque o Rio de Janeiro extrai 81% do petróleo do Brasil e depura 12% deste aporte.
Pouco após o princípio da gestão, chegou ao conhecimento do público um enorme escândalo relativo à arrecadação de impostos. Dentre os culpados estavam antigos contribuintes de Garotinho. Foi encontrado um desvio de dinheiro público que daria diretamente em contas correntes de inspetores que arrecadavam em bancos suíços. O esquema, construído no ponto culminante da máquina de arrecadação do estado fluminense, começou a ser chamado de propinoduto, porque tem como base principal a cobrança de propinas. Mais de US$ 33,4 milhões foram creditados em um banco suíço em favor de quatro inspetores da Secretaria de Fazenda do Estado e de quatro servidores da Receita Federal. O recurso serviria para pagar 20% da dívida estadual para com seus funcionários. Na experiência de impossibilitar que se instaurasse a crise de credibilidade no governo fluminense, a governadora exonerou de seus deveres nada além de quarenta inspetores. O Ministério Público tomou posse da liderança dos inquéritos e, pouco tempo após, todos os acusados seriam detidos.

#### 2004
Em janeiro de 2004, o prefeito do município do Rio de Janeiro, César Maia, determinou o registro da Banda de Ipanema como patrimônio cultural carioca, em aceitação à identidade popular, à relevância artística e histórica dessa banda para o carnaval de rua da cidade. Foi essa a primeira catalogação de um bem não material. Um mês depois, o poder executivo estadual autorizara a prefeitura da capital do estado a combinar com o consórcio Rio-Barra um caminho opcional para a linha quatro do metrô, conectando a Barra da Tijuca com a Gávea. O poder executivo municipal assumiria o compromisso de aplicar investimentos de 541,4 milhões de reais. O trabalho objetivava aperfeiçoar a mobilidade urbana para os Jogos Pan-Americanos de 2007.

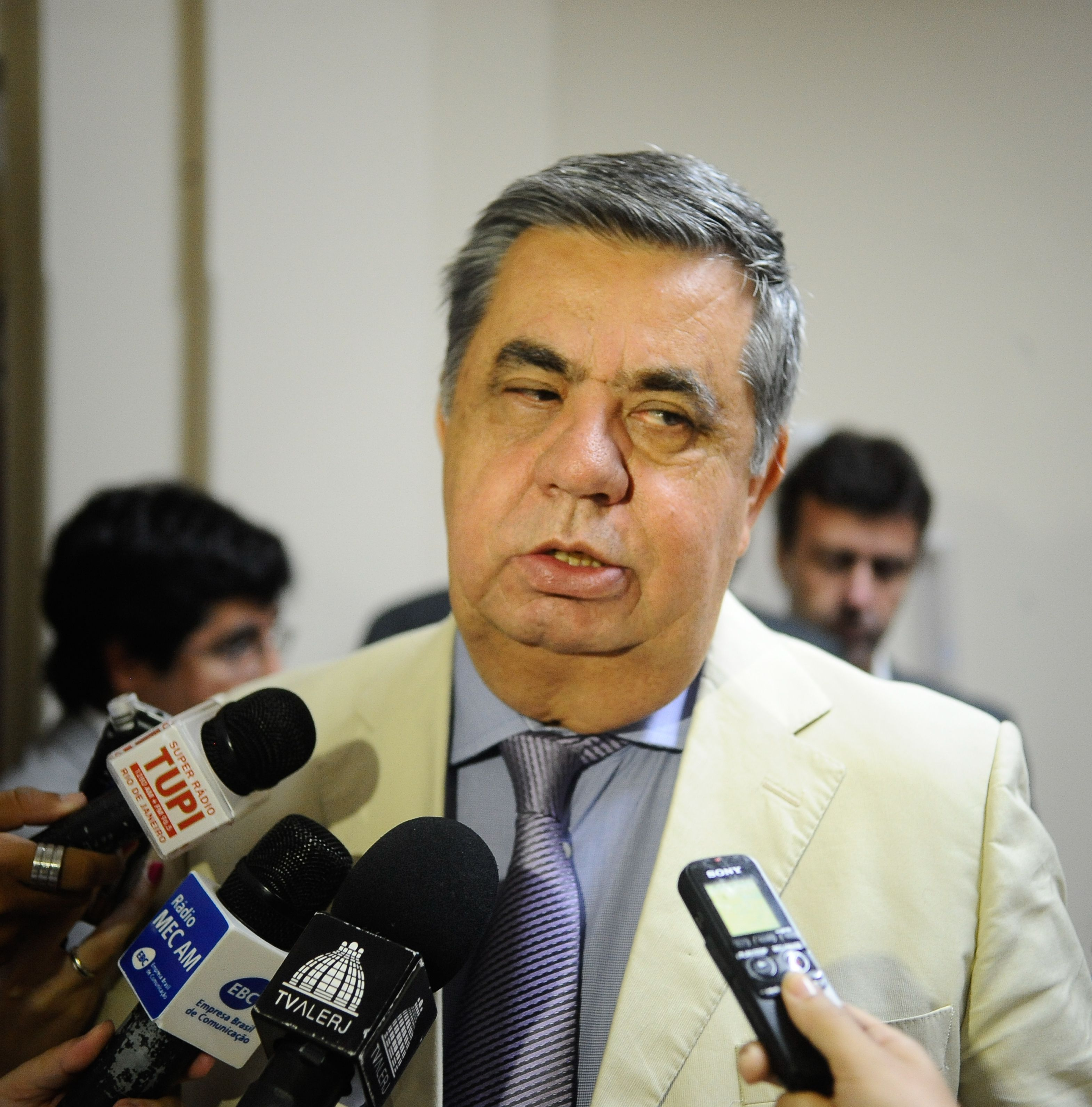
Jorge Picciani, então presidente da Alerj.

Em março de 2004, os deputados estaduais promulgaram, por concordância de todos, o projeto de lei do presidente da Assembleia Legislativa do  Estado do Rio de Janeiro (ALERJ), Jorge Picciani, do Partido do Movimento Democrático Brasileiro (PMDB), que diminuiu o prazo de recesso parlamentar de noventa para sessenta dias anuais. A nova legislação ainda impede que os deputados ganhem remuneração por convocações extraordinárias. Essa vantagem foi dissolvido com a promulgação de uma emenda do deputado Paulo Ramos, do Partido Democrático Trabalhista (PDT). Ainda, os parlamentares possuíam direito a ganhar dois salários extraordinários quando convocados para determinada eleição na época fora do expediente de trabalho.
Malgrado os problemas de caixa, a governadora Rosângela Mateus noticiou investimentos de 350 milhões de reais em construções na Baixada Fluminense, mais que o cálculo da Secretaria de Segurança Pública para 2004, o qual foi de 287 milhões de reais. Essa quantia se encontrava ainda acima do antecipado para a Região Metropolitana do Rio de Janeiro, para a qual, conforme o poder executivo, foram liberados recursos de 320 milhões de reais. As aplicações financeiras antevistas na estimativa para todas as regiões do estado perfaziam cerca de um bilhão de reais. Conforme informações divulgadas no Diário Oficial do estado, o poder executivo aplicou em 2003 somente 27% dos recursos destinados por legislação para projetos ecológicos. Essas informações apontam que, dos 140 milhões de reais reservados aos Fundo Estadual de Conservação Ambiental (Fecam), somente 37,8 milhões foram destinados para aplicações em dinheiro. O capital é acumulado pela transferência de 5% do que estado ganha em royalties de petróleo.
Em maio, o Comitê Olímpico Internacional (COI) publicou a relação das cidades que permaneceriam na corrida para ser a sede dos Jogos Olímpicos de 2012, da qual o Rio de Janeiro se encontrava desclassificado. Das onze exigências para apreciar as nove cidades pré-concorrentes, dois foram as quais mais concorreram para o insucesso do Rio: hotéis escassos, infraestrutura de transportes de massa defeituosa (inclusive o transporte já presente e novos planejamentos). O Rio ainda foi pior nos produtos de segurança e de projeto funcional da rede de transportes para as partidas, e permaneceu em sétima posição.
Na eleição municipal do Rio de Janeiro em 2004, o prefeito César Maia se elegeu, no primeiro turno, para mais um período na liderança do poder executivo da capital fluminense. Concorrente pelo Partido da Frente Liberal, obteve 50,11% dos votos válidos. Em segundo lugar, permaneceu o bispo Marcelo Crivella, do Partido Liberal (PL), com 21,83% dos votos. O ex-prefeito Luiz Paulo Conde, do Partido do Movimento Democrático Brasileiro, continuou em terceiro com 11,18% dos votos.
Em 2004, as operações da única unidade fabril de refinamento de urânio, em Resende, no sul do estado, foram aprovadas pela Agência Internacional de Energia Atômica (AIEA). O governo do Brasil, para não revelar segredo tecnológico, não deixou os fiscais terem contato visual com as centrífugas. A desautorização dividiu opiniões sobre o possível uso do urânio para objetivos militares. O governo desejava alcançar a autossuficiência na depuração de urânio até 2016.

#### 2005

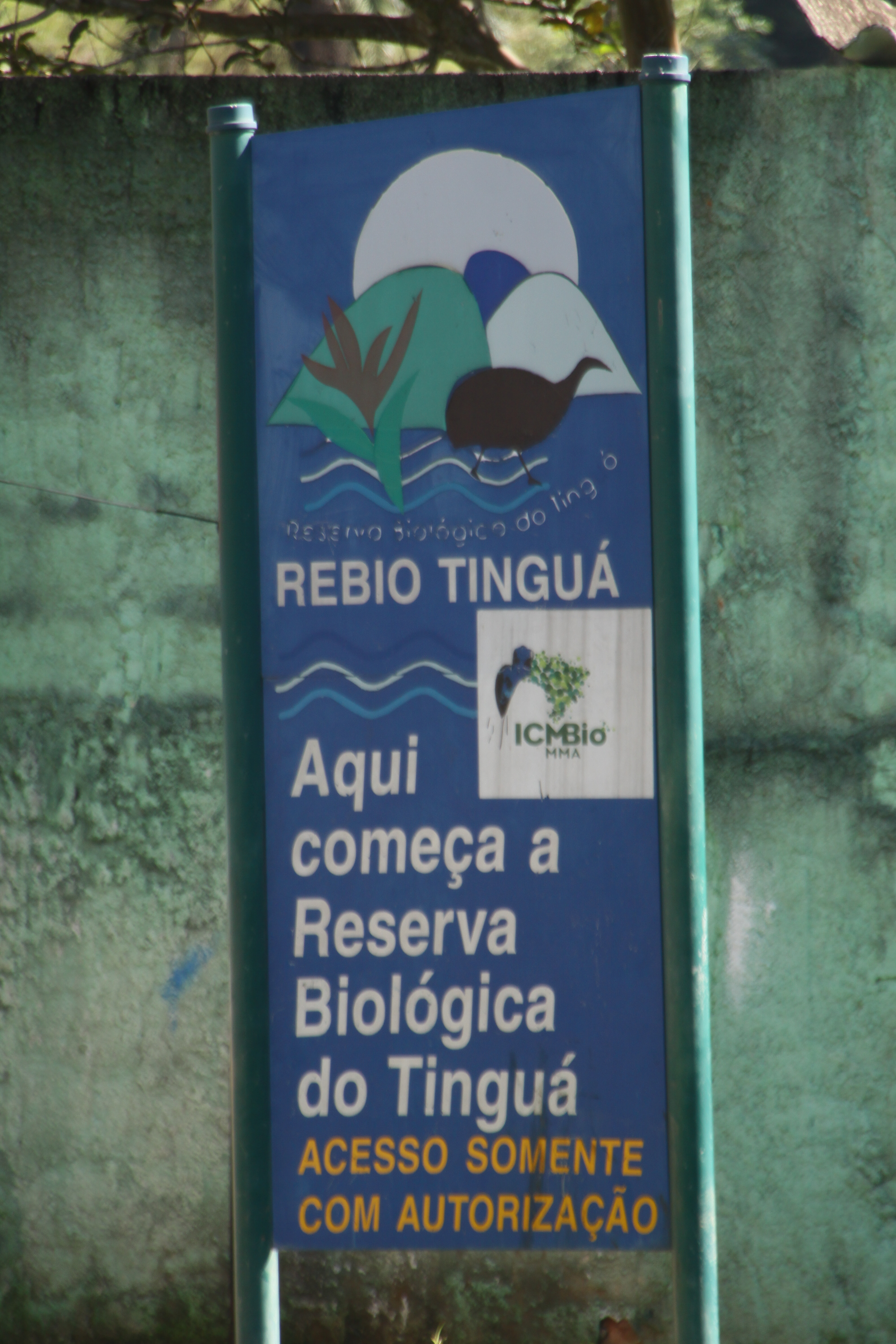
Entrada da Reserva Biológica Federal do Tinguá

No final de janeiro de 2005, foi divulgada uma crise nas unidades hospitalares geridas pela prefeitura do Rio de Janeiro, no  momento que os hospitais da Lagoa e de Ipanema paralisaram o internamento de pacientes e suspenderam cirurgias eletivas em função do desabastecimento. Mais tarde foi a vez dos hospitais Cardoso Fontes e Andaraí deixarem de atender à emergência, por ausência de remédios e insumos. Em março, o presidente Lula declarou estado de calamidade pública no sistema hospitalar carioca e decidiu sua intervenção pelo Ministério da Saúde. O Conselho Regional de Medicina do Rio de Janeiro (Cremerj), o Sindicato dos Médicos e parlamentares da Comissão de Saúde da Assembleia Legislativa pediram a intervenção. A instituições devolveram ao ministério coleções de documentos listando os desafios no sistema e a situação da demissão nas unidades. De todos os hospitais municipalizados, os da Lagoa e de Ipanema se encontravam em estado mais crítico, sem realizar operações ou internar pacientes. No hospital do Andaraí, 37 contratações de vistoria dos cinquenta presentes se encontravam fora da validade a partir do ano anterior.
O ecologista Dionísio Júlio Ribeiro Filho foi morto em 22 de fevereiro de 2005 em uma cilada próximo ao portão de entrada da Reserva Biológica Federal do Tinguá, Nova Iguaçu–RJ, no momento em que partia de um encontro na matriz da Associação de Moradores do Tinguá. Ele vinha sendo intimidado por caçadores e exploradores de palmito e areia na região. O delito foi praticado onze dias da morte da missionária e ativista ecológica Dorothy Stang, de 73 anos, no Pará. Demais ecologistas fluminenses se encontravam aterrorizados de morte. Leonardo de Carvalho Marques foi detido e reconheceu ter assassinado o ecologista já que estaria impossibilitando a caça de animais selvagens e a exploração de palmito na unidade de conservação. Dionísio integrava o Grupo de Defesa da Natureza, organização não governamental formada para a conservação da Reserva Biológica do Tinguá, que ele contribuiu para a sua fundação nos anos 1980.

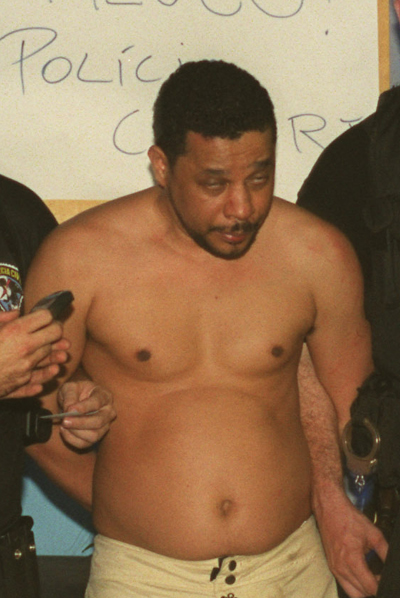
Elias Maluco.

Em maio de 2005, o criminoso Elias Maluco, foi sentenciado a 28 janeiros e seis meses de detenção, em regime fechado, pela morte do jornalista Tim Lopes. O júri teve Elias Maluco como condenado pelos delitos de ocultação de cadáver, homicídio triplamente qualificado e formação de quadrilha. Tim Lopes foi assassinado na favela da Vila Cruzeiro, Rio de Janeiro. Os companheiros de Elias Maluco no delito foram condenados no decorrer do ano e igualmente julgados.
O período de governo do prefeito de Vassouras, Altair Paulino, o qual havia sido julgado pelo juiz Afonso Cassiroto, da 41.ª Zona Eleitoral, em cinco litígios por obtenção ilegal de votos, foi suspenso pelo Tribunal Regional Eleitoral (TRE). Eurico Júnior, do Partido Verde (PV), segundo colocado na corrida eleitoral de 2004, tomou posse do posto. No mesmo mês, após cinco meses de apurações, a Assembleia Legislativa do Rio de Janeiro (ALERJ) votara contra a suspensão do deputado Alessandro Calazans (sem partido), denunciado por quebra de decoro parlamentar. Calazans era processado por ter combinado a exoneração da denominação do dirigente do setor lotérico Carlos Augusto Ramos, o Carlinhos Cachoeira, do parecer da Comissão Parlamentar de Inquérito (CPI) da Loterj, administrada por ele. Trinta e sete teriam votado contra a suspensão, com mais um voto nulo e outro em branco.
Em 2005, foram perdidos 2 mil litros de óleo de uma embarcação proveniente do Caribe. A mancha afetou 50 km de praias de Niterói. Mananciais de despejo ilegal de óleo de fábricas, terminais de combustíveis e postos de gasolina pioram os ataques ao ecossistema.
Em 2005, uma chacina nas municipalidades de Queimados e Nova Iguaçu na Baixada Fluminense matou 29 pessoas. Ao todo, 11 policiais militares foram indicados como acusados de participação no massacre. No entanto, até outubro de 2006, apenas um deles é condenado: o recruta Carlos Jorge de Carvalho é julgado a um total de 543 janeiros de prisão, em regime fechado, em consequência do envolvimento no crime.

#### 2006

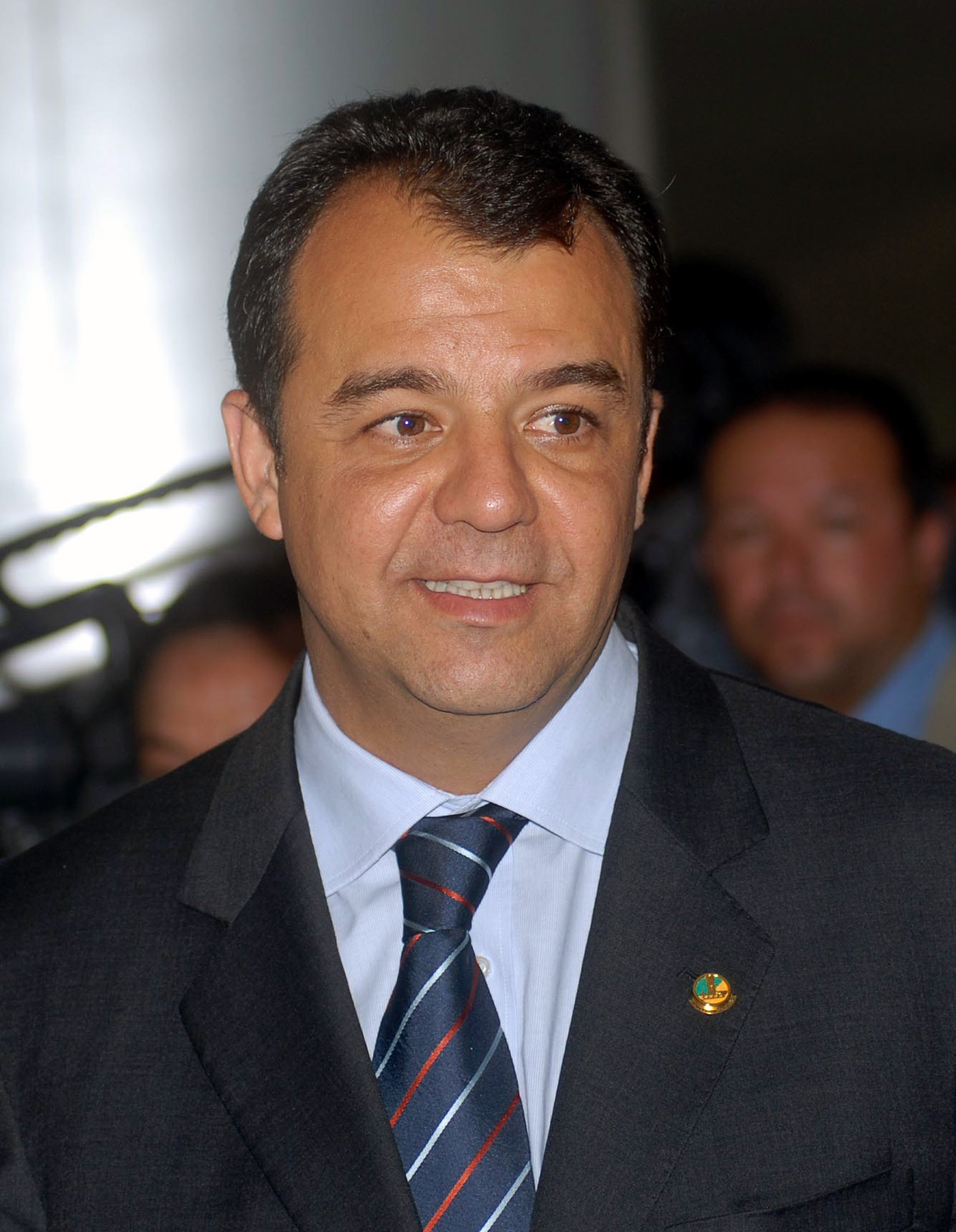
Sérgio Cabral Filho.

Com 68% dos votos válidos, o senador Sérgio Cabral Filho, do Partido do Movimento Democrático Brasileiro (PMDB), se elegeu no segundo turno para administrar o estado do Rio de Janeiro desde 1.º de janeiro de 2007. Sérgio Cabral obteve 5 129 064 votos (68%), mais que duas vezes que a candidata, Denise Frossard, do Partido Popular Socialista (PPS), que ganhou 2 413 546 votos (32%). Assim que foram notificadas as conclusões da corrida eleitoral, Cabral noticiou a fundação de um grupo de transição constituído por quatro membros: o vice-governador escolhido pela população, Luiz Fernando de Souza (Pezão); o suplente de Cabral no Senado, Régis Fichtner; o então títular da Secretaria Municipal de Fazenda e Planejamento de Duque de Caxias, Sérgio Rui Barbosa e o ex-chefe de gabinete de Cabral no parlamento fluminense, Wilson Campos Carvalho. O governador eleito afirmou desejar reduzir o governo do estado e realizar uma “transformação total” no setor da segurança pública e difundiu a reunião do estado com a União e as prefeituras.
O Departamento de Polícia Federal iniciou a Operação Cerol, para desligar uma quadrilha a qual executava transgressões contra a Fazenda e a Previdência. Para terminar a primeira etapa do reconhecimento, foram feitos grampos telefônicos, com permissão da justiça, por mais de um ano. O Grupo de Controle Externo das Atividades Policiais, fundado em 2004, encaminhou a ação, nos limites do Ministério Público Federal (MPF). Conforme o MPF, os participantes podem ter praticado delitos de violação de sigilo funcional, formação de quadrilha, prevaricação, facilitação de descaminho e advocacia administrativa.

#### 2007

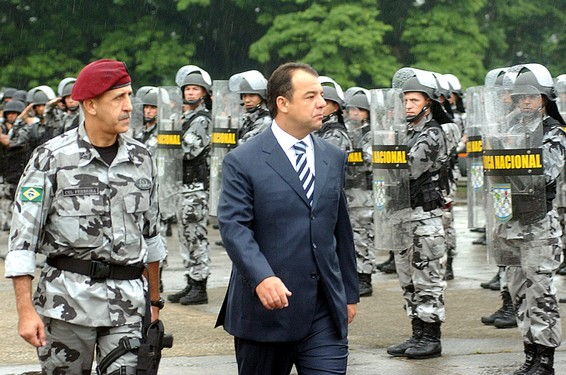
Governador do Rio de Janeiro, Sérgio Cabral Filho, e o comandante da Força Nacional, Coronel Aurélio Ferreira e a tropa da Força Nacional de Segurança.

O ano de 2007 no estado do Rio de Janeiro foi caracterizado pela promoção do mais importante evento poliesportivo de seu passado histórico: os Jogos Panamericanos. Canteiros de obras e estratégia especial de segurança prejudicou o cotidiano da população, a qual até então viu uma de suas atrações turísticas mais conhecidas, o Cristo Redentor, ser declarada uma das sete maiores maravilhas do mundo moderno.
A Força Nacional de Segurança Pública veio em janeiro para se incorporar às polícias Militar e Civil, em uma atividade grupal de luta contra a violência. No dia 16, no decorrer da cerimônia de lançamento da FNS, o governador Sérgio Cabral (PMDB) enfatizou “incorporação, investigação e colaboração” como requisitos necessários para lutar contra o crime organizado nos importantes centros urbanos brasileiros. A primeira atuação da FNS aconteceu no decurso da Operação Divisa Integrada, a qual desde 19 de janeiro encetou patrulhamentos em locais fundamentais nos limites entre o Rio de Janeiro e as unidades federativas do Espírito Santo, Minas Gerais e São Paulo. Entretanto, o desempenho foi descoberto principalmente na Região Metropolitana do Rio de Janeiro, com atuações em favelas e no decorrer da organização do Pan.
Também em janeiro, nos dias 18 e 19, o Rio de Janeiro acolheu a 32.ª Reunião do Conselho do Mercado Comum e Cúpula de Chefes de Estado do Mercosul. Na ordem do dia, a solicitação de entrada da Bolívia para o Mercosul, a descrição da presença da Venezuela no bloco econômico e a diminuição das disparidades nas relações comerciais dentre as nações. Presenciaram a reunião, além dos presidentes Luiz Inácio Lula da Silva, Néstor Kirchner, Evo Morales, Michelle Bachelet, Rafael Correa, Hugo Chávez, Álvaro Uribe, Nicanor Duarte e Tabaré Vázquez, além dos representantes da Guiana e do Suriname e mandatários do Peru e do Panamá.

João Hélio, menino de seis anos assassinado em 2007. Descrição da fonte: “João Hélio tinha 6 anos”.

Na noite do dia 7 de fevereiro, um furto de automóvel na zona norte do Rio de Janeiro culminou no assassinato do menino João Hélio Fernandes Vieites, de seis anos. Ele se encontrava no veículo com a mãe e a irmã no momento em que eram assaltados por homens armados. Ambas chegaram a se desvencilhar do automóvel, como os criminosos almejavam, no entanto, João Hélio permaneceu aprisionado pelo cinto de segurança e foi levado à força por mais de sete quilômetros. As apurações da polícia conduziram à detenção de cinco indivíduos, dentre os quais um menor de idade. O crime comoveu o país e reavivou o debate a respeito da diminuição da maioridade penal.
Uma rixa da polícia com os estelionatários, no agrupamento de favelas do Alemão, zona norte do Rio de Janeiro, matou dezenove pessoas, em 27 de junho. Esta era o mais conhecido ataque organizado a partir de 2 de maio, no momento em que o saque ao complexo do Alemão. A manobra policial alcançou pela primeira vez Areal, Chuveirinho e Matinha, as três zonas indicadas pelo serviço de Inteligência da Secretaria de Estado da Segurança (Seseg) como pontos de provisão de drogas e armas. Presenciaram a atuação 1 350 soldados das políciais Militar e Civil e da FNSP. Do equipamento recolhido, incluem 115 kg de maconha, 30 kg de cocaína, duas metralhadoras, uma pistola-metralhadora e munição.
Em 3 de julho, o subsecretário de Segurança do Rio, Márcio Derenne, acolheu chefes comunitários para debater as atuações da polícia nas comunidades pobres. Na ocasião, ele disse que as manobras prosseguiriam e que as acusações de presumidas irregularidades seriam investigadas.
O Cristo Redentor foi escolhido uma das sete novas maravilhas em eleição internacional promovida pela rede mundial de computadores e pelo smartphone. A conclusão da votação, realizada pelo cineasta e aviador suíço Bernard Weber, foi divulgada em 7 de julho, em Portugal. A estátua do Cristo foi aberta oficialmente ao público em 1931, no morro do Corcovado, e acolhe mais de 1,8 bilhão de visitantes anualmente.

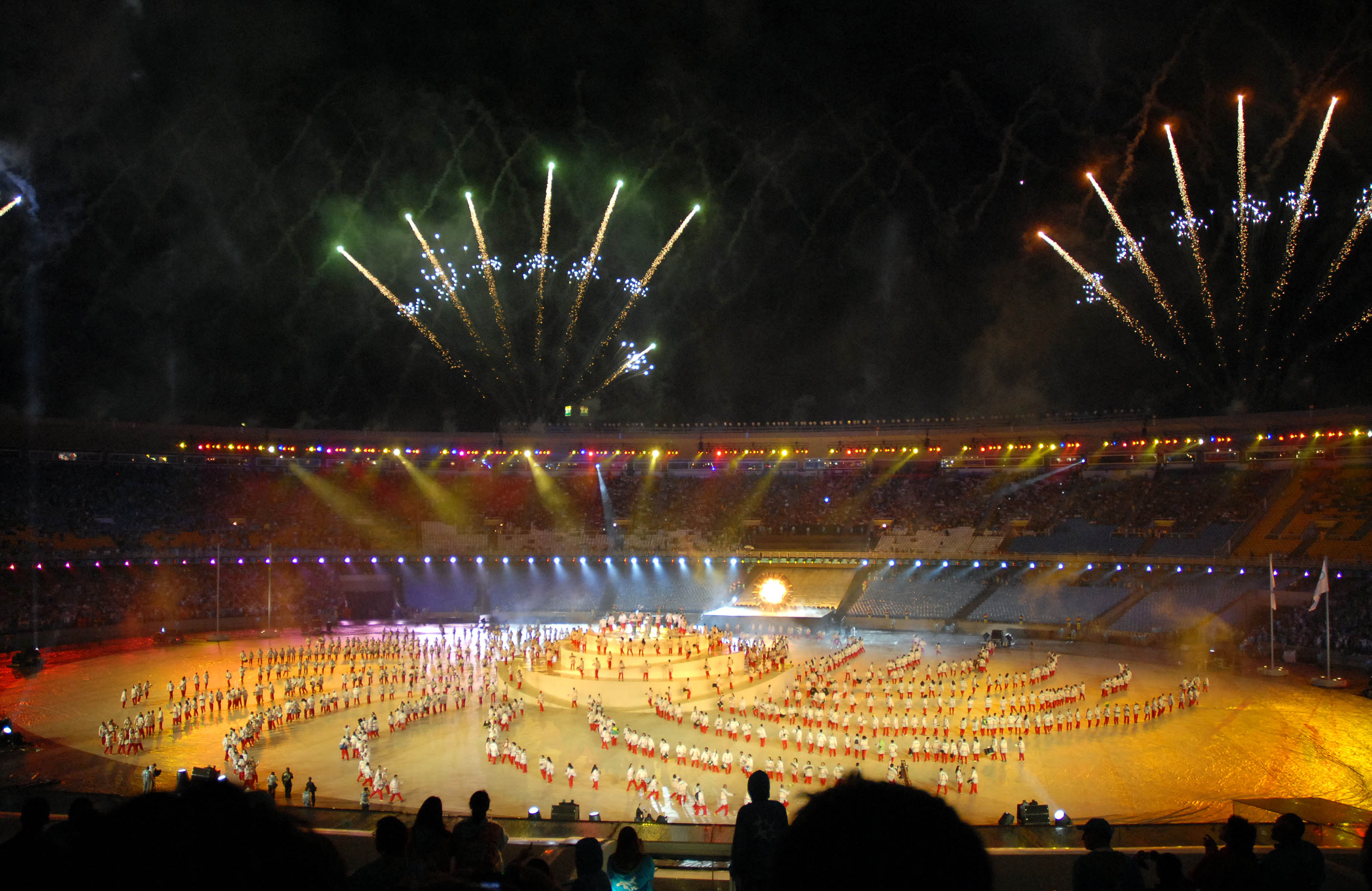
Festa de encerramento dos XV Jogos Pan-Americanos de 2007.

Entre 13 e 29 de julho, o Rio de Janeiro foi a matriz dos 15.º Jogos Panamericanos. Estiveram presentes 5 634 esportistas de 42 nações, que reivindicavam medalhas em 47 modalidades esportivas. O Brasil possuiu sua melhor presença no passado histórico do torneio, tendo perdido somente para Estados Unidos e Cuba. Depois, entre 12 e 19 de agosto, 1 126 esportistas de 25 nações presenciaram os 3.º Jogos Panamericanos. Foi a primeira vez que o Parapan foi organizado na mesma cidade, com os mesmos alojamentos e com a mesma organização dos Jogos Panamericanos. O Brasil permaneceu em primeira posição no torneio.
Os acontecimentos requereram a concretização de importantes obras, dentre as quais sobressaem a Vila do Pan, o Parque Aquático Maria Lenk e o Estádio Olímpico João Havelange, além da restauração do Complexo do Maracanã. A somatória de investimentos para a instalação de todas as atuações relativas ao torneio foi de cerca de R$ 3,584 bilhões, gerados pelos poderes executivos federal, estadual e municipal.
Os Jogos foram uma era de ouro para a cidade, que coexistia com desastres anteriormente e com desafios após sua promoção. No dia 30 de agosto, um choque de trens em Nova Iguaçu, na Baixada Fluminense, matou oito pessoas e feriu 101 indivíduos. O incidente aconteceu no momento em que um trem sem tripulantes foi afetado por outro que conduzia mais de 750 almas e percorria na mesma linha em direção contrária. Foi o pior imprevisto ferroviário em quantidade de óbitos nos últimos dez janeiros.

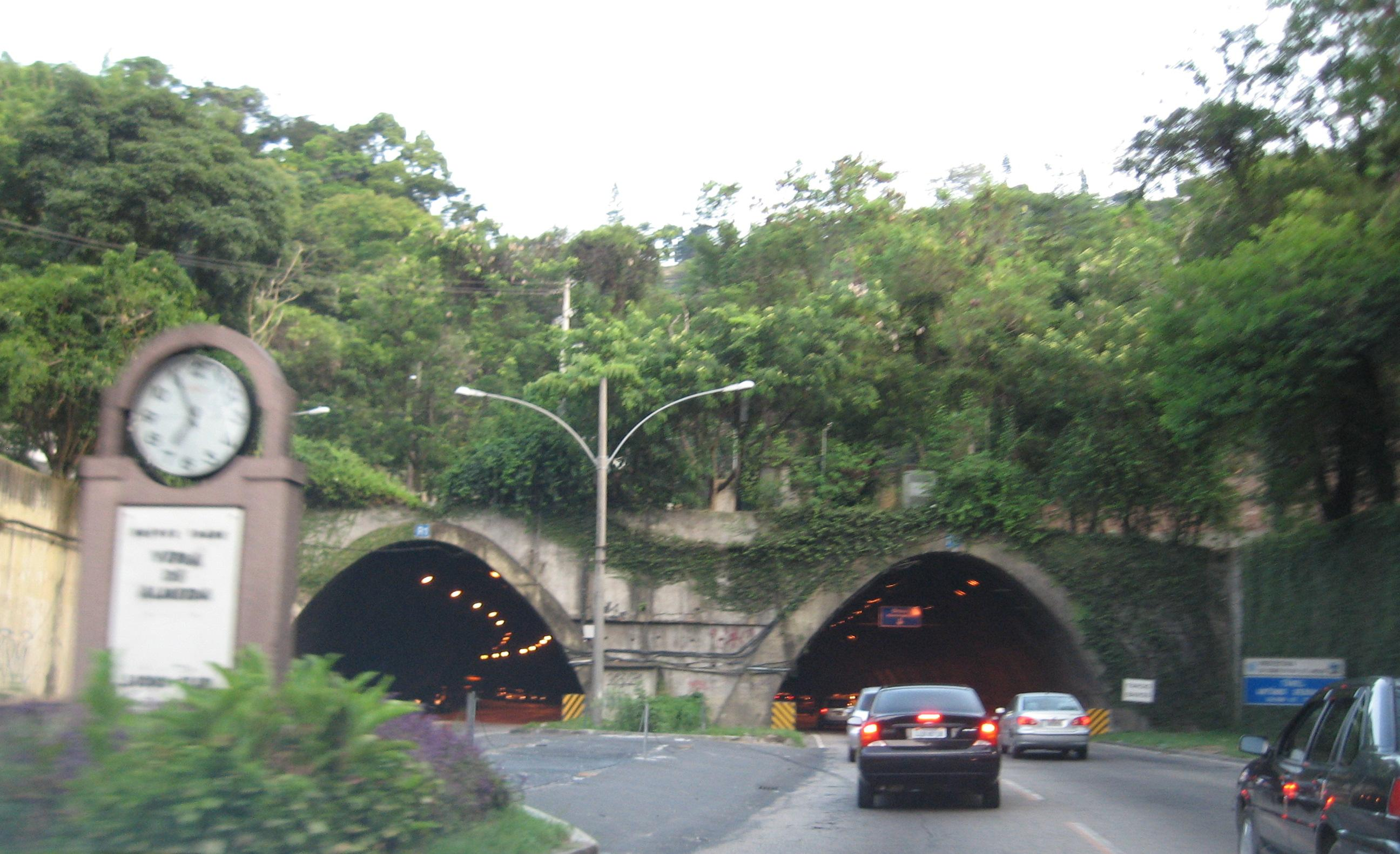
Túnel Rebouças.

Em 23 de outubro, uma tempestade provocou inundações, queda de energia elétrica e caos no tráfego carioca. Um deslize de terra bloqueou o acesso do túnel Rebouças, principal conexão da zona rural com a sul e parou a cidade. O túnel foi completamente reaberto em 31 de outubro, apesar das obras até o momento não estiverem concluídas.
Em 14 de setembro, foi promovida a cerimônia de destinação de investimentos do Plano de Aceleração do Crescimento (PAC) para obras de abastecimento de água e ocupação urbana no estado do Rio de Janeiro. Foram firmados 27 acordos, em uma soma de R$ 1,54 bilhão em aportes do governo brasileiro e complemento do estado. Seriam favorecidas comunidades pobres no município da capital, em municipalidades da Baixada Fluminense e da Região Metropolitana do Rio de Janeiro.
A primeira comunidade a receber urbanização com investimentos do PAC foi o Complexo do Pavão. No dia 30 de novembro, o presidente do Brasil, Luiz Inácio Lula da Silva colocou em operação o bate-estacas que caracterizou o começo das obras, as quais auxiliariam 4 500 famílias.

#### 2008
O Rio de Janeiro sofreu no começo do ano o pior surto de dengue de sua história. Até maio, a Secretaria de Saúde do Rio de Janeiro havia confirmado mais de 145 mil ocorrências da enfermidade e registrado no mínimo 109 mortes, 20% a mais que a pandemia de 2002, a pior até o momento. Mais de 40% dos óbitos eram de crianças. Embora confirme menos ocorrências que em 2002, a taxa de mortes era maior.
O governador declarou estado de emergência em março e autorizara agentes da Defesa Civil a ingressar em qualquer lugar para inspeção, mesmo sem o consentimento do dono. Oito tendas para hidratação de enfermos implantadas pela Secretaria da Saúde em vários locais da Região Metropolitana do Rio de Janeiro serviram 30 mil pacientes. O sobrecarregamento de ocorrências de dengue atingiu também a cura para demais enfermidades, ocasionando o crescimento do tempo de espera no serviço, cancelamento de consultas e reagendamento de operações cirúrgicas. Em abril, a Secretaria de Saúde realizou um pedido de auxílio para as demais unidades federativas mandassem pediatras para servir menores de idade, os mais atingidos. Cinco estados se dispuseram a mandar profissionais de saúde. O Exército Brasileiro e a Marinha do Brasil conduziram 314 soldados, os quais estavam subordinados a uma força-tarefa para inspecionar residências.

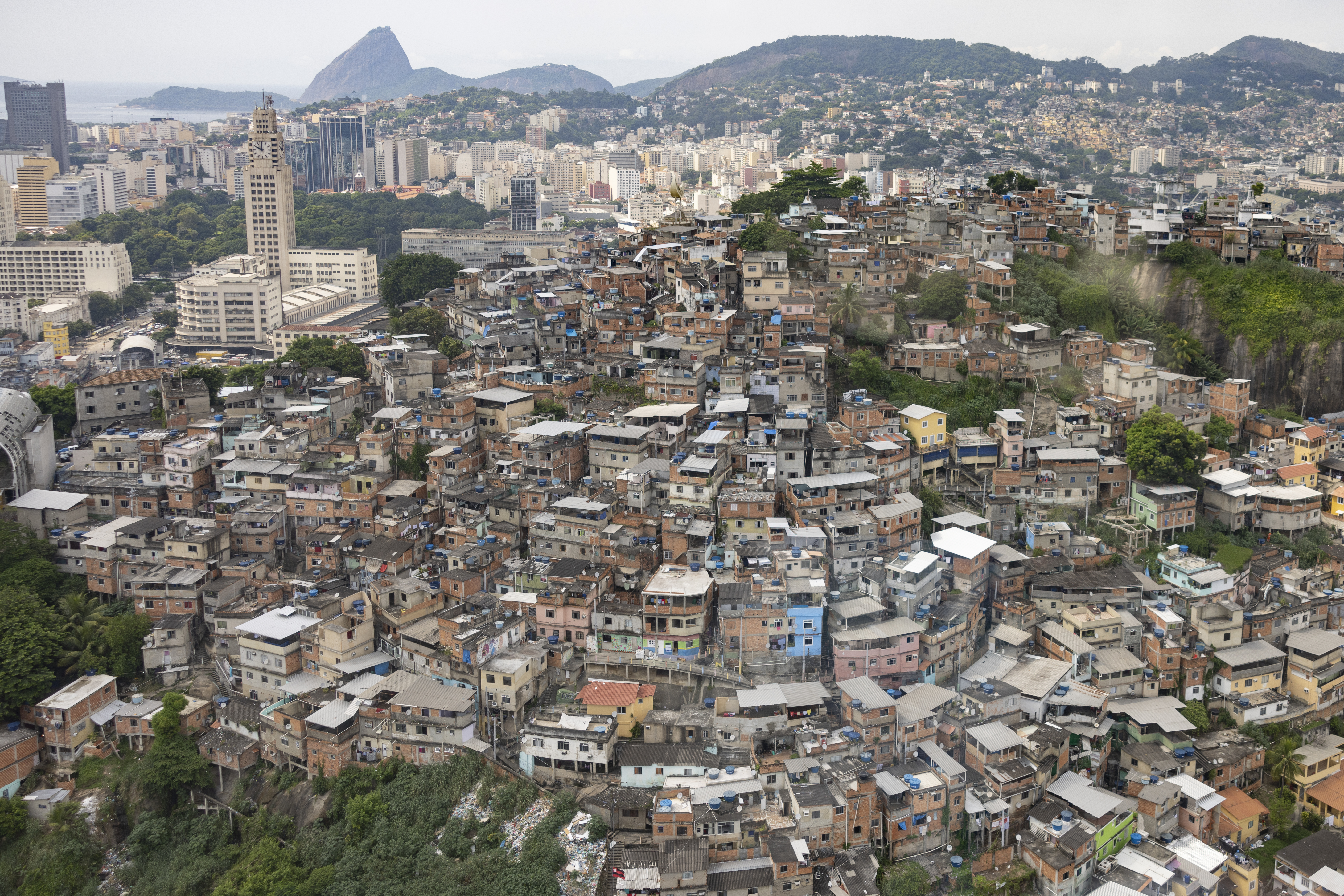
Vista do Morro da Providência em 2022.

O Rio de Janeiro continuou sendo cenário em 2008 para acontecimentos de criminalidade que assolaram a nação. Em junho, soldados do Exército Brasileiro, os quais defendiam atividades sociais no morro da Providência declararam que denunciaram três adolescentes da comunidade a um grupo competidor no morro da Mineira. Os adolescentes sofreram tortura e foram assassinados. Em julho, a polícia assassinou um jovem de três janeiros, no momento em que os policiais em captura atiraram com metralhadora contra o automóvel onde se encontrava o garoto. Em outubro, o dirigente da penitenciária Bangu 3, o tenente-coronel José Roberto Lourenço do Amaral, foi morto com, no minímo, 30 tiros, rumo ao emprego. A partir de 2000, foi o terceiro dirigente da entidade a ser baleado. Um time do jornal O Dia foi perseguido e torturado por sete horas consecutivas por policiais que comandam a favela do Batan, zona oeste do Rio de Janeiro, ao passo que realizavam reportagem a respeito da atuação da polícia.

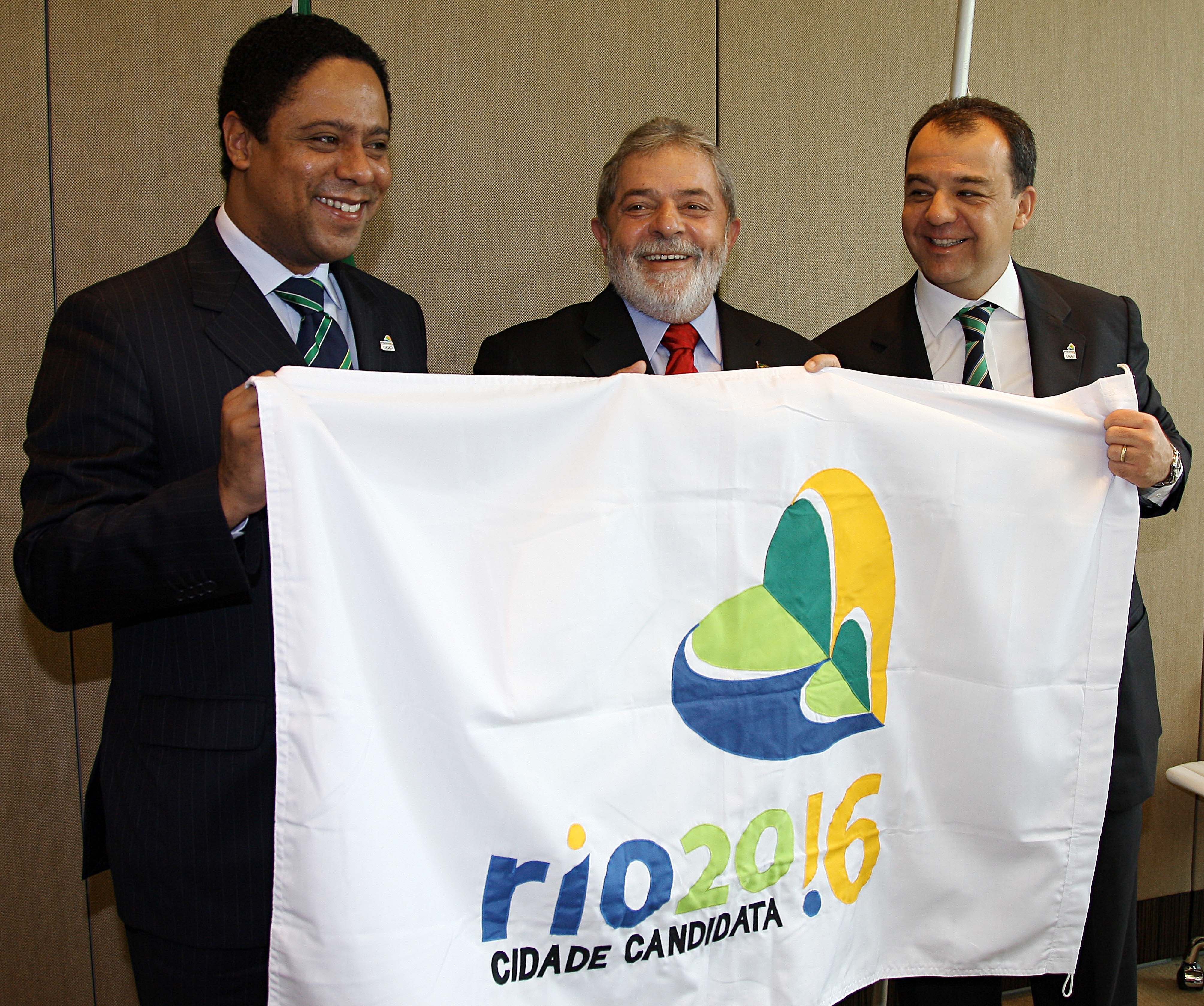
Ministro Orlando Silva Júnior, o presidente Lula e governador do estado do Rio de Janeiro, Sérgio Cabral Filho durante visita à Suíça.

Em junho, o Rio de Janeiro foi eleito uma das quatro cidades finalistas para ser a sede da Olimpíada de 2016. Foi a primeira ocasião em que a cidade foi transferida para a etapa de selecionamento e reivindicaria com Tóquio, Chicago e Madri. O governo brasileiro destinou R$ 80 milhões para auxiliar a concorrência carioca. O governador Sérgio Cabral fundou em julho o Escritório Setorial de Gerenciamento de Projetos de Esporte, Turísmo e Lazer para criar o documento o qual precisa ser repassado para o Comitê Olímpico Internacional (COI). Em junho de 2009, o Comitê Olímpico Brasileiro devia realizar amostragem para os 115 integrantes do COI. A conclusão seria publicada em 2 de outubro.
Em julho, o poder executivo do estado inaugurou o projeto Orla Digital, o qual produz conexão à rede mundial de computadores por intermédio de rede banda larga wireless por toda a orla da praia de Copacabana, uma somatória de 4,5 km de comprimento. O aporte era de mais de R$ 1 milhão, sendo o maior do continente latino-americano.
Em dezembro, chuvas nas regiões norte e nordeste do estado deixaran cerca de 65 mil moradores desabrigados ou desalojados, conforme estatístivas da Defesa Civil no final do ano. A cidade mais afetada era Campos dos Goytacazes, que teve maior quantidade de inundações e deslizes e onde o rio Ururaí transbordara. Doze municípios entraram em estado de emergência e Cardoso Moreira reconheceu situação de calamidade pública.

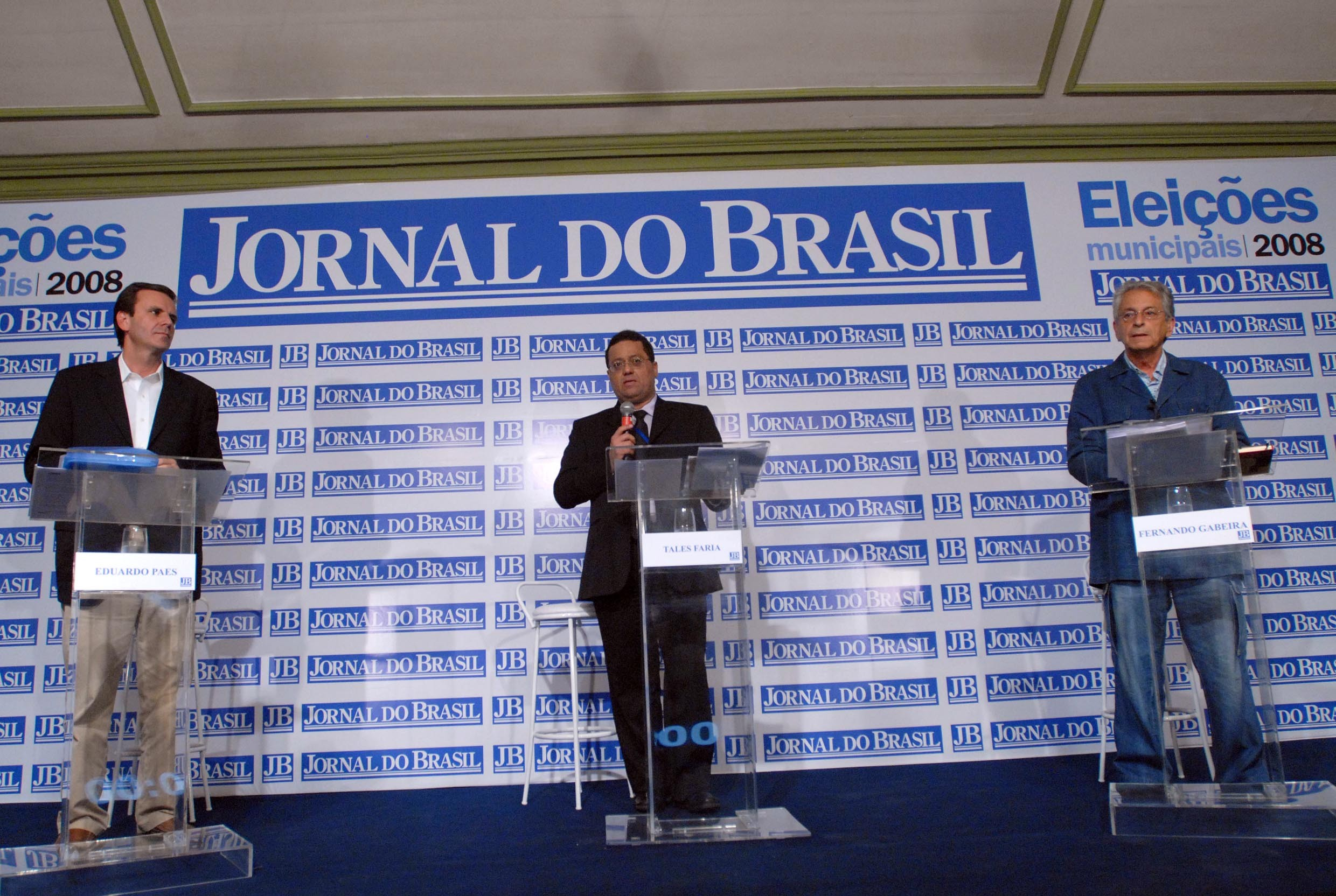
Eduardo Paes e Fernando Gabeira em um debate no Jornal do Brasil.

Em uma campanha eleitoral indeterminada até o último dia, Eduardo Paes (PMDB) ultrapassou o deputado federal Fernando Gabeira (PV), por cerca de 55 mil votos, permanecendo com 50,83% da maioria absoluta dos votos válidos.
A corrida se iniciou com a regência de outros dois concorrentes nas análises eleitorais. Marcelo Crivella (PRB), pastor da Igreja Universal do Reino de Deus, estava em primeiro, com aproximadamente 25% da intenção de voto, acompanhado de Jandira Feghali (PC do B). A elevada taxa de rejeição dos  dois proponentes abre caminho ao crescimento de Eduardo Paes, que, no começo de setembro já se encontrava em primeiro lugar nas análises eleitorais. Paes completou o primeiro turno como o mais votado, com 31,98 dos votos válidos.

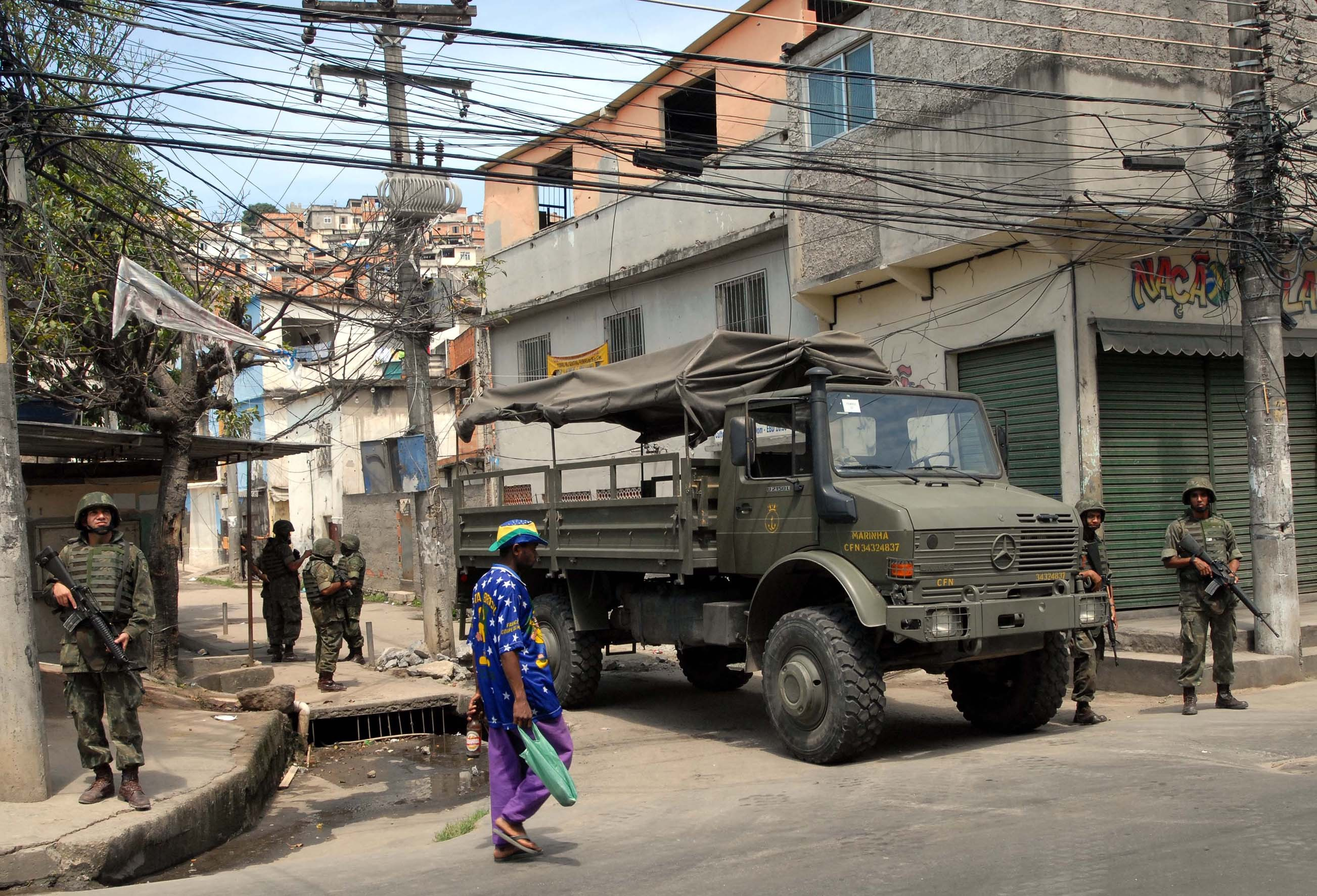
As Forças Armadas ocupam o Complexo do Alemão, no Rio de Janeiro, para garantir a segurança durante as eleições municipais.

A segunda posição permaneceu com Gabeira, que veio ao dia anterior ao primeiro turno em empate técnico com Crivella. Nas urnas, a intenção se consolidou e Gabeira ganhou 25,61% dos votos, cerca de seis pontos percentuais sobre Crivella. A postulante do prefeito Cesar Maia, Solange Amaral (DEM) teve somente 3,92%.
Concorrentes sofriam ameaças de bandidos no decorrer de visitações a favelas, despertando a atenção para o possível voto de cabresto nestes pontos. O TSE (Tribunal Superior Eleitoral) mandou forças federais para 27 favelas do Rio para garantir a votação.
Em Campos, a ex-governadora Rosinha Garotinho se elegeu em eleição tumultuada. A três dias da promoção do primeiro turno, a concorrência do prefeito de Campos, Arnaldo Vianna, foi suspensa pela Justiça Eleitoral. No dia da campanha eleitoral, os votos no aspirante, cerca de 40%, foram apontados como nulos. O TSE revertera a determinação e assegurou a organização do segundo turno.

#### 2009

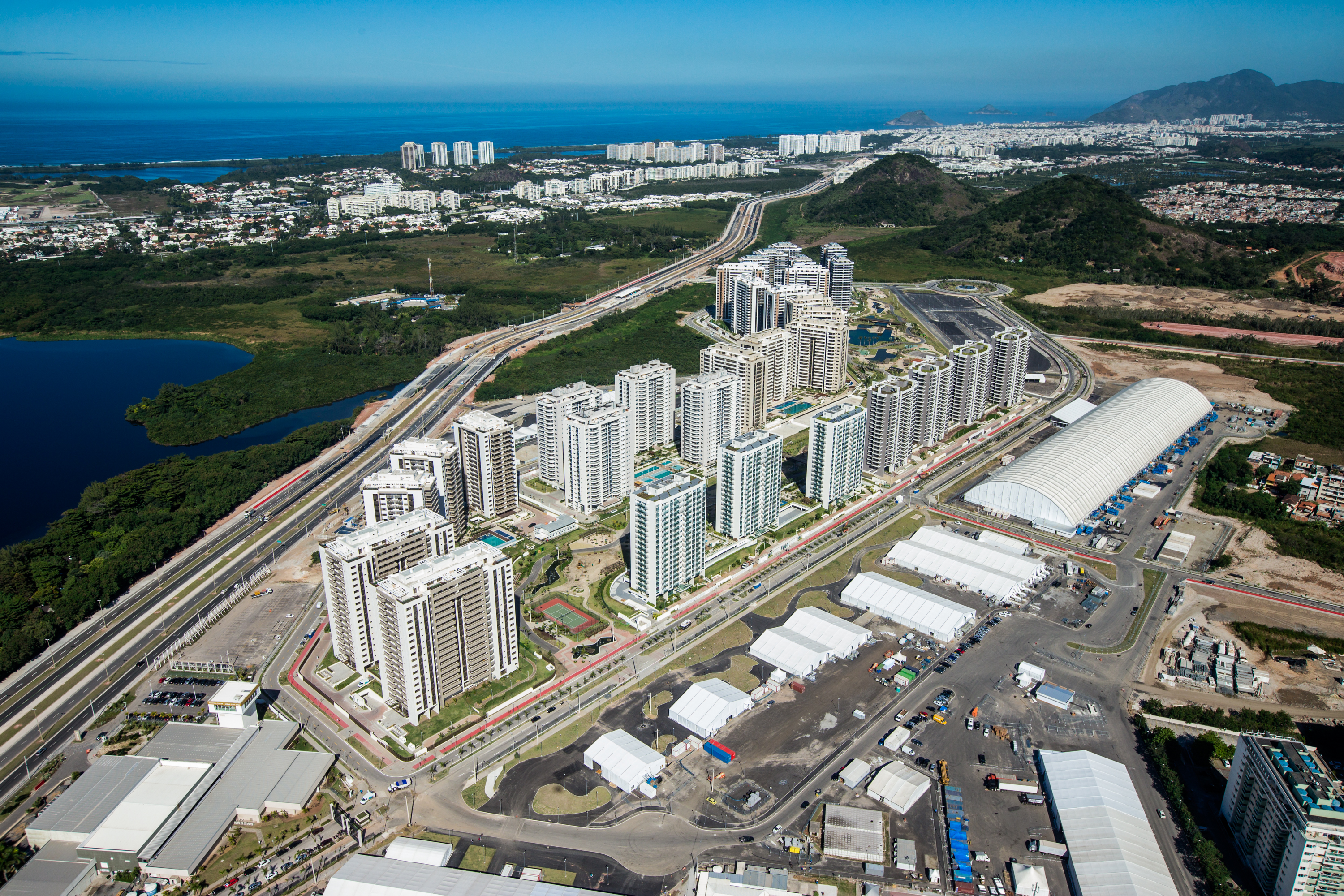
Fotografia aérea da Vila Olímpica dos Jogos Olímpicos de 2016.

O Rio de Janeiro superou Chicago, Tóquio e Madri e garantiu o privilégio de sediar os Jogos Olímpicos de 2016, tornando-se a primeira metrópole sul-americana a receber o evento. Nas duas candidaturas anteriores, para as edições de 2004 e 2012, a cidade não alcançou a etapa decisiva.
O plano para a Olimpíada contempla a realização de eventos em quatro regiões da cidade. A Barra da Tijuca foi selecionada para sediar a Vila Olímpica e metade das competições. As solenidades de abertura e encerramento ocorreriam no estádio do Maracanã, situado na zona norte, enquanto as disputas de atletismo seriam realizadas no estádio João Havelange. As modalidades aquáticas seriam promovidas na Lagoa Rodrigo de Freitas (canoagem e remo), na Marina da Glória (vela) e na praia de Copacabana (maratona aquática, triatlo e vôlei de praia).
O plano estimava um custo total de US$ 13,2 bilhões. A maior parcela, equivalente a US$ 11,1 bilhões (72%), estava destinada a investimentos em infraestrutura, com ênfase no setor de transportes, além de melhorias em saneamento, fornecimento de energia e segurança. Uma análise da Fundação Instituto de Administração (FIA) da Universidade de São Paulo (USP) projetava que o Rio ganharia US$ 14 bilhões ao longo das fases da cadeia produtiva, beneficiando principalmente os segmentos de construção civil, serviços, indústria de petróleo e gás, transporte, entre outros.
Duas semanas após a decisão, criminosos derrubaram um helicóptero da polícia durante uma operação que buscava impedir a ocupação do morro dos Macacos, dominado pela organização criminosa Amigos dos Amigos (ADA), por um grupo rival, o Comando Vermelho, que comanda o morro vizinho, São João. Aproximadamente 4 mil agentes de segurança foram mobilizados na comunidade, porém não conseguiram evitar os confrontos, que resultaram em 41 mortes ao longo de uma semana. As cenas do conflito, incluindo a de um corpo deixado em um carrinho de supermercado, foram amplamente divulgadas pela imprensa internacional, gerando questionamentos sobre a capacidade da cidade de sediar uma Olimpíada.
Durante um conflito entre facções do tráfico, dois criminosos tiraram a vida de Evandro Silva, coordenador social da organização AfroReggae, que desenvolve iniciativas voltadas para crianças de áreas carentes. Registros de câmeras de segurança revelaram que os agentes policiais chegaram a capturar os responsáveis pelo crime, porém, os soltaram logo depois e não ofereceram assistência.

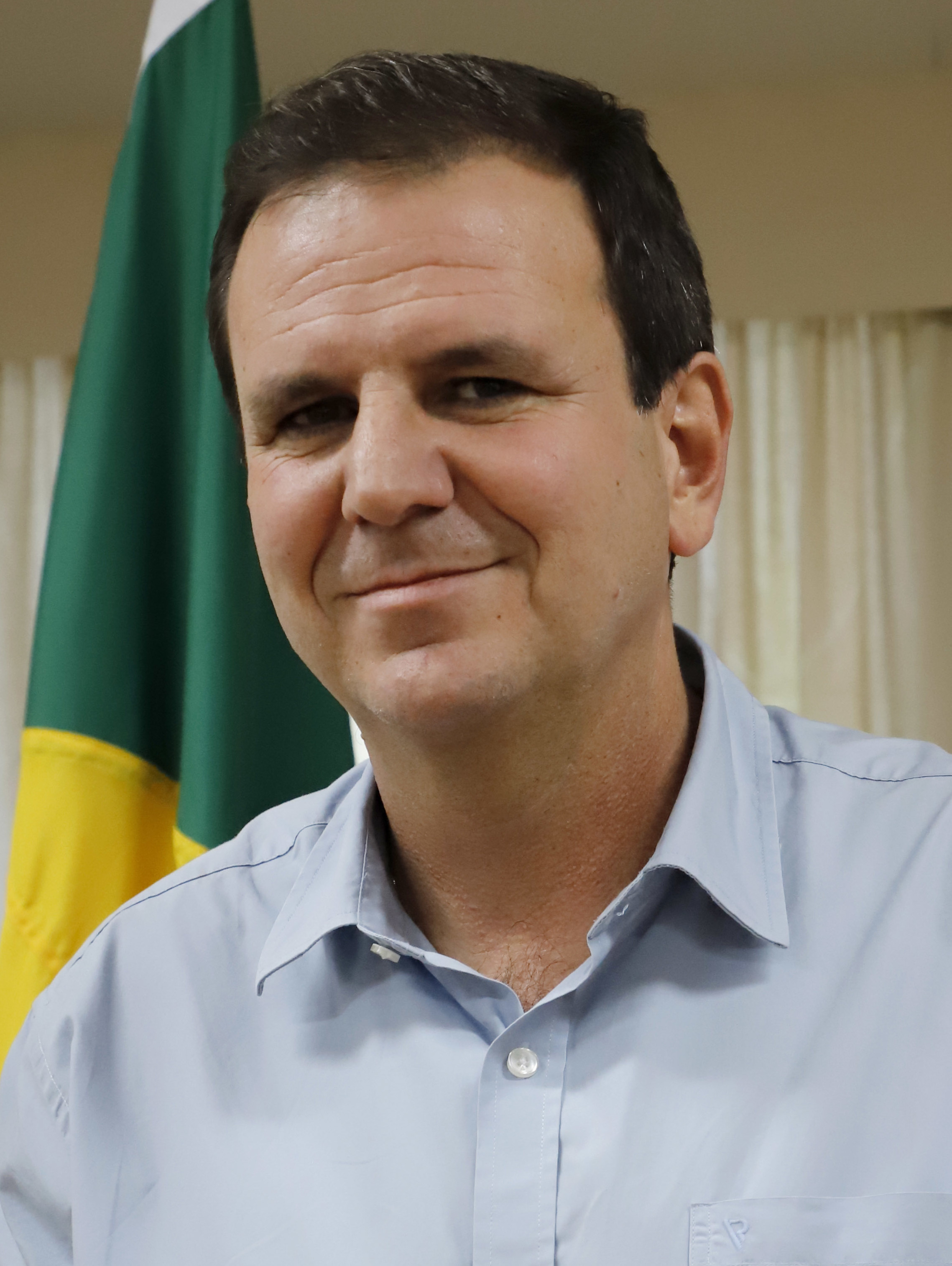
Eduardo Paes.

Poucos dias após assumir o cargo, o novo prefeito do Rio de Janeiro, Eduardo Paes (PMDB), iniciou diversas ações em vários locais da cidade visando lutar contra a desordem urbana. Ele estabeleceu a Secretaria de Ordem Pública para coordenar a Operação Choque de Ordem, que englobava o enfrentamento ao comércio ambulante irregular, publicidade não autorizada, transporte clandestino, infrações de trânsito, desordem nas praias, entre outros problemas.
A ação também atingiu depósitos ilegais que fornecem mercadorias para o comércio informal e destruiu edificações ilegais em diversas áreas da cidade. Na comunidade da Cidade de Deus, situada na zona oeste, a prefeitura eliminou sucatas de veículos e destruiu construções irregulares, gerando manifestações entre os habitantes locais.
Paes também decidiu interromper por 120 dias as obras da Cidade da Música para uma auditoria. O projeto teve um custo superior a R$ 500 milhões e ainda necessitava de mais R$ 120 milhões para ser concluído, conforme a nova administração municipal. O prefeito ainda aboliu o sistema de progressão continuada nas escolas municipais e estabeleceu um gabinete para combater a dengue.

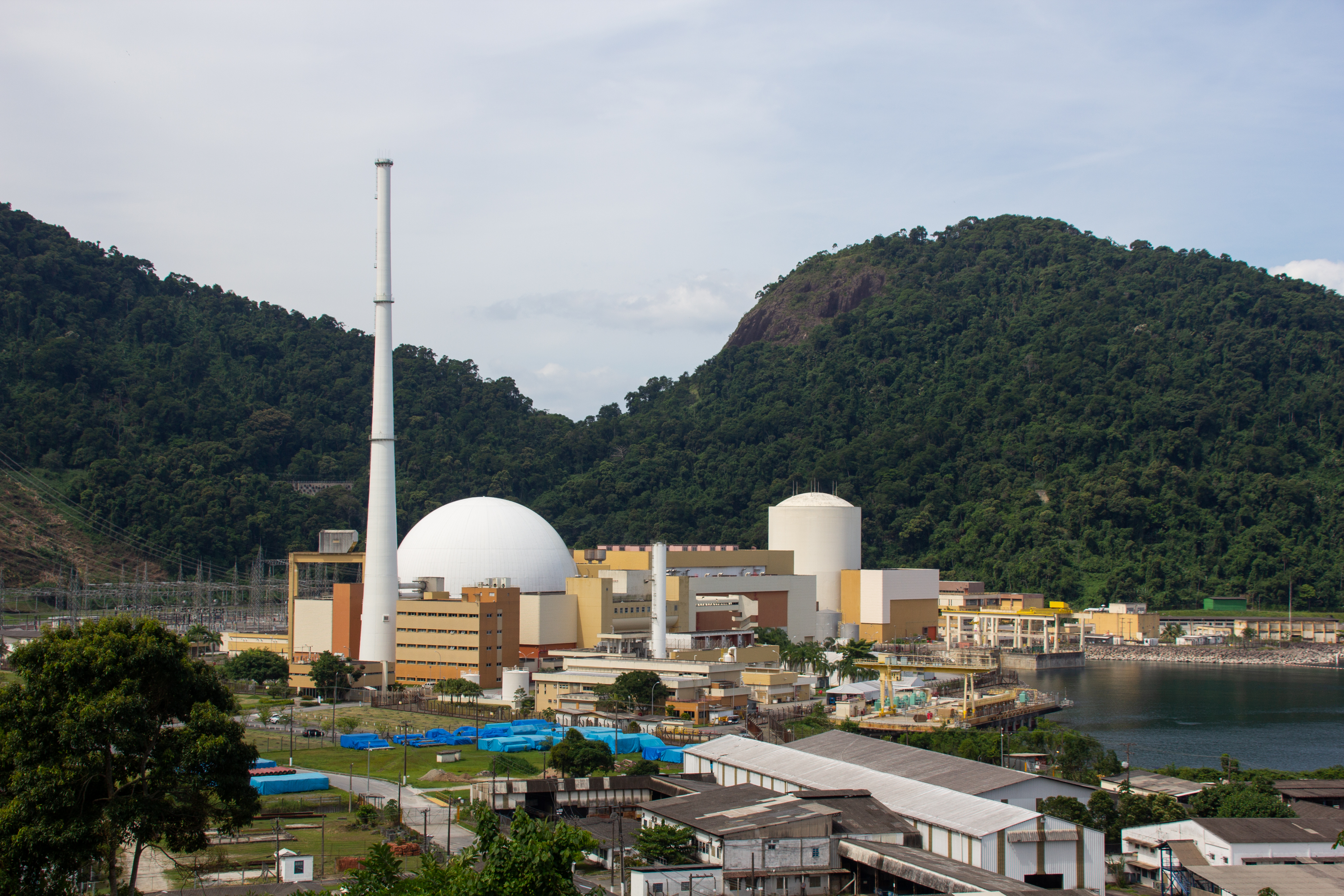
Central Nuclear Almirante Álvaro Alberto.

O governo da União recomeçou, em abril, a construção da usina nuclear Angra 3, que estava paralisada há mais de 23 anos. A licitação de 1983, ganha pela construtora Andrade Gutierrez, foi mantida, e a empresa continuou recebendo um pagamento mensal para realizar a manutenção do canteiro de obras durante o período de inatividade. Em março, o Ibama aprovou a licença ambiental para o reinício das obras, impondo 44 condições, incluindo a exigência de um plano para o gerenciamento dos resíduos nucleares gerados pela empresa. Atualmente, os rejeitos nucleares de Angra 1 e 2 são armazenados nas próprias usinas. Como forma de protesto, ativistas do Greenpeace posicionaram uma embarcação com turbinas eólicas de 3 metros de altura em frente às usinas, a fim de destacar a comparação entre os tipos de energia. A usina tinha previsão de início de operação para 2014.
Em março, dois geradores de vapor da usina nuclear Angra 1, dispositivos responsáveis por produzir o vapor que aciona as turbinas e que têm contato com substâncias radioativas, foram trocados e passaram para um depósito localizado no terreno da usina, com potencial para armazená-los por um período de 50 a 100 anos. A operação foi considerada um teste para o futuro armazenamento dos resíduos nucleares quando a usina for desativada. Já em maio, um trabalhador da usina Angra 2 deixou uma porta aberta, ocasionando um vazamento de urânio. Quatro funcionários chegaram a ter contato com o material radioativo, mas foram devidamente descontaminados pela equipe de proteção radiológica. Não houve qualquer prejuízo.

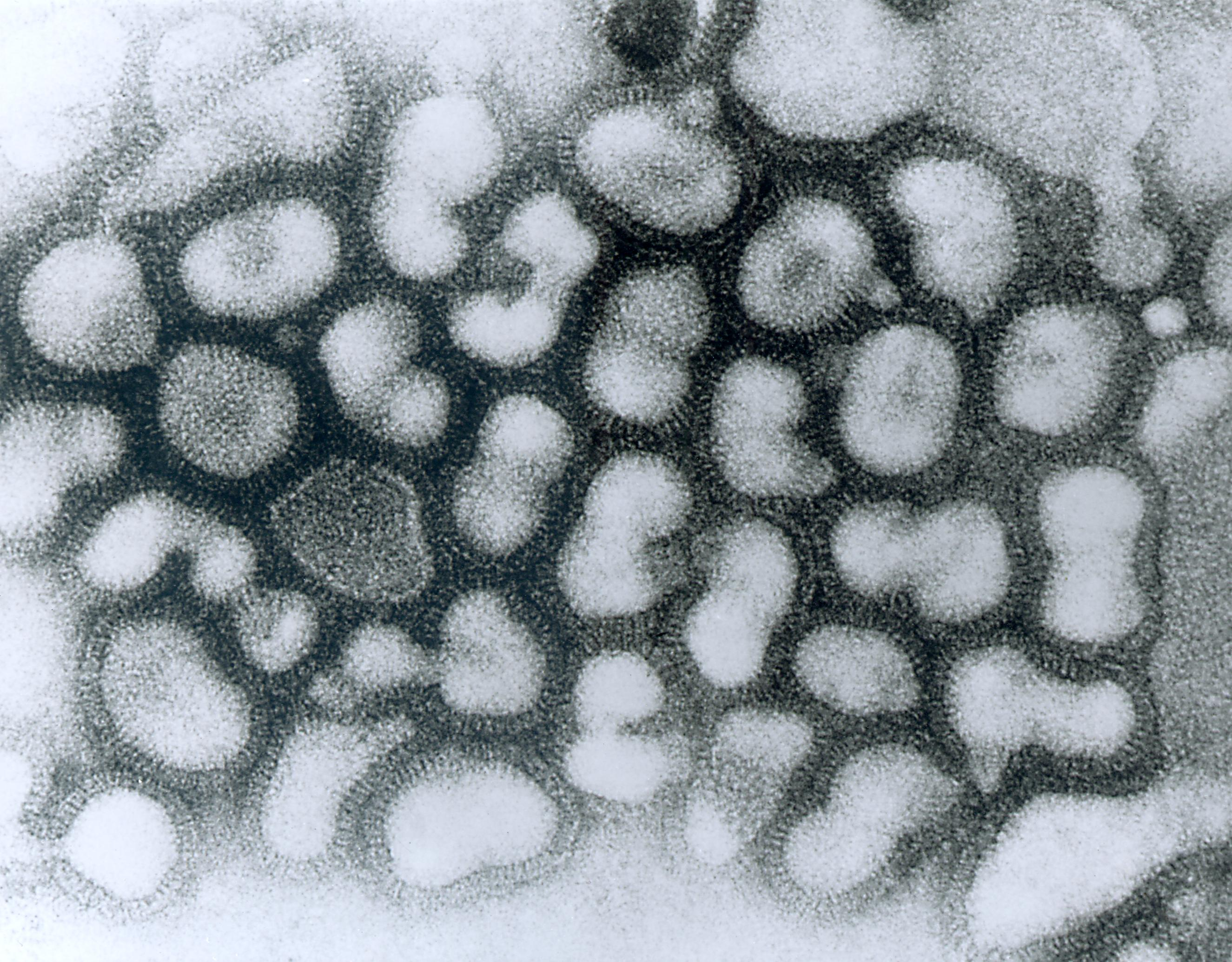
Microfotografia de Influenzavirus A.

O governador do Rio de Janeiro, Sérgio Cabral (PMDB), liderou a oposição à iniciativa do governo federal de estabelecer um novo conjunto de normas para a exploração do petróleo encontrado no pré-sal. No final de agosto, reuniu-se com o presidente Lula e com os governadores de São Paulo, José Serra (PSDB), e do Espírito Santo, Paulo Hartung (PMDB), conseguindo que o governo federal adotasse uma postura mais flexível. O estado do Rio de Janeiro é responsável por aproximadamente 85% da produção de petróleo no país e recebe 70% dos royalties destinados às unidades federativas, o que equivale a 40% do montante total. Até setembro, o estado já havia arrecadado mais de R$ 1 bilhão com esses recursos. Para garantir a aprovação do novo marco regulatório, Lula encaminhou sua proposta ao Congresso sem incluir a nova diretriz sobre os royalties.
O Rio de Janeiro foi a segunda unidade federativa do Brasil a registrar um caso confirmado de Influenza A (H1N1), conhecida como gripe suína. O infectado era um rapaz de 21 anos que havia retornado do México. Em julho, o falecimento de uma mulher em uma área de baixa renda levou à superlotação de hospitais e centros de atendimento. Para evitar que indivíduos com suspeita da doença congestionassem os serviços de saúde, o poder executivo do estado implementou o Disque Gripe Suína. Além disso, foi criada uma página na internet para esclarecer dúvidas e estabelecidos centros especializados no combate à enfermidade. Até setembro, o Rio ocupava a quarta posição entre os estados com maior número de ocorrências, totalizando 84 casos.

#### 2010
Chuvas intensas na passagem de ano de 2009 para 2010 causaram um deslizamento de terra na Ilha Grande, em Angra dos Reis, soterrando uma hospedaria e outras sete residências, resultando em 19 óbitos. No centro do município, outro deslizamento atingiu o Morro da Carioca, ocasionando mais 11 fatalidades. As precipitações também provocaram a queda de encostas na região.

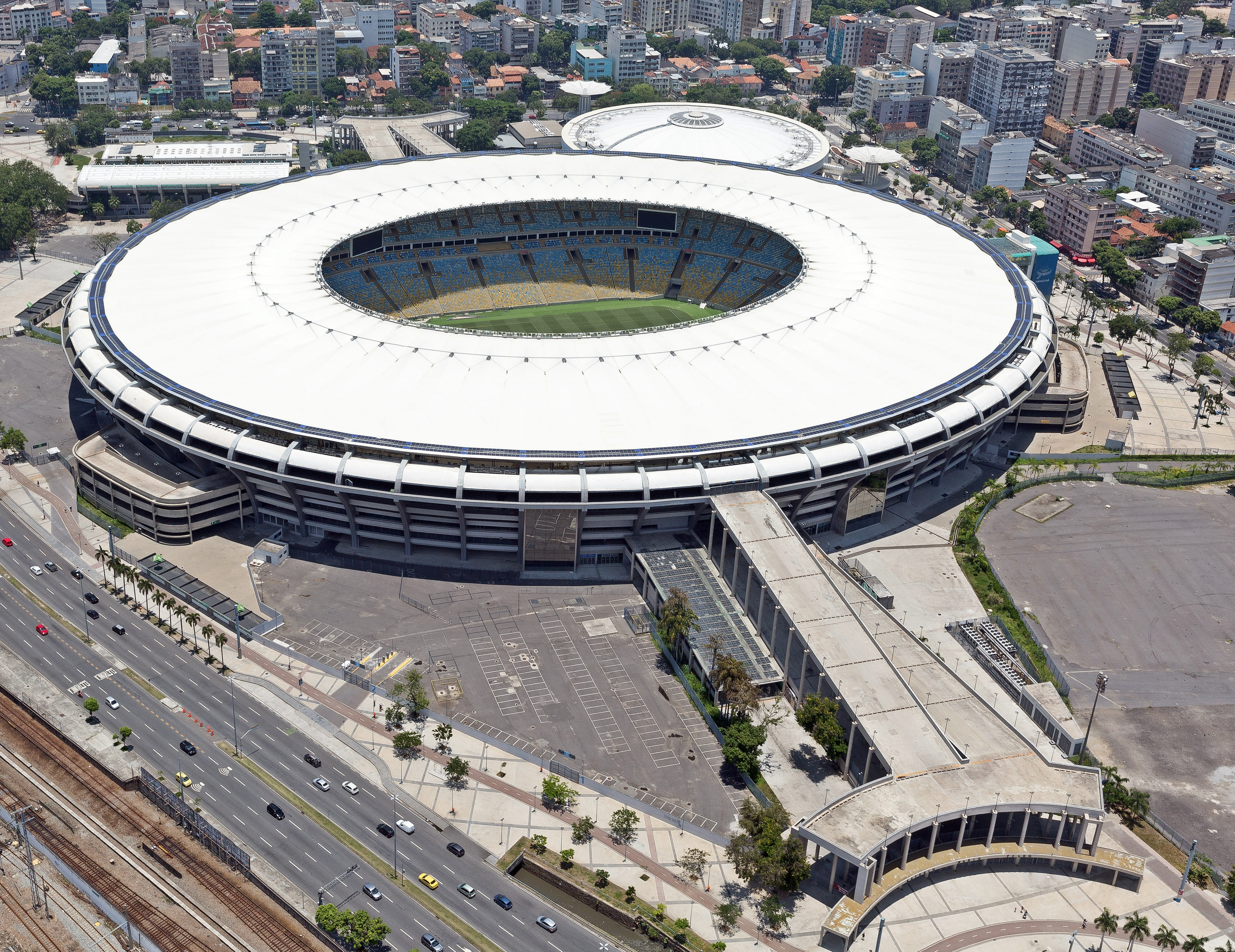
Vista aérea do estádio do Maracanã, localizado na cidade do Rio de Janeiro.

No mês de agosto, o grupo formado pelas empreiteiras Odebrecht e Andrade Gutierrez conquistou a concorrência para a renovação do estádio do Maracanã, que seria palco da Copa do Mundo FIFA de 2014. A oferta apresentada pelo consórcio foi de pouco mais de R$ 700 milhões, porém o edital autoriza um acréscimo de até 25% desse montante, chegando a aproximadamente R$ 880 milhões. A disputa contou com seis participantes, mas somente dois foram aprovados.
As reformas começaram no mesmo mês e, a partir de 8 de setembro, o Maracanã foi interditado para o início das intervenções visando a Copa do Mundo FIFA de 2014. Dentre as principais alterações, as dimensões do gramado serão reduzidas para 105 metros de extensão e 68 metros de largura. A área das cadeiras inferiores, que em 2005 tomou o lugar da geral, foi destruída para ampliar a inclinação do espaço. Em outubro, o BNDES divulgou a concessão de um financiamento de R$ 400 milhões, equivalente a 57% do orçamento estimado para a reforma.
O Flamengo e o Fluminense passaram a reivindicar suas partidas no estádio João Havelange, conhecido como Engenhão. A quantidade média de torcedores nos jogos diminuiu devido à dificuldade de acesso ao local. A reabertura do Maracanã estava prevista para dezembro de 2012. Como parte das intervenções para os Jogos Olímpicos de 2016, iniciou-se em setembro a construção do corredor expresso TransOeste, projetado para conectar a Barra da Tijuca a Santa Cruz.

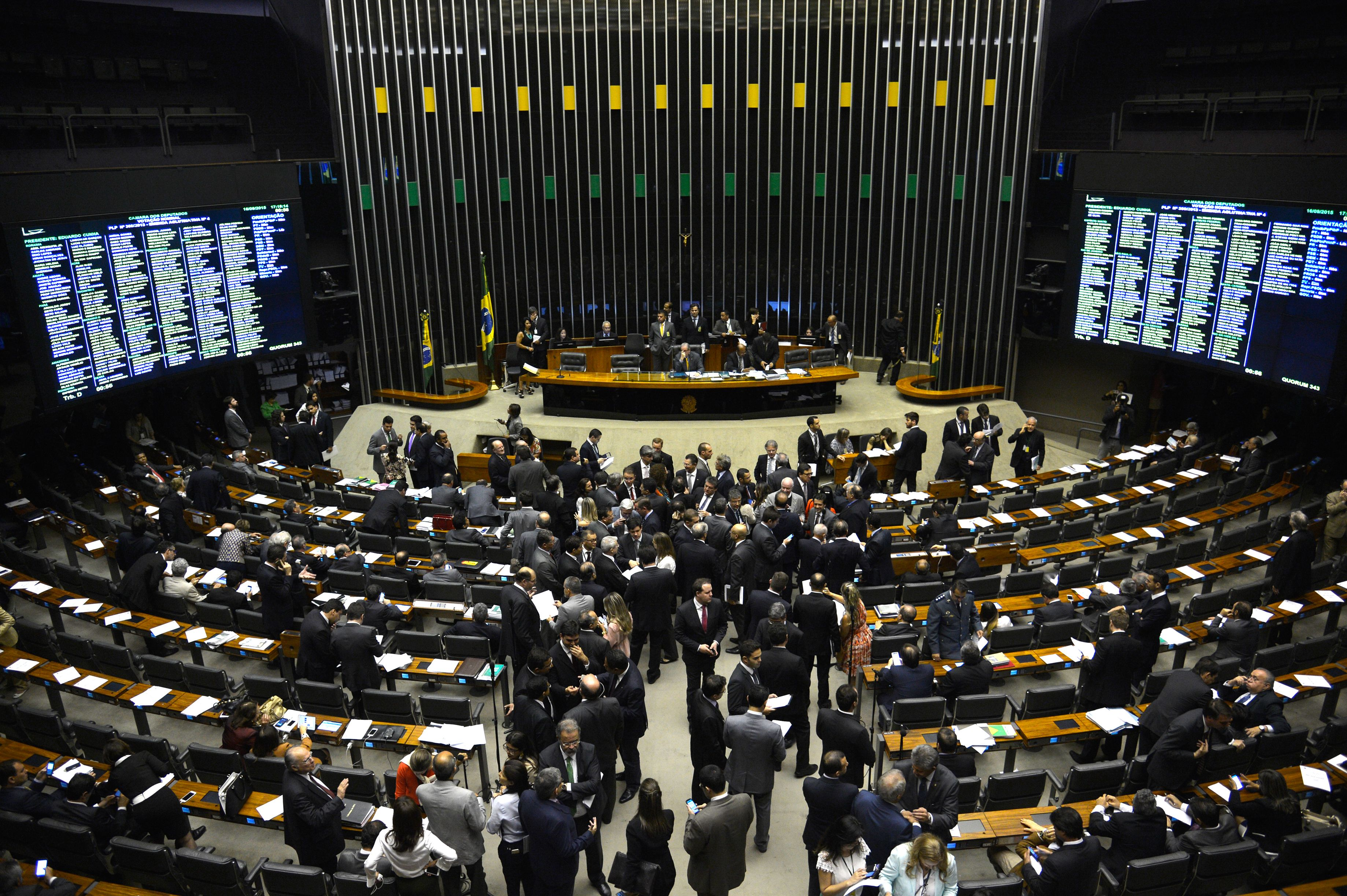
Plenário Ulysses Guimarães, local de sessão da Câmara dos Deputados do Brasil.

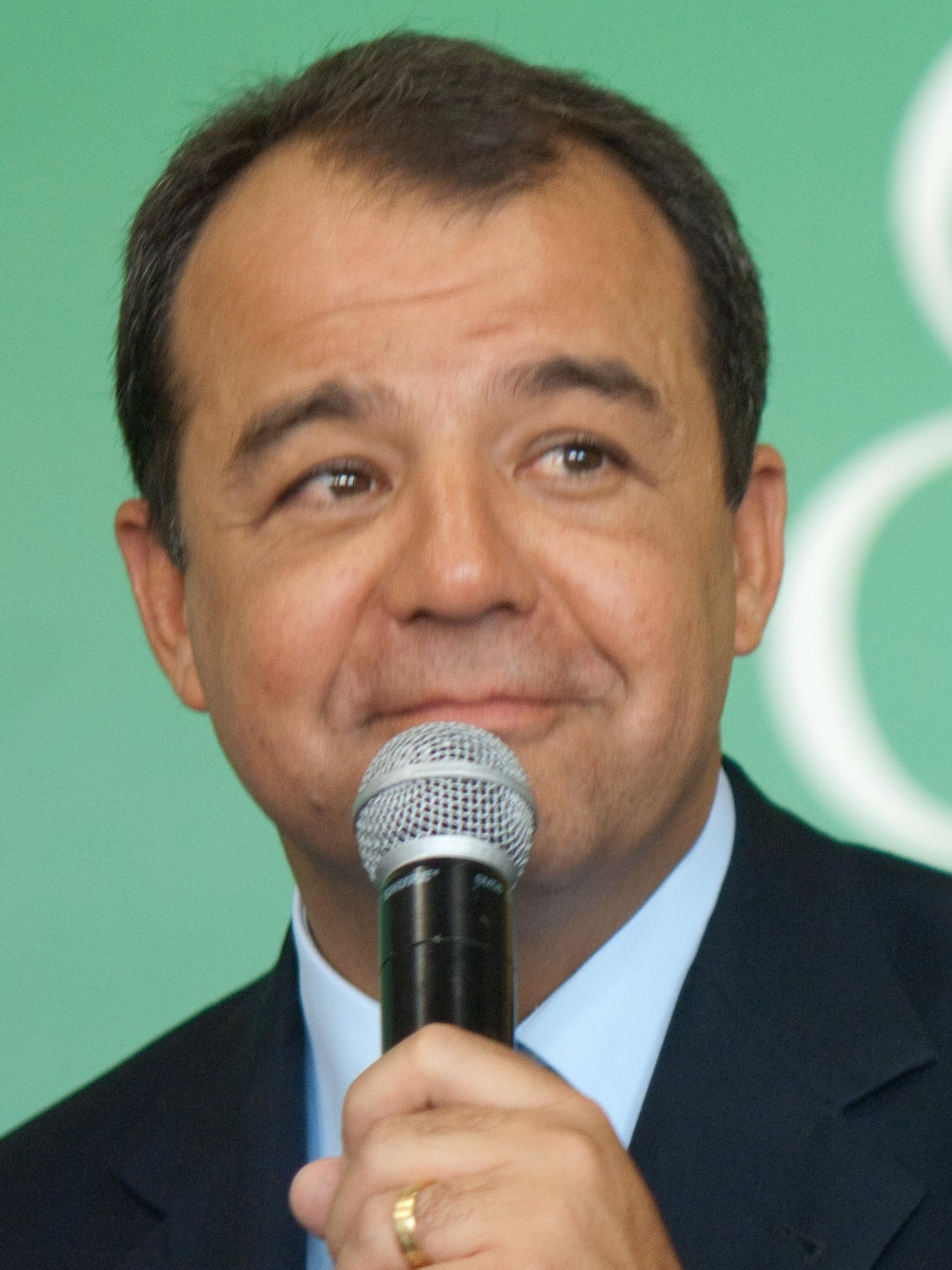
Sérgio Cabral Filho.

Em março, a aprovação de uma emenda que modificava a repartição dos royalties do petróleo gerou grande indignação em todo o estado do Rio de Janeiro. A proposta, apresentada pelo deputado federal Ibsen Pinheiro (PMDB-RS), sugeria que a parcela dos royalties do petróleo, tanto do pré-sal quanto de toda a produção, fosse distribuída de maneira igualitária entre todas as unidades da federação, em vez de beneficiar apenas os estados produtores. A medida foi aprovada na Câmara dos Deputados por 369 votos a 72 e seguiu para análise no Senado. Caso fosse implementada, a arrecadação do Rio de Janeiro sofreria uma redução drástica, passando de R$ 4,9 bilhões para apenas R$ 159 milhões. O governador Sérgio Cabral condenou a decisão, classificando-a como um ato de “injustiça” e chegou a se emocionar em pronunciamentos. No dia 17 de março, Cabral organizou um protesto contra a mudança, contando com o apoio do ex-governador Anthony Garotinho e de Rosinha Garotinho, então prefeita de Campos dos Goytacazes. O governo estadual e a prefeitura decretaram ponto facultativo. Faixas contrárias à emenda foram espalhadas por diversos pontos emblemáticos do Rio de Janeiro, como o Cristo Redentor. O Comitê Organizador dos Jogos Olímpicos de 2016 também se posicionou contra a medida, afirmando, em comunicado oficial, que a redistribuição dos royalties impediria os investimentos necessários para a realização da Olimpíada. O presidente Lula assegurou que vetaria a proposta. Em junho, a emenda foi sancionada também pelo Senado.
O governador Sérgio Cabral foi reconduzido ao cargo com a maior quantidade de votos já recebida por um candidato no primeiro turno, ultrapassando 5,2 milhões de votos válidos. Fernando Gabeira, do Partido Verde, que em 2008 surpreendeu ao alcançar o segundo turno na disputa pela prefeitura do Rio de Janeiro, desta vez obteve apenas 20,68% dos votos. Já Fernando Peregrino, do Partido da República, conquistou 10,81%. A vitória no estado fluminense foi a mais relevante para a coalizão governista do presidente Lula, especialmente porque São Paulo e Minas Gerais elegeram representantes da oposição.
As sondagens indicaram que o governador começou com um índice elevado em julho, 53%, que continuou crescendo durante a campanha, alcançando 60% às vésperas da eleição. Fernando Gabeira manteve-se durante toda a disputa com uma votação em torno de 18%, sem oscilar além da margem de erro.
Para o Senado, o ex-prefeito de Nova Iguaçu, Lindbergh Farias, foi o mais votado, com 28,65% dos votos. Marcelo Crivella, do PRB, conquistou a outra vaga com 22,66%, superando Jorge Picciani, que obteve 20,73% dos votos. O ex-prefeito do Rio de Janeiro, César Maia, alcançou apenas 11,06% dos votos.
O ex-governador Anthony Garotinho, do PR, foi o deputado federal mais votado no estado e o segundo no país, com quase 700 mil votos. Chico Alencar destacou-se pelo PSOL, partido da senadora Heloísa Helena, conseguindo 240 mil votos. Para a Câmara dos Deputados, o ex-jogador de futebol Romário foi o sexto mais votado, com quase 150 mil votos.
A concorrente do PV, Marina Silva, venceu em várias cidades do Rio de Janeiro. Na maior delas, Niterói, Marina obteve 37,05%, ligeiramente à frente de Dilma. Em Volta Redonda, atingiu 40,02% e, em Cabo Frio, alcançou 40,43%. No segundo turno, Dilma ganhou nas duas primeiras e Serra, em Cabo Frio, também em Araruama, São Pedro da Aldeia, Armação de Búzios, Rio das Ostras, Casimiro de Abreu, Iguaba Grande e Arraial do Cabo.

### Décadas de 2010 e 2020

#### 2011

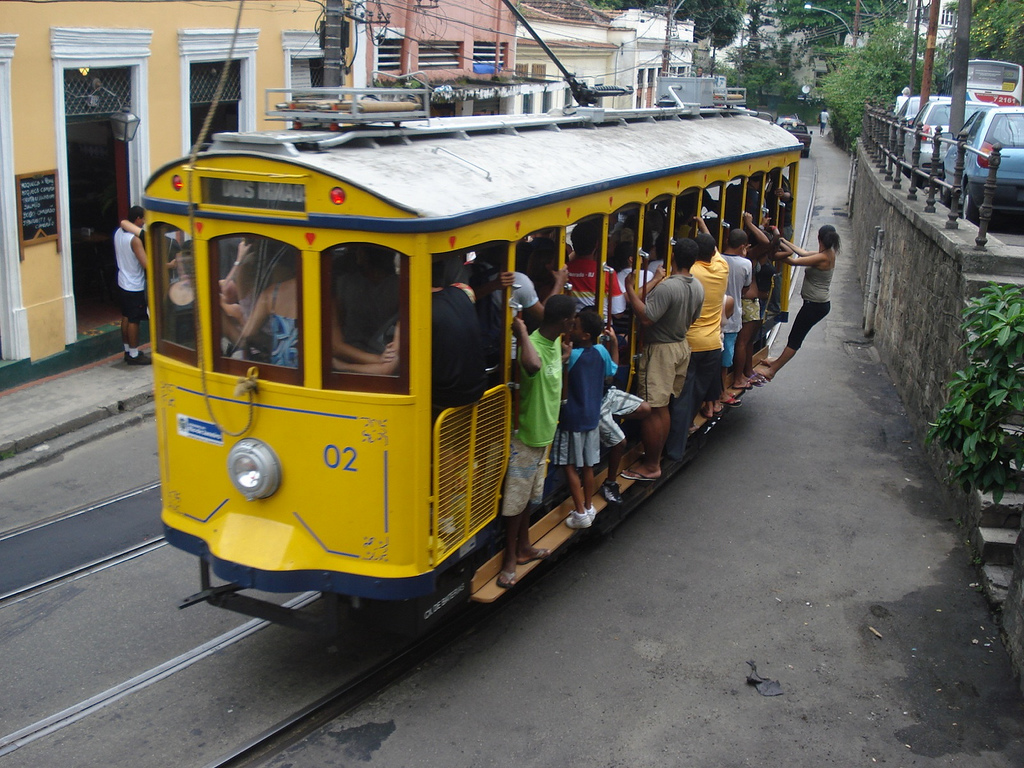
Bonde de Santa Teresa.

Em 27 de agosto, ocorreu o tombamento de um bonde no bairro de Santa Teresa, na cidade do Rio de Janeiro, resultando em seis vítimas fatais e 56 pessoas feridas. De acordo com o Instituto de Criminalística Carlos Éboli (ICCE), órgão vinculado à Polícia Civil, a causa do acidente foi atribuída a uma falha no sistema de frenagem, decorrente da ausência de manutenção adequada.
Posteriormente, em 13 de outubro de 2011, uma explosão foi registrada em um restaurante localizado no centro da capital fluminense, ocasionando quatro óbitos e deixando 16 feridos. As investigações preliminares apontaram que o incidente possivelmente teve origem em um vazamento de gás.

#### 2012
No mês de janeiro de 2012, ocorreu o colapso estrutural de três edifícios situados na Avenida 13 de Maio, localizada no centro da cidade do Rio de Janeiro. O incidente resultou no falecimento de 17 indivíduos e deixou seis pessoas com ferimentos. A principal teoria para a causa do desmoronamento apontava que uma obra de reforma em um dos prédios teria comprometido sua estabilidade, provocando o primeiro colapso, o qual desencadeou a queda das demais construções adjacentes.

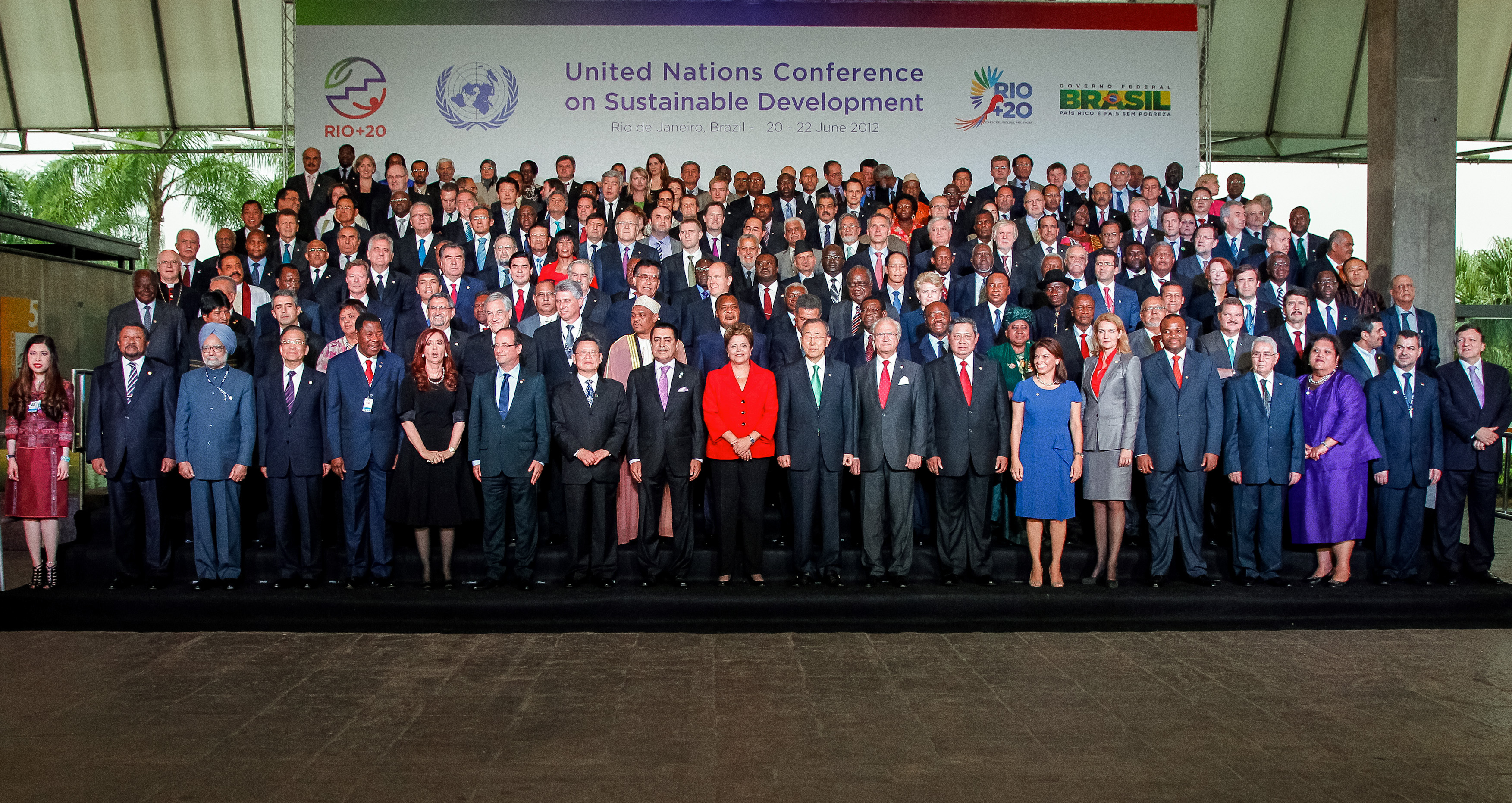
Líderes mundiais presentes na Rio+20

Já em fevereiro do mesmo ano, integrantes do Corpo de Bombeiros, da Polícia Civil e da Polícia Militar do Estado do Rio de Janeiro deflagraram uma paralisação em protesto por reajustes salariais. A greve, que teve duração de cinco dias, também buscava pressionar a aprovação da Proposta de Emenda à Constituição (PEC) nº 300, em tramitação no Congresso Nacional, a qual previa a implementação de um piso salarial unificado em âmbito nacional para os profissionais da segurança pública.
No mês de junho de 2012, a cidade do Rio de Janeiro foi sede da Conferência das Nações Unidas sobre Desenvolvimento Sustentável, evento que atraiu um contingente de 110 mil visitantes.
Por fim, em outubro do mesmo ano, o então prefeito da capital fluminense, Eduardo Paes, solicitou à presidente do Brasil, Dilma Rousseff, que vetasse a nova regulamentação sobre a redistribuição dos royalties provenientes da exploração do petróleo, a qual havia sido aprovada pelo Congresso Nacional e aguardava sanção presidencial.

#### 2013

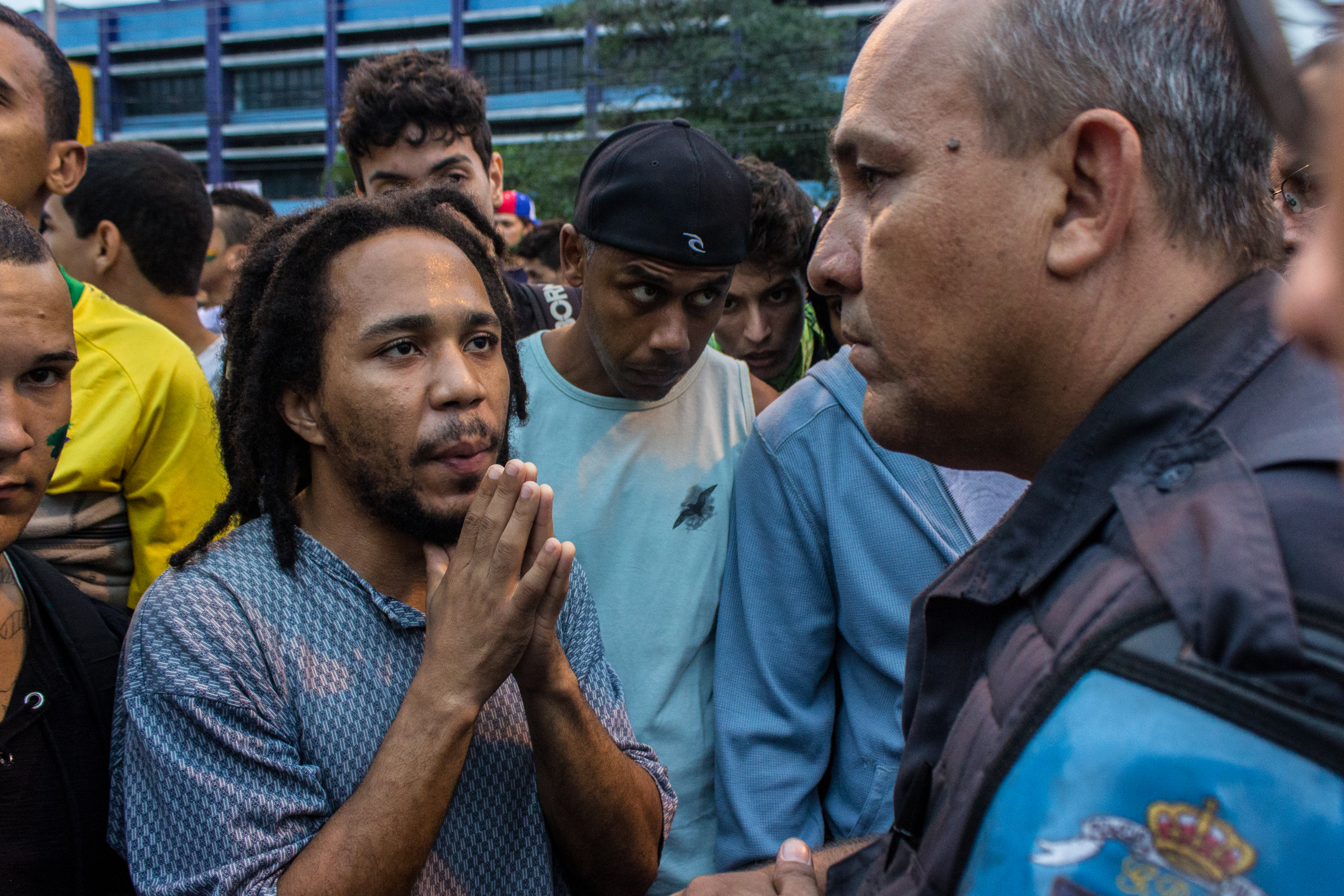
Manifestante pede por compreensão da Polícia Militar do Estado do Rio de Janeiro

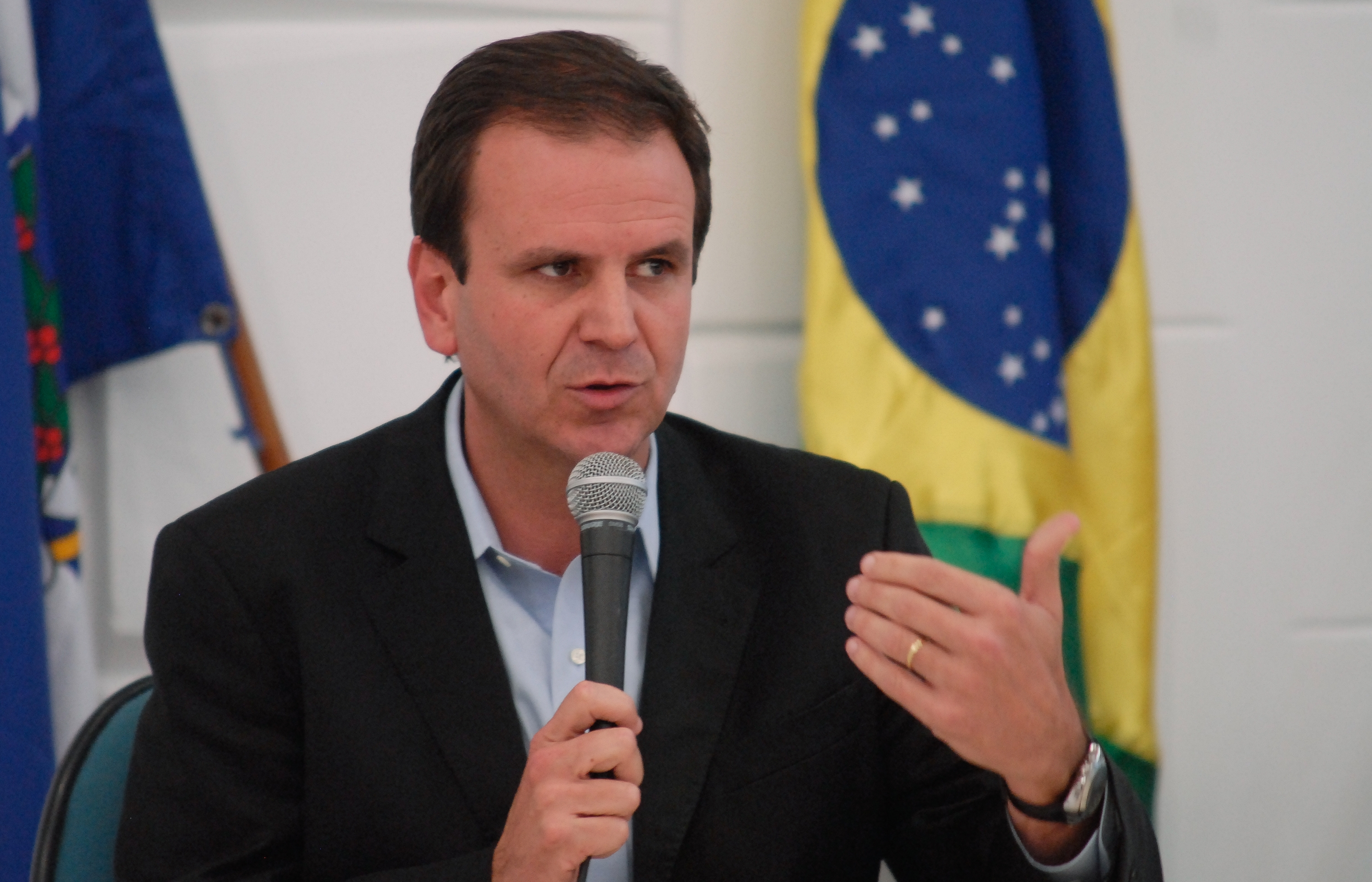
O prefeito do Rio de Janeiro, Eduardo Paes, anuncia na noite de quarta-feira de 19 de junho de 2013 a suspensão do aumento das tarifas de transporte público no município.

No dia 17 de julho de 2013, um contingente superior a 100 mil indivíduos reuniu-se no centro da capital para protestar contra o reajuste das tarifas do transporte público. Ocorreu uma série de confrontos entre manifestantes e agentes das forças de segurança, culminando no ataque à Assembleia Legislativa. Com o avanço das manifestações, as reivindicações passaram a abranger críticas aos investimentos destinados à realização da Copa do Mundo FIFA de 2014. Outros episódios de mobilização e embates sobressaíram em 30 de junho, data da final da Copa das Confederações FIFA de 2013, bem como em 7 de setembro.
Em 8 de agosto, docentes da rede municipal deflagraram uma greve em resposta a demandas salariais e em oposição à aprovação do Plano de Cargos e Carreiras pela Câmara Municipal. De maneira análoga, profissionais do ensino da rede estadual também aderiram à paralisação.
No dia 15 de outubro, durante uma manifestação em alusão ao Dia do Professor, integrantes do movimento black bloc assumiram a linha de frente de um ato que contou com a participação de aproximadamente 10 mil pessoas, o que resultou em novos confrontos com a Polícia Militar. Segundo a Ordem dos Advogados do Brasil, 208 indivíduos foram detidos.
Em 14 de julho, o ajudante de pedreiro Amarildo Dias de Souza, de 42 anos, desaparecera após ser conduzido por policiais da Unidade de Polícia Pacificadora (UPP) da favela da Rocinha. A mobilização social em busca de esclarecimentos sobre o ocorrido repercutiu na mídia internacional. As investigações apontaram que o desaparecido fora submetido a tortura e posteriormente executado com o intuito de forçá-lo a revelar o paradeiro de armamentos do tráfico local. No decorrer do inquérito, 25 policiais foram formalmente acusados, incluindo o ex-comandante da unidade, major Edson Santos.

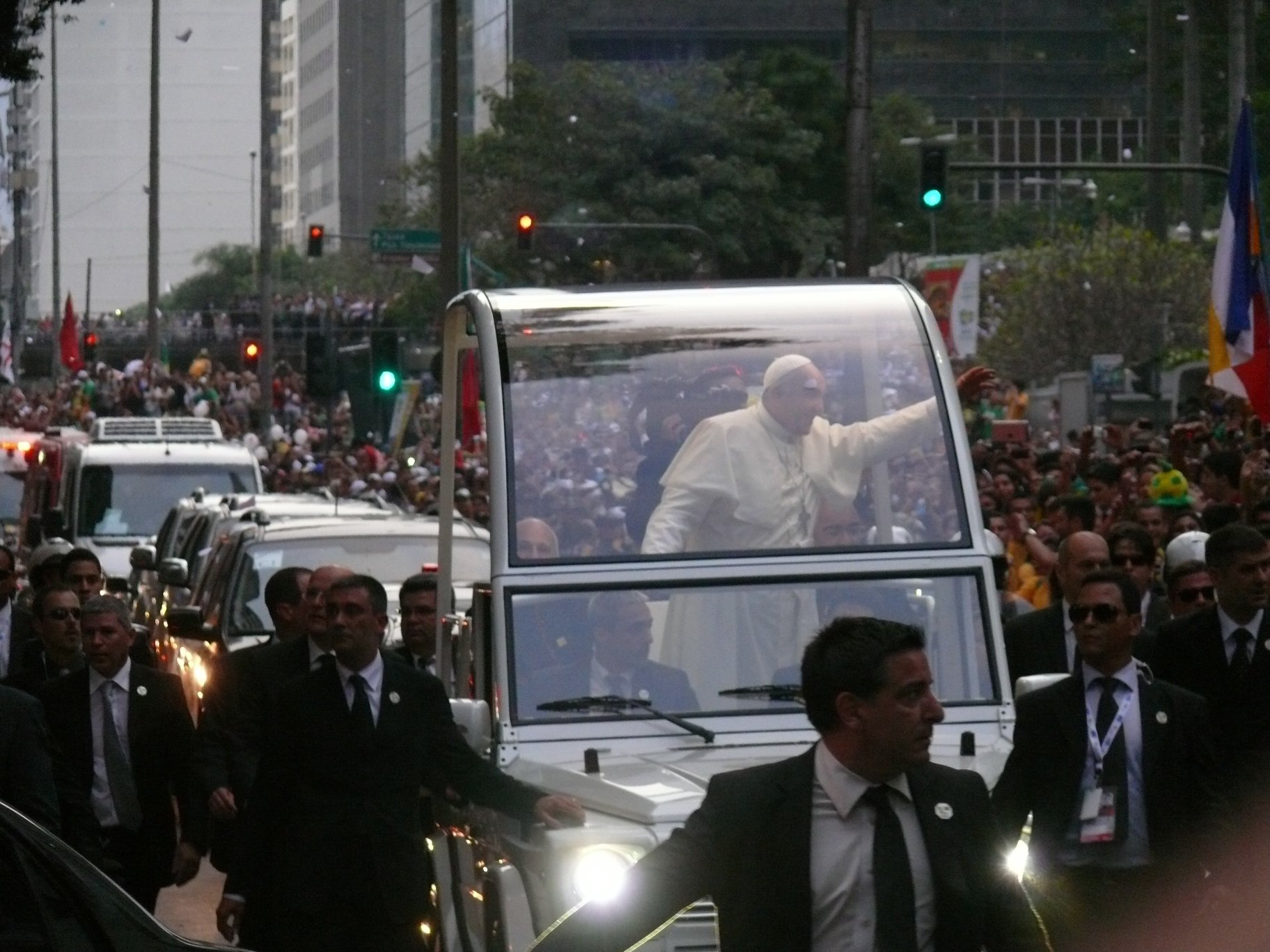
O papa Francisco na sua chegada ao Rio de Janeiro para a JMJ 2013 - 22 de julho de 2013

Entre os dias 22 e 28 de julho, a capital fluminense organizou a Jornada Mundial da Juventude (JMJ), evento de cunho religioso promovido pela Igreja Católica e que contou com a participação do papa Francisco. Na praia de Copacabana, a cerimônia de abertura, realizada no dia 23, atraiu um público estimado em 400 mil pessoas, enquanto a missa campal do dia 27 ultrapassou a marca de 3 milhões de participantes.
Em 22 de novembro, foi realizado o leilão de transferência do Aeroporto Internacional do Galeão, comprado pelo consórcio formado pela Odebrecht Transportes Aéreos e pela Excelente B.V., companhia administradora do Aeroporto de Cingapura, pelo montante de R$ 19 bilhões, representando um ágio de 293,91%. O período de outorga para a gestão do aeroporto foi estabelecido em 25 anos. Conforme o modelo adotado, o consórcio firmaria uma parceria societária com a Infraero.

#### 2014

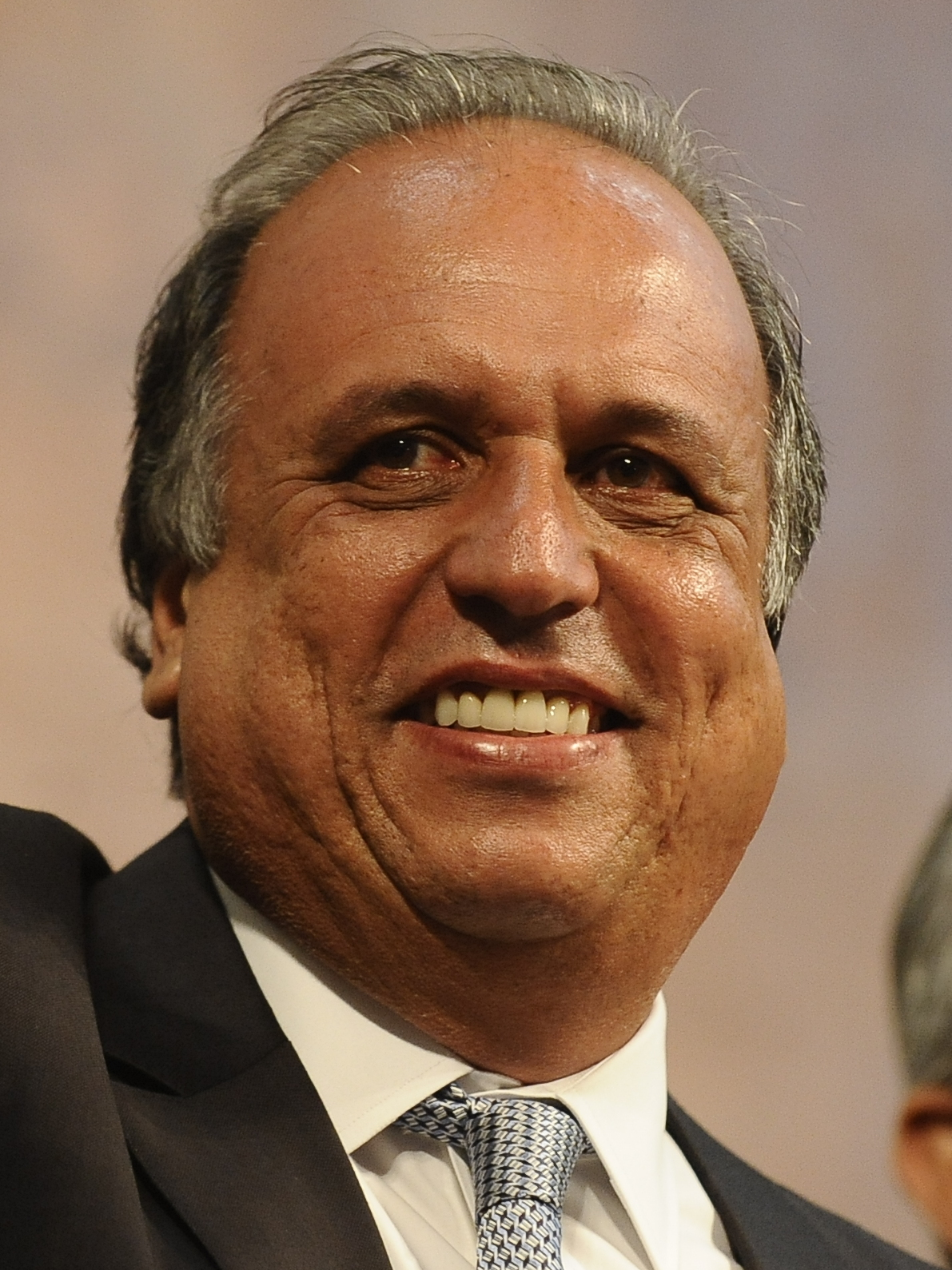
Luiz Fernando Pezão durante a tomada de posse como governador do Rio de Janeiro.

No dia 6 de fevereiro de 2014, o técnico em filmagem Santiago Andrade, da TV Bandeirantes, foi mortalmente afetado por um rojão, quando realizou reportagem de um protesto de manifestação. Os participantes do protesto, Fábio Raposo e Caio Silva de Souza, ambos com 22 janeiros, foram detidos, como responsáveis pela utilização do objeto e denunciados por homicídio.
Desde 30 de março, aumentaram cerca de mil policiais civis e militares, com auxílio de 21 mil blindados, 250 fuzileiros navais e demais 2050 soldados do Exército Brasileiro em invasão das favelas do Complexo do Alemão. A partir de fevereiro foram verificados assaltos do crime organizado e óbitos no Complexo do Alemão e demais nove comunidades.
No dia 25 de março, o coronel aposentado do Exército Brasileiro, Paulo Malhães comprovou em declaração à Comissão da Verdade do Rio de Janeiro haver sido um dos fundadores da Casa da Morte, em Petrópolis, e um dos realizadores da morte do deputado Rubens Paiva.
Cabral foi exonerado em abril de 2014, sendo substituído pelo vice-governador, Luiz Fernando Pezão, que seria eleito em outubro daquele ano.
Em outubro, o peemedebista Luiz Fernando Pezão se elegeu governador, com cerca de 4,3 milhões de votos (55,78%), no segundo turno, substituindo Sérgio Cabral Filho.

#### 2015–2025

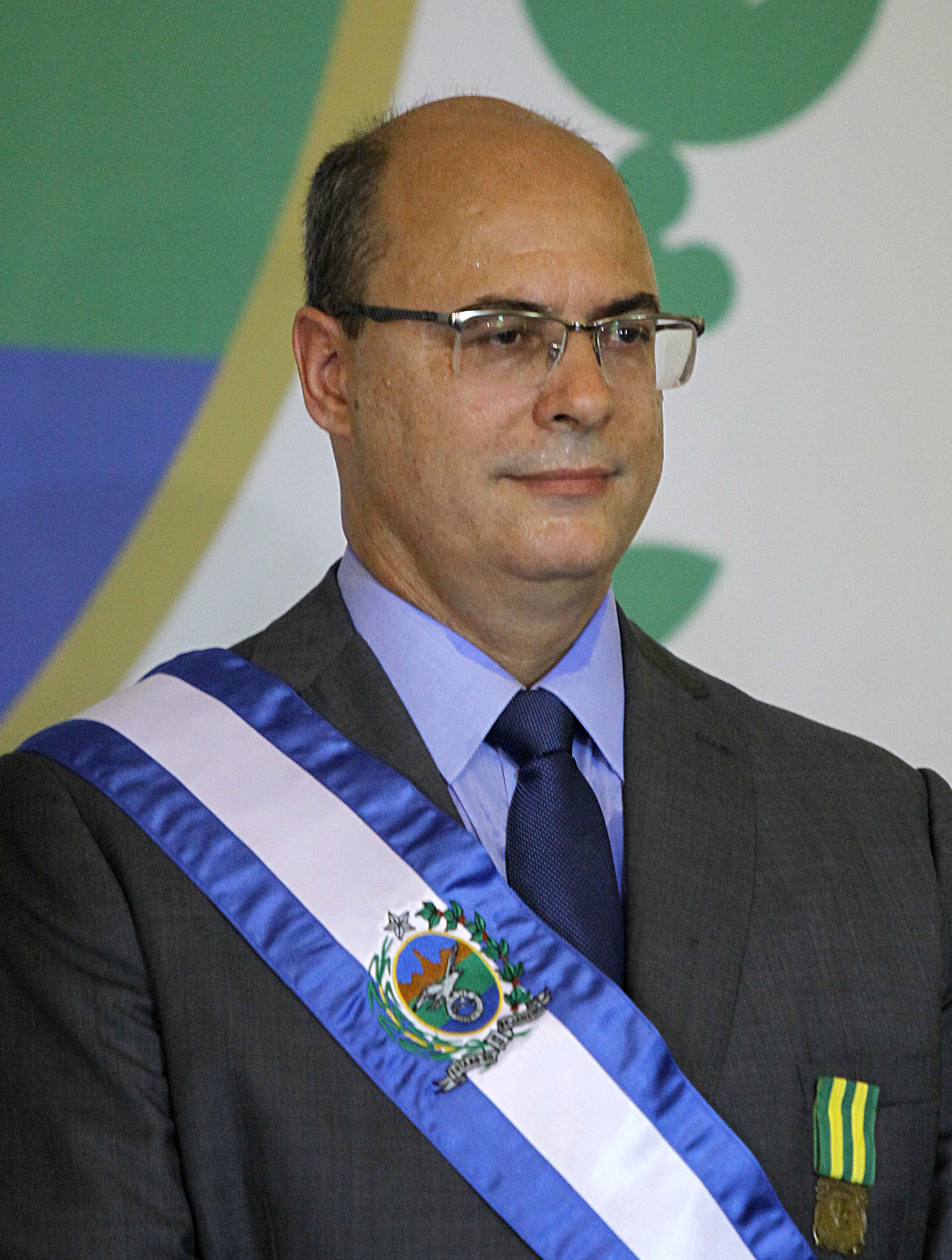
Wilson Witzel em 2019 como governador do Rio de Janeiro.

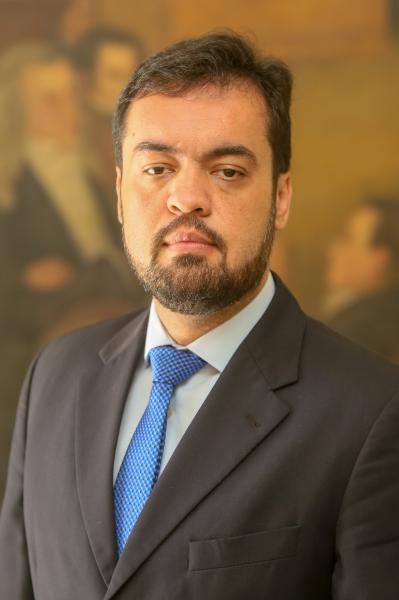
Cláudio Castro.

Durante o mandato do governador Luiz Fernando Pezão (2014-2019), o estado enfrentou uma grave crise fiscal, resultando em atrasos salariais e cortes em serviços públicos essenciais. Em 2017, o governo estadual solicitou auxílio financeiro ao governo federal, oferecendo a privatização da Companhia Estadual de Águas e Esgotos (Cedae) como garantia.
A crise financeira foi agravada por escândalos de corrupção envolvendo altas autoridades estaduais. Em 2016, o ex-governador Sérgio Cabral foi preso por acusações de corrupção, lavagem de dinheiro e participação em organização criminosa, evidenciando um esquema que desviou bilhões dos cofres públicos.
Devido ao aumento da violência e à incapacidade das forças de segurança estaduais em conter a criminalidade, o governo federal decretou, em fevereiro de 2018, uma intervenção federal na segurança pública do Rio de Janeiro, que vigorou até 31 de dezembro daquele ano.
O vice-governador do Rio de Janeiro, Francisco Dornelles (PTB), tomou posse do poder executivo estadual fluminense após a detenção do governador Luiz Fernando Pezão (MDB). Pezão foi detido de maneira preventiva — sem limite para liberação — em 29 de novembro de 2018, no plano da operação Boca de Lobo. Ele foi o quarto governador do Rio de Janeiro a ser aprisionado.
Nas eleições de 2018, Wilson Witzel foi eleito governador, mas seu mandato foi interrompido em 2021 após sofrer um processo de impeachment devido a denúncias de corrupção durante a pandemia de COVID-19. Seu vice, Cláudio Castro, assumiu o cargo e foi reeleito em 2022.
Em março de 2025, milhares de apoiadores do ex-presidente do Brasil, Jair Bolsonaro, se reuniram na Praia de Copacabana, no Rio de Janeiro, em manifestação de apoio, enquanto ele enfrentava acusações de conspiração para derrubar o governo após sua derrota nas eleições de 2022.

#### Enciclopédias
- Arruda, Ana (1988). «Rio de Janeiro (estado)». Enciclopédia Delta Universal. 13. Rio de Janeiro: Delta
- Benton, William; Neiva, Artur Hehl (1973). «Rio de Janeiro (estado)». Enciclopédia Barsa. 12. São Paulo: Encyclopaedia Britannica do Brasil Publicações Ltda
- Frias Filho, Otávio (1996). «Rio de Janeiro (estado)». Nova Enciclopédia Ilustrada Folha. 2. São Paulo: Folha da Manhã
- Garschagen, Donaldson M. (2002a). «Rio de Janeiro (estado)». Nova Enciclopédia Barsa: Macropédia. 12. São Paulo: Barsa Planeta Internacional
- Houaiss, Antônio; Martins, Ismênia de Lima; Barbosa, Francisco de Assis (1993). «Rio de Janeiro (estado)». Enciclopédia Mirador Internacional. 18. São Paulo: Encyclopaedia Britannica do Brasil Publicações Ltda.
- Mascarenhas, Maria Amélia; Biasi, Mauro De; Coltrinari, Lylian; Moraes, Antônio Carlos de Robert de (1998). «Rio de Janeiro (estado)». Grande Enciclopédia Larousse Cultural. 21. São Paulo: Nova Cultural
- Verano, Paulo Nascimento (2009). «Rio de Janeiro (estado)». Enciclopédia Barsa Universal. 15. Rio de Janeiro: Barsa Planeta

#### Livros do ano
- Garschagen, Donaldson M. (1981). Livro do ano Barsa 1981: eventos de 1980. São Paulo: Encyclopaedia Britannica do Brasil
- Garschagen, Donaldson M. (1982). Livro do ano Barsa 1982: eventos de 1981. São Paulo: Encyclopaedia Britannica do Brasil
- Garschagen, Donaldson M. (1983). Livro do ano Barsa 1983: eventos de 1982. São Paulo: Encyclopaedia Britannica do Brasil
- Garschagen, Donaldson M. (1984). Livro do ano Barsa 1984: eventos de 1983. São Paulo: Encyclopaedia Britannica do Brasil
- Garschagen, Donaldson M. (1985). Livro do ano Barsa 1985: eventos de 1984. São Paulo: Encyclopaedia Britannica do Brasil
- Garschagen, Donaldson M. (1986). Livro do ano Barsa 1986: eventos de 1985. São Paulo: Encyclopaedia Britannica do Brasil
- Garschagen, Donaldson M. (1987). Livro do ano Barsa 1987: eventos de 1986. São Paulo: Encyclopaedia Britannica do Brasil
- Garschagen, Donaldson M. (1988). Livro do ano Barsa 1988: eventos de 1987. São Paulo: Encyclopaedia Britannica do Brasil
- Garschagen, Donaldson M. (1989). Livro do ano Barsa 1989: eventos de 1988. São Paulo: Encyclopaedia Britannica do Brasil
- Garschagen, Donaldson M. (1990). Livro do ano Barsa 1990: eventos de 1989. São Paulo: Encyclopaedia Britannica do Brasil
- Garschagen, Donaldson M. (1991). Livro do ano Barsa 1991: eventos de 1990. São Paulo: Encyclopaedia Britannica do Brasil
- Garschagen, Donaldson M. (1992). Livro do ano Barsa 1992: eventos de 1991. São Paulo: Encyclopaedia Britannica do Brasil
- Garschagen, Donaldson M. (1993). Livro do ano Barsa 1993: eventos de 1992. São Paulo: Encyclopaedia Britannica do Brasil
- Garschagen, Donaldson M. (1994). Livro do ano Barsa 1994: eventos de 1993. São Paulo: Encyclopaedia Britannica do Brasil
- Garschagen, Donaldson M. (1995). Livro do ano Barsa 1995: eventos de 1994. São Paulo: Encyclopaedia Britannica do Brasil
- Garschagen, Donaldson M. (1996). Livro do ano Barsa 1996: eventos de 1995. São Paulo: Encyclopaedia Britannica do Brasil
- Garschagen, Donaldson M. (1997). Livro do ano Barsa 1997: eventos de 1996. São Paulo: Encyclopaedia Britannica do Brasil
- Garschagen, Donaldson M. (1998). Livro do ano Barsa 1998: eventos de 1997. São Paulo: Encyclopaedia Britannica do Brasil
- Garschagen, Donaldson M. (1999). Livro do ano Barsa 1999: eventos de 1998. São Paulo: Encyclopaedia Britannica do Brasil
- Garschagen, Donaldson M. (2000). Livro do ano Barsa 2000: eventos de 1999. São Paulo: Encyclopaedia Britannica do Brasil
- Garschagen, Donaldson M. (2001). Livro do ano Barsa 2001: eventos de 2000. São Paulo: Barsa Planeta Internacional
- Garschagen, Donaldson M. (2002b). Livro do ano Barsa 2002: eventos de 2001. São Paulo: Barsa Planeta Internacional
- Garschagen, Donaldson M. (2003). Livro do ano Barsa 2003: eventos de 2002. São Paulo: Barsa Planeta Internacional
- Garschagen, Donaldson M. (2004). Livro do ano Barsa 2004: eventos de 2003. São Paulo: Barsa Planeta Internacional
- Garschagen, Donaldson M. (2005). Livro do ano Barsa 2005: eventos de 2004. São Paulo: Barsa Planeta Internacional
- Garschagen, Donaldson M. (2006). Livro do ano Barsa 2006: eventos de 2005. São Paulo: Barsa Planeta Internacional
- Verano, Paulo Nascimento (2007). Livro do ano Barsa 2007: eventos de 2006. São Paulo: Barsa Planeta Internacional
- Verano, Paulo Nascimento (2008). Livro do ano Barsa 2008: eventos de 2007. São Paulo: Barsa Planeta Internacional
- Verano, Paulo Nascimento (2009). Livro do ano Barsa 2009: eventos de 2008. São Paulo: Barsa Planeta Internacional
- Verano, Paulo Nascimento (2010). Livro do ano Barsa 2010: eventos de 2009. São Paulo: Barsa Planeta Internacional
- Verano, Paulo Nascimento (2011). Livro do ano Barsa 2011: eventos de 2010. São Paulo: Barsa Planeta Internacional
- Verano, Paulo Nascimento (2012). Livro do ano Barsa 2012: eventos de 2011. São Paulo: Barsa Planeta Internacional

#### Edições recentes do Almanaque Abril
- Civita, Roberto (2007). Almanaque Abril. São Paulo: Abril
- Civita, Roberto (2008). Almanaque Abril. São Paulo: Abril
- Civita, Roberto (2009). Almanaque Abril. São Paulo: Abril
- Civita, Roberto (2010). Almanaque Abril. São Paulo: Abril
- Civita, Roberto (2011). Almanaque Abril. São Paulo: Abril
- Civita, Roberto (2012). Almanaque Abril. São Paulo: Abril
- Civita, Roberto (2013). Almanaque Abril. São Paulo: Abril
- Civita Neto, Victor (2014). Almanaque Abril. São Paulo: Abril
- Civita Neto, Victor (2015). Almanaque Abril. São Paulo: Abril